# Škoda Auto
Škoda Auto a.s. je největší výrobce automobilů v Česku. Dlouhodobě je největší českou firmou podle tržeb, jedním z největších českých zaměstnavatelů a největším českým exportérem.
Sídlo společnosti je v Mladé Boleslavi, kde se nachází i největší výrobní závod. V rámci Česka má společnost dva další výrobní závody, a to v Kvasinách a ve Vrchlabí.

## Název
Firma historicky navazuje na společnost Laurin & Klement, která se v roce 1925 stala součástí strojírenského koncernu Akciová společnost, dříve Škodovy závody v Plzni, od roku 1930 nesla název „Akciová společnost pro automobilový průmysl (ASAP)“ a spolu s mateřskou firmou se v období druhé světové války stala součástí nacistického státního gigantu Reichswerke AG für Erzbergbau und Eisenhütten „Hermann Göring“. Po válce se v rámci celkové reorganizace a zestátnění průmyslu osamostatnila pod novým názvem „Automobilové závody, národní podnik (AZNP)“ a značku Škoda používala pouze pro výrobky. Po pádu centrálně řízeného hospodářství se podnik vrátil k historickému názvu, od roku 1990 jako „Automobilový koncern ŠKODA a.s.“ a od roku 1991, po privatizaci a prodeji společnosti německému koncernu Volkswagen Group, jako „ŠKODA, automobilová a.s.“. Od roku 1998 firma nesla název ŠKODA AUTO a.s., současnou variantu Škoda Auto a.s. užívá od roku 2023.

## Historie

### Laurin&Klement

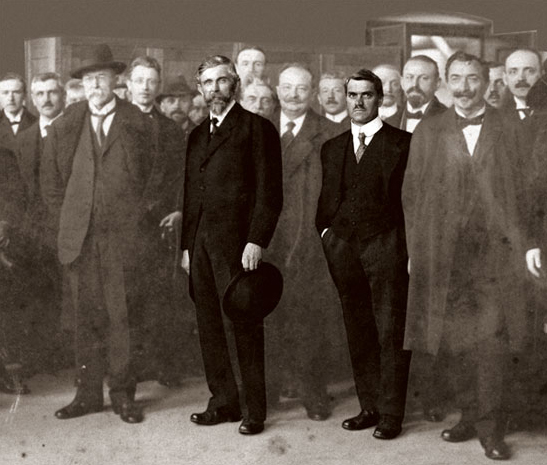
Zakladatelé Václav Klement (vlevo) a Václav Laurin (vpravo)

Historie mladoboleslavské automobilky začíná 17. prosince 1895, kdy dva cyklisté – mechanik Václav Laurin a knihkupec Václav Klement založili malý podnik Laurin & Klement na výrobu jízdních kol. Podnik založili poté, co se Václavu Klementovi rozbilo nové kolo Germania, na reklamační dopis psaný česky přišla reakce ústeckého zastupitele německého výrobce Seidel & Naumann s poznámkou, ať pisatel, pokud něco chce, použije příště srozumitelný jazyk. Nespokojen s odpovědí se Klement rozhodl založit vlastní firmu, kterou otevřel společně s Václavem Laurinem v Mladé Boleslavi.
V roce 1899 začíná továrna Laurin & Klement vyrábět i motocykly Slavia. Stala se tak první motocyklovou továrnou v Rakousko-Uhersku i Německu.
V roce 1905 se začíná vyrábět první model automobilu: Voiturette A; okamžitě se stává prodejním trhákem. Komerční úspěch způsobí, že se v roce 1907 automobilka mění na akciovou společnost.
Za první světové války je podnik součástí válečné výroby. Po válce se společnost nadále rozvíjí, kromě osobních vozidel vyrábí i nákladní, ale také např. letecké motory. S cílem podporovat další rozvoj (a překonat problémy následující rozsáhlý požár roku 1924) společnost hledá silného partnera.

### Součást Škody Plzeň

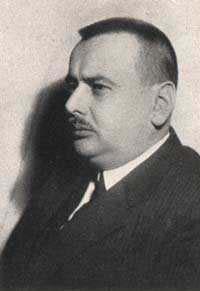
Karel Hrdlička, generální ředitel ASAPu

V roce 1925 pak dochází ke spojení se strojírenským koncernem Škoda. To znamená postupný zánik značky Laurin & Klement, u nově vyvíjených typů se už přechází na jméno a znak Škoda. Některé z těchto typů byly vyvíjeny ve spolupráci s italskou firmou Pellegati, podle tehdejšího konstruktéra Oldřicha Meduny však šlo o zpackaný a zřejmě korupční kontrakt plzeňské konstrukce, neboť Pellegati jen obkreslila díly z Fiatu a dodala Škodě nepoužitelné výkresy bez tolerancí, bez určení materiálů atd.
Automobilka v té době navíc byla pouhým výrobním závodem plzeňského koncernu, její ředitelství i konstrukce sídlily v Plzni. Mladoboleslavský závod díky úvěru 220 milionů Kč prošel výraznou reorganizací ve prospěch velkosériové pásové výroby, v areálu automobilky (o ploše 215.700 m²) vznikl mj. nový čtyřpatrový objekt karosárny a sedlárny nebo nová uhelná elektrárna o elektrickém výkonu 3,7 MW. Zůstala však značná těžkopádnost řízení a vysoké režijní náklady na management, což vyústilo k rozhodnutí udělat z automobilky samostatnou organizaci. Od 1. 1. 1930 tak vznikla samostatná Akciová společnost pro automobilový průmysl (ASAP) se sídlem v Praze a o vlastním jmění 20 milionů Kč, čímž se automobilka organizačně a správně osamostatnila vůči koncernu, byť zůstala v jeho plném vlastnictví.

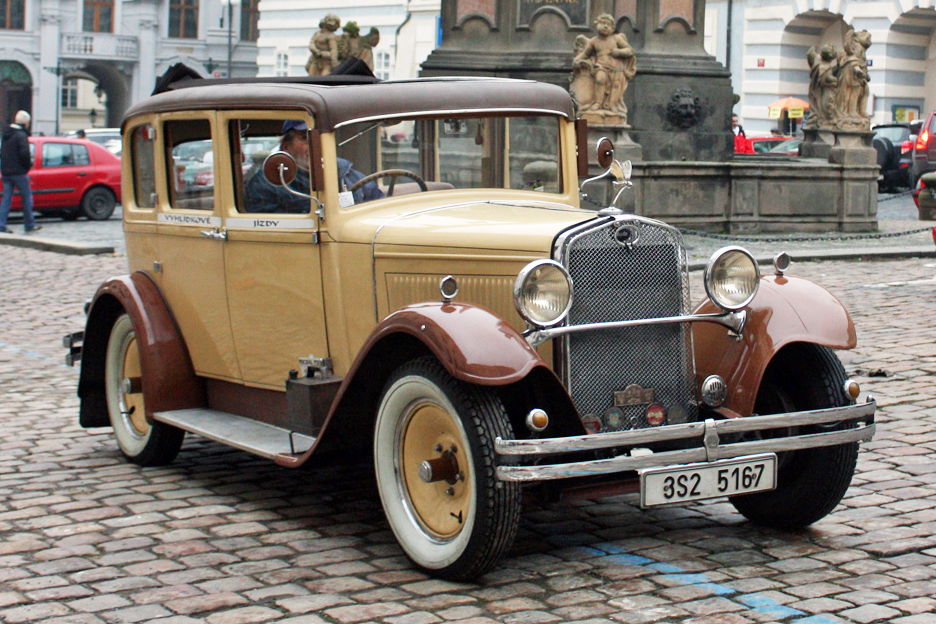
Škoda 422 (1929)

V automobilce v té době pracovalo 3750 dělníků a 500 úředníků. I ASAP však postihla velká hospodářská krize spojená s redukcí výroby a velkým propouštěním zaměstnanců. Snaha čelit krizi pomocí fúze největších československých automobilek (Praga z koncernu ČKD, Tatra z koncernu Ringhoffer a ASAP z koncernu Škoda) se v roce 1931 ukázala jako velký manažerský omyl: nová a.s. Motor spojující Pragu a ASAP (Tatra z projektu vycouvala, protože by musela výhledově opustit svou koncepci vzduchem chlazených motorů a páteřových rámů) byla ustavena k 1. 1. 1932, ale pro nepřekonatelné finanční problémy (např. Praga vykazovala dvojnásobné prodeje oproti Škodě, ale zisk se měl dělit 9:8) tiše zanikla koncem února téhož roku. Společná konstrukce nového osobního vozu byla zastavena, ale pro budoucnost se zachovala společná technická normalizace a dobré vzájemné vztahy mnohých konstruktérů, což se v pozdějších letech velmi hodilo.
Počet zaměstnanců ASAP klesl v roce 1933 na pouhých 1550 (třetinový stav oproti roku 1930) a vyrobilo se 1607 vozidel, prodalo se 1233 osobních automobilů a ASAP tak byla se svým 14% tržním podílem v tuzemských prodejích na třetím místě. Při trvající krizi bylo nutné představit vlastní lehký, úsporný a hlavně levný automobil. Šéfkonstruktér osobních vozů Ing. Vladimír Matouš prosadil ideu pevného páteřového nosníku s lehkou karosérií (obdoba deset let staré konkurenční konstrukce Tatra 11 od Hanse Ledwinky), čímž v roce 1933 vznikla malá Škoda 420, jež vážila pouhých 650 kg (o 350 kg méně než stejně velký předchůdce Škoda 422). Nové vozy měly oproti původním modelům lepší jízdní vlastnosti i nižší spotřebu a zejména byly mnohem levnější ve výrobě i při prodeji. Nová Škoda 420 tak znamenala pro automobilku obrovskou vzpruhu – její koncepce se osvědčila a veřejnost i automobilka ji brzy zaslouženě přejmenovaly na Popular. Následovala koncepčně obdobně řešená limuzína Škoda Superb (1934), mezeru mezi nimi vyplnily typy Škoda Rapid (1935) a Škoda Favorit (1936).

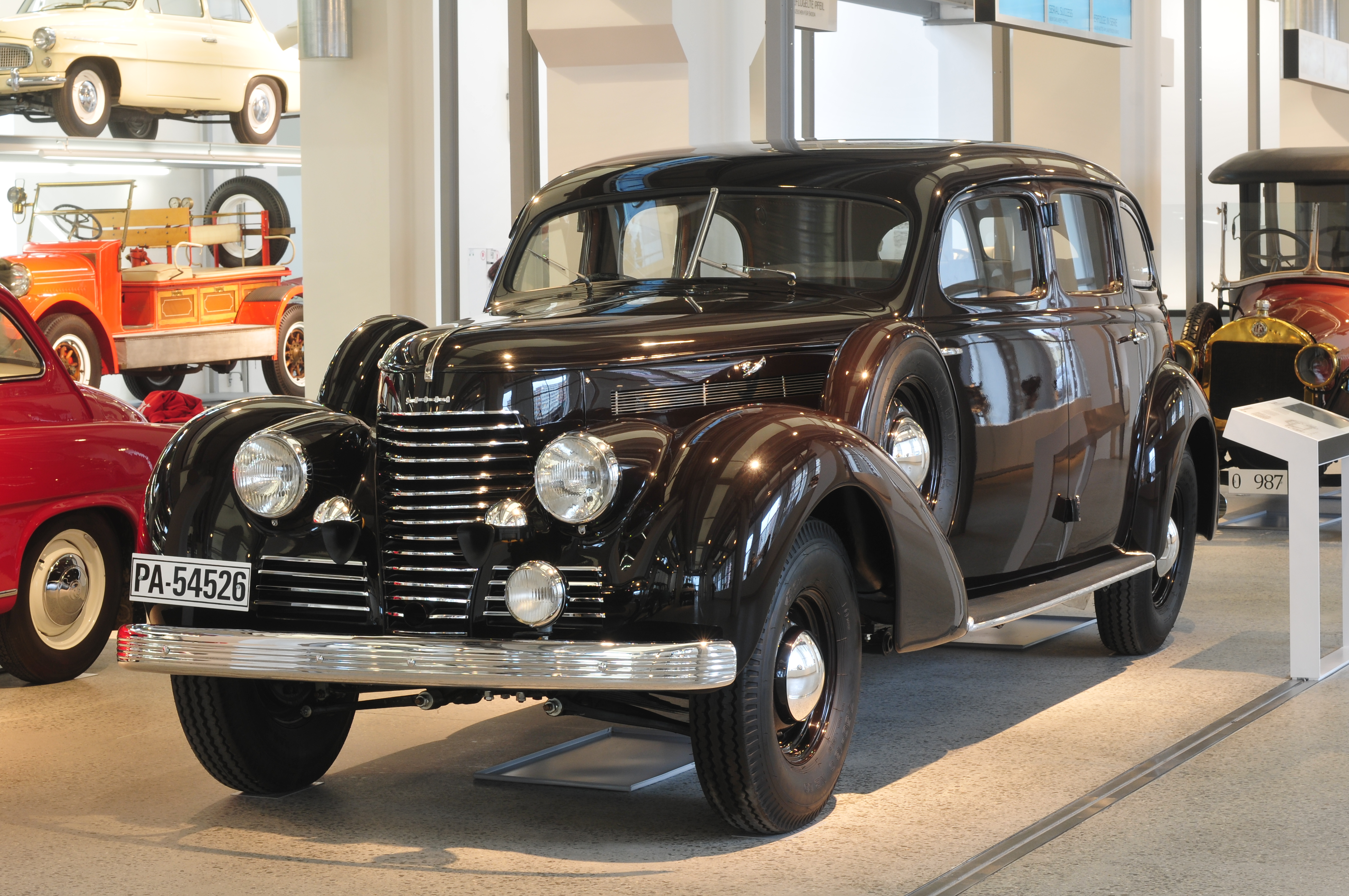
Škoda Superb (1934)

Díky těmto čtyřem modelům už v roce 1936 obsadila Škoda v prodejích první místo se 4990 vozy (39 % trhu) a exportovala dalších 2180 vozů (30 % produkce). Investice se tak automobilce začaly vracet, a to i přesto, že cena nového vozu byla v roce 1936 zhruba poloviční oproti srovnatelnému typu v roce 1930 – nejlevnější dvoumístný Popular roadster stál 17 500 Kč, čtyřmístný Popular kabriolet 18 800 Kč. V roce 1936 se navíc do Boleslavi konečně vrátila zpět z Plzně konstrukce osobních i nákladních automobilů, do výroby byl zaveden výrobně i provozně hospodárný a výkonný nákladní vůz Škoda 706 a později i trolejbusy Škoda 1Tr a Škoda 2Tr. Vznikla tak konečně progresivní a moderní automobilka, která konstruovala, vyvíjela a vyráběla osobní automobily, nákladní automobily, autobusy a trolejbusy.
Za druhé světové války se stala továrna součástí koncernu Reichswerke Hermann Göring a sloužila německému válečnému úsilí ve spojení s konstrukční kanceláří Ferdinanda Porscheho. Původní konstrukce byly upozaděny ve prospěch výroby pro Wehrmacht – KdF, obří tahač RSO, součásti a celky pro terénní vozidla, vojenská letadla, zbraně i nábojnice. 
Dne 9. 5. 1945 provedla Rudá armáda nálet na Mladou Boleslav, při kterém byla dvěma vedlejšími pumami a následným požárem částečně zasažena i automobilka. Po desítky následujících let byl tento nálet před československou veřejností lživě popisován jako pomsta německé Luftwaffe za účelem zničení továrny, ačkoliv Sovětský svaz nijak nezamlčoval, že šlo o jeho nálety, které měly ochromením dopravních uzlů zamezit ústupu německé armády do amerického zajetí.

### Koncernový a oborový podnik

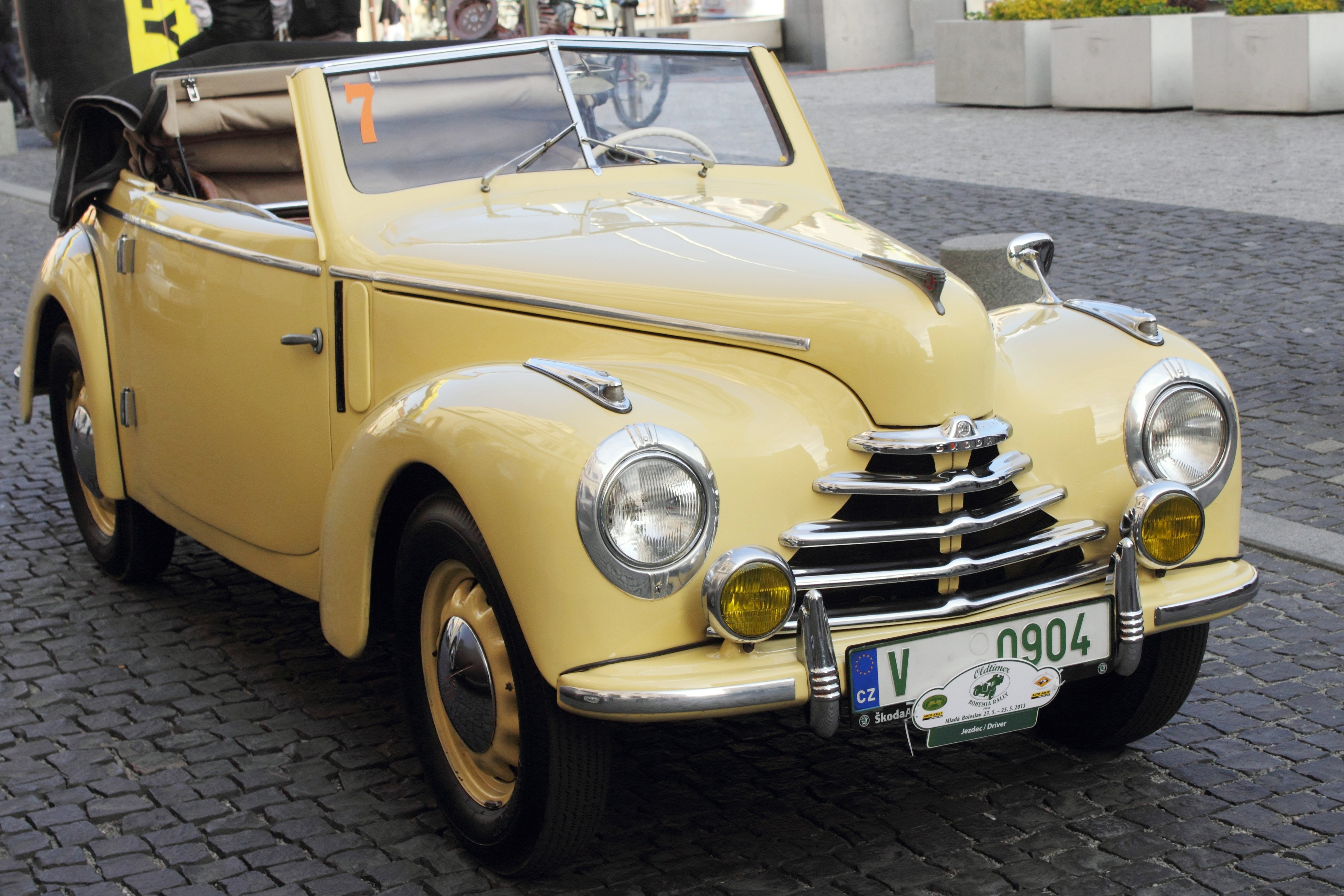
Škoda 1101 Tudor (1946)

Po válce nebylo myslitelné obnovení původního výrobního programu v celé jeho šíři, zvláště když došlo k zestátnění velkých podniků a následné reorganizaci průmyslu, při kterém byl původní koncern Škoda direktivně rozdělen a dosavadní účelné vertikální propojení jednotlivých závodů bylo nuceně převedeno na horizontální propojení podniků s příbuzným oborem činnosti. Bývalá ASAP se tak změnila na hlavní ředitelství národního podniku Automobilové závody, který začal být odpovědný za výrobu osobních automobilů v Československu. Během roku 1945 pak bylo rozhodnuto o účelové reorganizaci a delimitaci výrobního programu tak, aby se v Mladé Boleslavi mohli soustředit pouze na výrobu malého lidového automobilu Škoda 1101/1102 neboli „Tudoru“ = de facto modernizovaného Popularu, ostatní typové řady byly opuštěny po smontování několika desítek kusů převážně ze zbylých dílů. Výroba nákladních automobilů Škoda 706 R byla převedena do továrny Avia Letňany, která měla po válce oslabenou leteckou výrobu a proto převzala i vývoj dalších autobusů se značkou Škoda (v roce 1951 byly všechny tyto aktivity převedeny na budoucí podnik LIAZ, který však v prvních měsících fungoval jen jako jednotlivé závody AZNP). Malý nákladní automobil Škoda 150 byl převeden do továrny Aero Vysočany (později přidělené automobilce Praga náhradou za vybombardovaný závod v Libni, takže automobil byl označován i jako Aero 150 nebo Praga 150) a výrobu trolejbusů začal zabezpečovat pouze plzeňský podnik. Ve výrobním programu AZNP pak zůstal jediný typ užitkového vozu, a sice Škoda 256 (do roku 1947). AZNP začaly ovlivňovat i výrobu v dříve nezávislých karosárnách, zejména Petera Vrchlabí a JAWA Kvasiny, které zabezpečovaly vývoj a výrobu některých modifikací vozů Škoda 1101 atd.

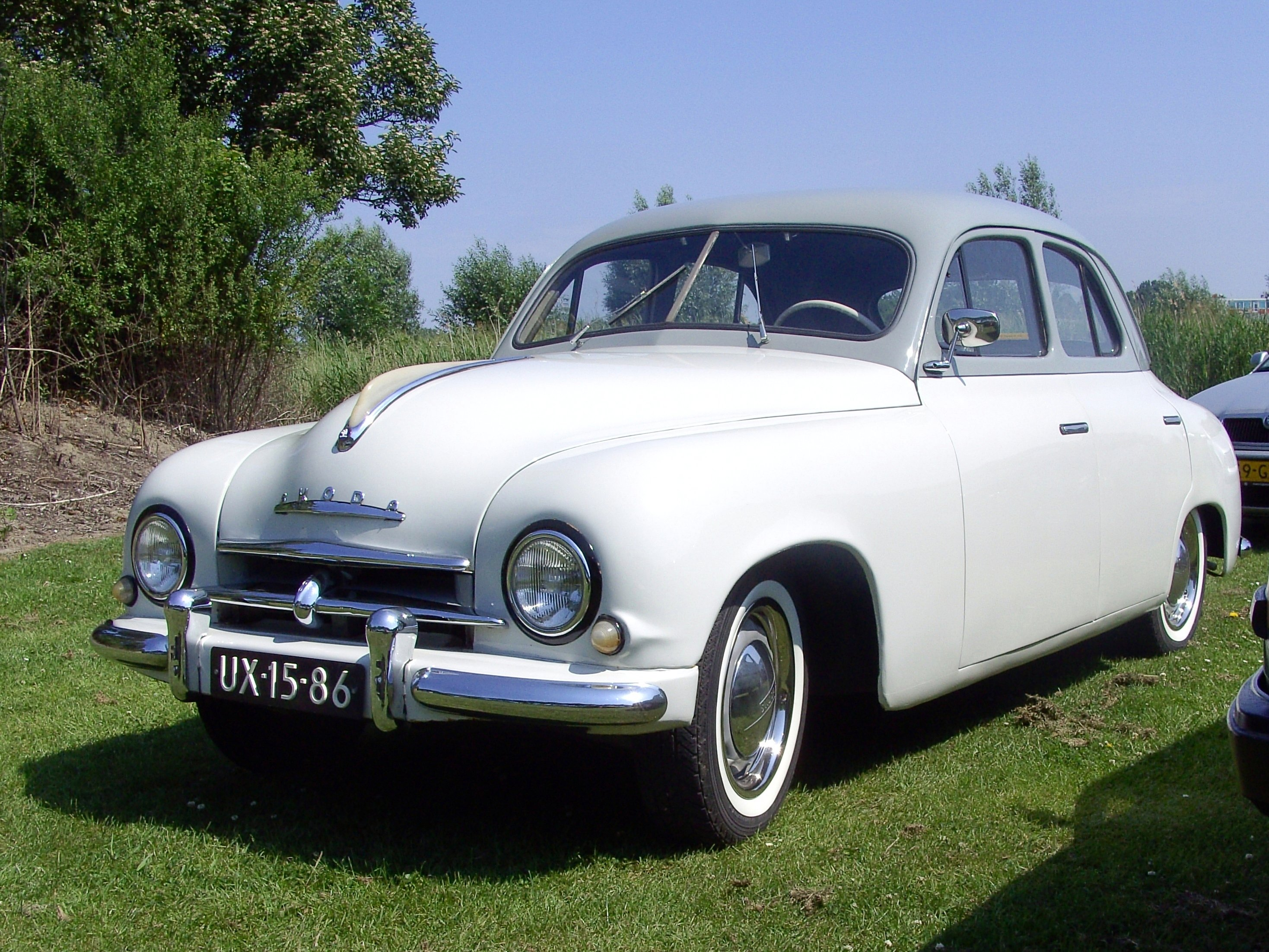
Škoda 1200 (1952)

Protože malý automobil nepostačoval potřebám zákazníků, byl záhy vyvinut silnější a prostornější automobil Škoda 1200 neboli „Sedan“. Sotva se však v roce 1952 začalo s jeho výrobou, dostaly AZNP příkaz tento typ zastavit kvůli přípravě na možný válečný konflikt a začal vývoj vojenských automobilů vlastní konstrukce Škoda, z nichž nejúspěšnější byla typová řada Škoda 973 (později známá jako „Babeta“ díky filmu Kdyby tisíc klarinetů). Ta měla ambice stát se hlavním armádním vozidlem Varšavské smlouvy, údajně oplývala nejlepšími jízdními vlastnostmi ze všech porovnávaných automobilů (konkurenty byly zejména GAZ 69 a Tatra 803/Tatra 804) – pokud by však měla být dodávána v desetitisícových sériích pro všechny „lidově demokratické armády“, znamenalo by to úplný konec jakékoliv jiné výroby v AZNP. Pravděpodobně tedy i tyto kapacitní problémy přispěly k tomu, že v soutěži zvítězil GAZ 69 a AZNP zůstala civilní výroba. Pro potřeby stranických a státních představitelů v té době také vznikla limuzína Škoda VOS, kterou pro pancéřování lze také považovat za částečně vojenský automobil. Navíc, protože Tatra Kopřivnice potřebovala uvolnit výrobní kapacity pro vojenské automobily Tatra 128, byla do AZNP dočasně převedena nejprve výroba automobilů Tatra 600 (v letech 1951 až 1953 vyrobeno 2100 vozů) a Tatra 805 (v letech 1952 až 1955 vyrobeno 6410 vozů). Poté, co mezinárodní napětí povolilo, mohla být obnovena výroba modelu Škoda 1200/1201 a souběžně se připravoval moderní „mezityp lidového automobilu“ Škoda 440 „Spartak“, který se začal vyrábět v roce 1956 a později byl nahrazen modernizovaným typem Octavia.

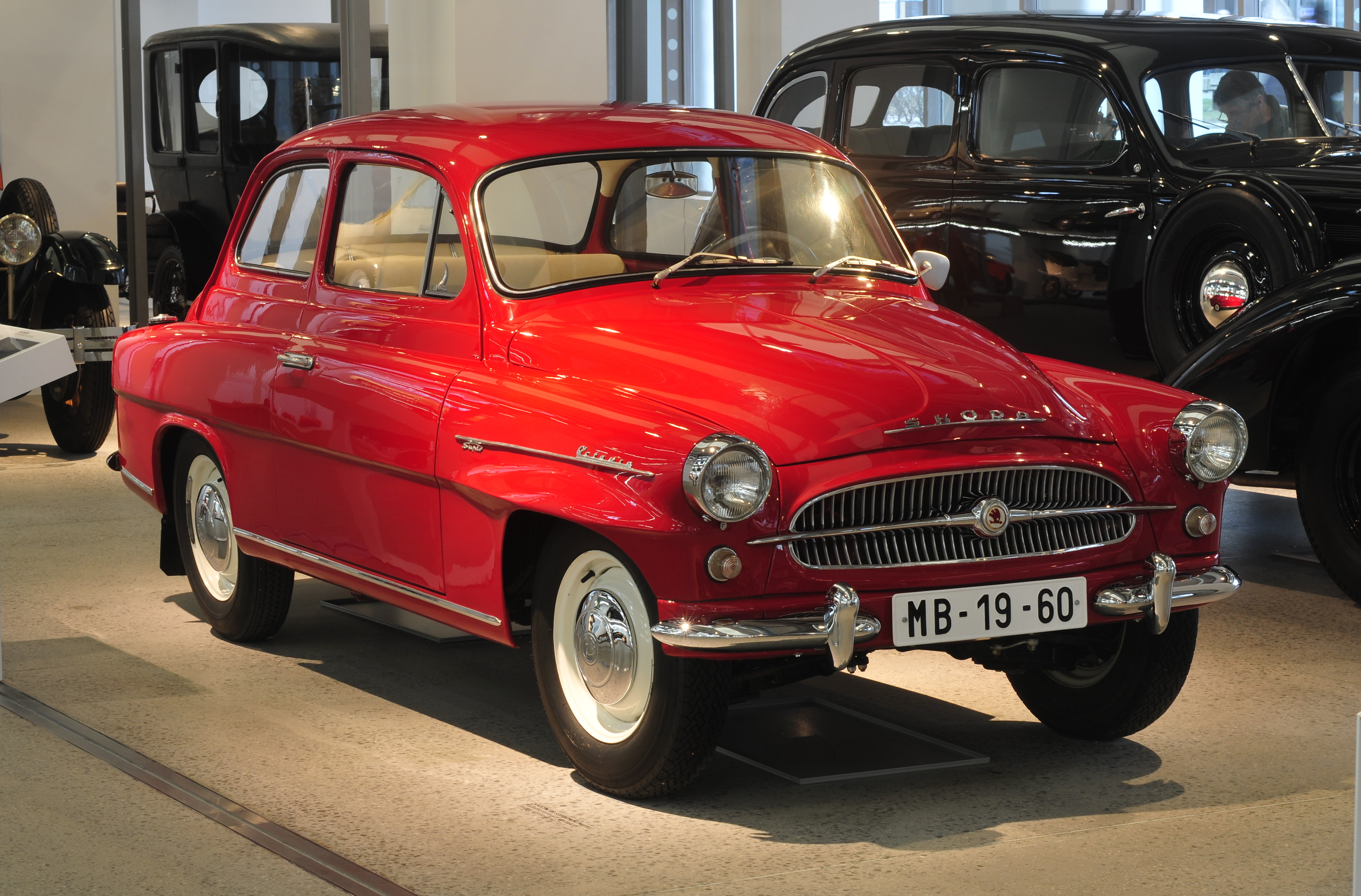
Škoda Octavia Super (1959)

V roce 1958 se při reorganizaci československého průmyslu a vzniku VHJ staly dosud samostatné podniky ve Vrchlabí a v Kvasinách plně podřízenými závody AZNP. Ve Vrchlabí dostali za úkol pokračovat v užitkových modifikacích výběhového typu Škoda 1200/1201, čímž vznikl jak prostorný „stejšn“ Škoda 1202 (1961 – 1973), tak i první a jediný československý trambusový dodávkový automobil Škoda 1203 (ve Vrchlabí 1968 – 1981, v TAZ Trnava 1973 – 1999). Závod Kvasiny krátce předtím vyvinul úspěšný roadster Škoda 450, později známý jako Škoda Felicia (1957 – 1964).
Protože celé AZNP stále nedokázaly plně motorizovat Československo, rozhodla vláda o výstavbě nového závodu v Mladé Boleslavi tak, aby automobilka byla schopna zvýšit denní výrobu z 50–60 vozů na 400 až 500, tj. roční kapacita přes 100 tisíc vozů. V roce 1960 začala velkorysá výstavba nové automobilky na ploše cca 80 hektarů, s vlastní elektrárnou, vlastním nákladním nádražím, délkou vleček 10 km a délkou vnitřních komunikací 13 km, které spojovaly 40 nových budov. Na investici se podílelo více než 300 dodavatelů, z toho 134 zahraničních včetně těch z nesocialistických zemí (indukční pece Siemens a ACEC, formovací stroje Colleman, tlakové licí stroje Triulzi, obráběcí automaty Renault, lisovna Chausson, svařovací automaty Languepin atd.). Vznikl tak rozsáhlý moderní průmyslový provoz, který představoval naprostou špičku v zemích RVHP a jednu z nejmodernějších továren v celé Evropě vůbec. Souběžně s tím už probíhal vývoj nového, lehkého a prostorného lidového automobilu se samonosnou karosérií a s motorem vzadu, pod interním typovým označením Škoda 988, též známý jako NOV (nový osobní vůz), který se nakonec začal vyrábět v dubnu 1964 pod obchodním označením Škoda 1000 MB. Při této příležitosti také automobilka oficiálně slavila 70. výročí založení a nový automobil tak představoval „dárek“ k tomuto výročí, přitom to byla už tehdy lehce vyvratitelná propagandistická lež (v roce 1894 se zakladatelé ještě ani neznali).

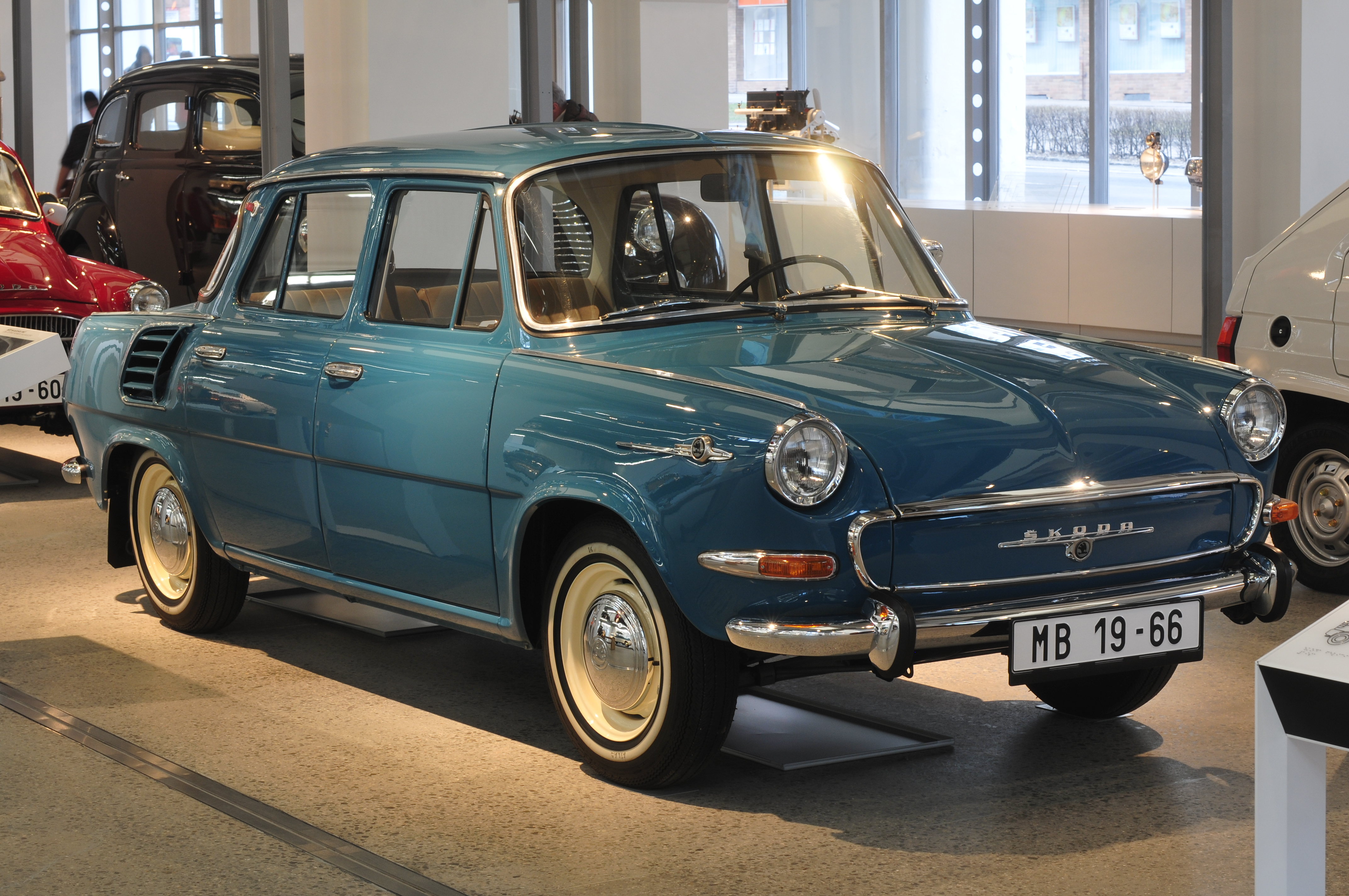
Škoda 1000 MB (1966)

Nekoncepčnost státního vedení AZNP si však dál vybírala svou daň: nový model se zpočátku vyráběl jen v jedné směně a v počtu nepřevyšujícím 10 kusů denně (v dubnu), později navyšovaným na 170 kusů denně (v prosinci), ale na 500 vozů denně se dostala až koncem roku 1968. Svou vinu nesl i fakt, že výrobní program v Kvasinách i Vrchlabí vycházel ze starých modelů, přičemž technické podpory této výroby se v Boleslavi nemohli jen tak zbavit: litinové motory Škoda 1221 cm³ sice nakonec převzal do výroby n.p. Kovosmalt Trnava v roce 1966 (a byl tak učiněn první krok ke vzniku Trnavských automobilových závodů), ale například páteřové podvozky musela mateřská automobilka dodávat do Kvasin až do konce roku 1971, kdy teprve skončila výroba typu Octavia Combi. Zároveň už také bylo jasné, že motor vzadu nemá další perspektivu, a proto projekt nového ředitele AZNP Ing. Josefa Šimona „Rozvoj integrované výroby osobních vozů v ČSSR“ v roce 1967 počítal s tím, že se nástupce kompaktního rodinného vozu 1000 MB pod typovým označením Škoda 740 (obchodní označení Škoda 900 a Škoda 1100) vrátí ke koncepci s motorem vpředu a pohonem zadních kol, a že stejnou koncepci bude mít i vyšší modelová řada NOV II., která byla zadána k řešení jako typová řada Škoda 720 (obchodní označení Škoda 1250 a Škoda 1500) a její stylistické řešení dostal v roce 1969 na starost Giorgetto Giugiaro. Počátek 70. let a politická normalizace však opět byly jen jedním z důvodů, proč tyto projekty nedošly realizace – problém byl opět už v samotném nekoncepčním zadání, kdy projekty 720 a 740 neměly nic společného ani se stávajícími modely a technologiemi, ani mezi sebou navzájem. Jejich realizace by tak vyžadovala investici několik set milionů korun, na kterou však nebylo ani pomyšlení, protože AZNP dosud splácely úvěr na dosavadní výstavbu. Třetím důvodem byla snaha postavit plnohodnotnou automobilku ve slovenské části ČSSR, o čemž rozhodla federální vláda v dubnu 1971 s tím, že typová řada 720 bude výrobním programem automobilky v Bratislavě a že AZNP se budou při vývoji a výrobě malých automobilů orientovat na spolupráci s východoněmeckými automobilkami. Tím byl dán základ pro vývoj typové řady Škoda 760, ale ani ta se nedočkala realizace: zatímco AZNP se na tento krok technologicky a organizačně připravily, tentokrát se projevil nedostatek vůle a investic na německé straně, což tamní představitelé přiznali až v roce 1978.

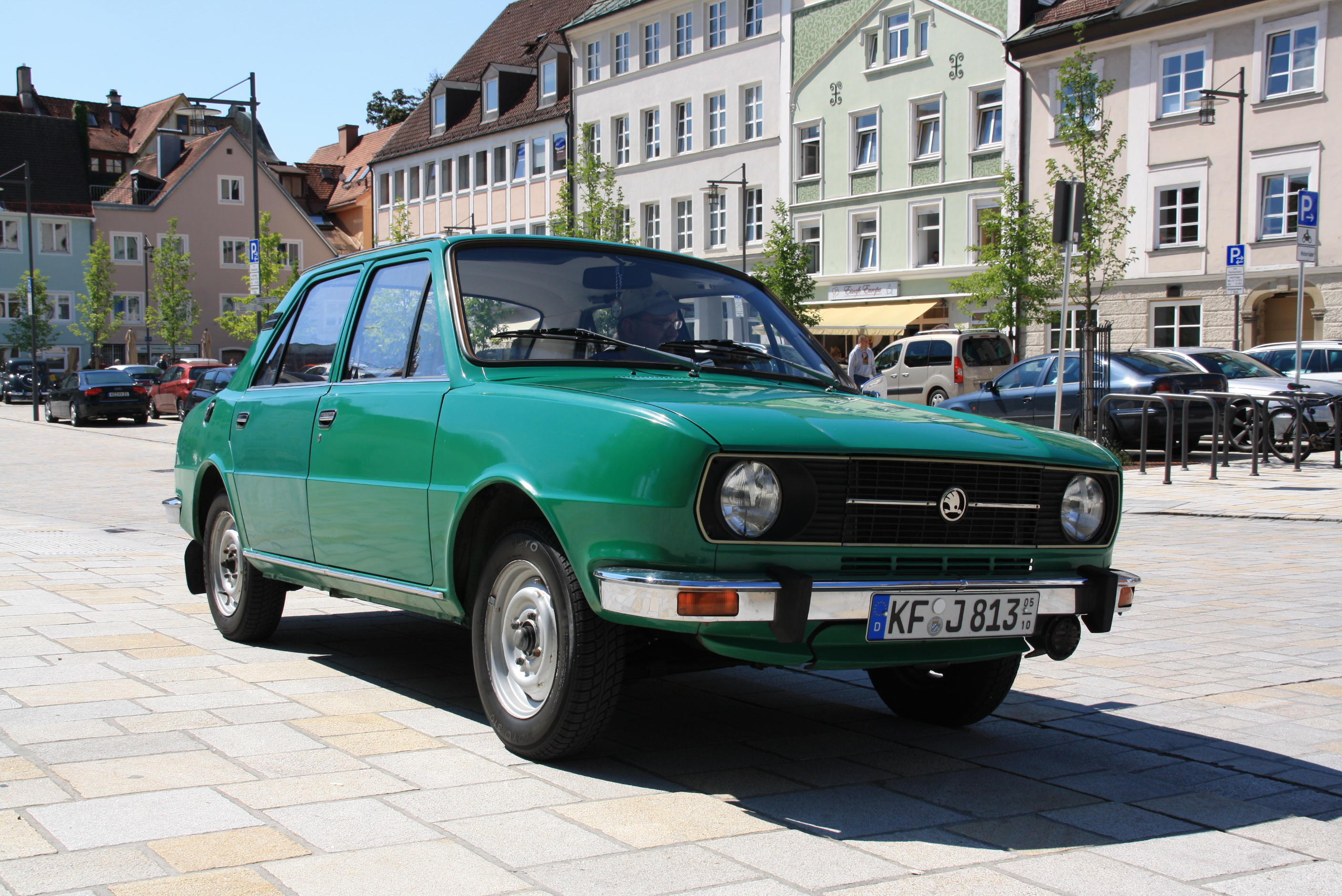
Škoda 105 (1978)

Znamenalo to tedy zakonzervování výroby modelů s motorem vzadu v Boleslavi (faceliftem modelu 1000/1100 MB na model 100/110) a její osvojení i v Kvasinách (kde vyvinuli pohledné kupé Škoda 110 R). Těsně před náběhem nové typové řady, během celozávodní dovolené, vypukl v úterý 12. srpna 1969 v nově budované čalounické dílně mladoboleslavského závodu požár – během čtyř dní, kdy hasiči vzhledem k charakteru hořících materiálů mohli pouze omezovat rozšiřování požářiště, byly zničeny speciální jednoúčelové dílny (mj. výroba převodovek) nebo sklad pneumatik pro řádově tisíce vozů, přímé škody byly odhadnuty na 320 milionů Kčs a následné škody pro celé hospodářství okolo celé miliardy korun, následný nákup speciálních strojů ze zahraničí si vyžádal další zhruba milion amerických dolarů. Tato živelní katastrofa byla jednou z příčin následné pozvolné ekonomické stagnace AZNP, které i proto musely využívat výrobní technologie až za hranici životnosti, o nedostatku financí na vývoj a na nové technologie nemluvě. Nesystémovým, ale o to úlevnějším řešením pro mladoboleslavský závod se tehdy stala nově postavená věznice s kapacitou 1600 odsouzených, která dodávala pracovníky pro zastaralé provozy slévárny a malé lisovny. Do toho se závod Vrchlabí ocitl v bezvýchodně izolované pozici, kdy zde vyráběli užitkový vůz Škoda 1203 technicky zcela odlišný od stávajících osobních aut – tehdy se ukázala prozíravost ředitele Miroslava Zapadla, který v 60. letech jako vrchlabský závodní ředitel zajistil téměř partyzánskou rekonstrukcí výrobních hal a nyní pomohl fyzickým i účetním repasím strojů tak, aby tamní výrobní linky mohly začít sestavovat prakticky libovolný automobil a bylo tak připraveno osvojení výroby některých verzí typové řady 760. 
Její spuštění se však oddalovalo a nakonec zrušilo, takže když v roce 1976 už zastaralé typy 100/110 nahradili v Mladé Boleslavi moderním typem Škoda 105/120 (v jehož designu se uplatnily některé zlomky z Giugiarova návrhu řady 760), tak vrchlabský závod bez větších obtíží připravil produkci luxusnějších modelů Škoda 120 GLS, resp. 105 GL, souběžně s výrobou skříňových verzí Škoda 1203 COM, mikrobus a sanita. V Kvasinách později vyvinuli kupé Škoda Garde, resp. Rapid. Za zmínku stojí i fakt, že roční produkce AZNP tehdy pozvolna rostla ze 140 tisíc kusů v roce 1970 na více než 170 tisíc v roce 1979.
Počátkem 80. let už byla ale situace neudržitelná a automobily s motorem vzadu rychle ztrácely trhy zejména v západní Evropě, kterýžto vývoz byl jinak velmi dobrým zdrojem deviz pro československé hospodářství. Svou roli samozřejmě hrála i kolísající jakost automobilů, která se sice již nevrátila k drastické nekvalitě poloviny 50. let, ale přesto zaostávala za jinými značkami a malým automobilům značky Volkswagen, Peugeot či Renault tak vozy Škoda konkurovaly hlavně cenově. Pro nedostatek investic tehdy hledali konstruktéři AZNP, BAZ i ÚVMV východisko zejména v důkladných modifikacích typu 105/120, s přemístěním motoru nad přední nápravu a s pohonem přední nebo zadní nápravy – důraz byl kladen na maximální unifikaci se sériovými modely, tj. na využití současných součástek, minimální zásahy do kabinové klece a do vnějších panelů karosérie. Vzniklo okolo deseti různých funkčních vzorků (všechny vynikaly nad sériovými modely jak jízdními vlastnostmi, tak užitnou hodnotou a využitím obestavěného prostoru) i řada karosářských návrhů využívajících shodný ponton karosérie pro verze se stupňovitou, splývavou i svislou zádí. Tyto variace však stále konzervovaly karosářskou i technickou realitu 70. let. 
V polovině roku 1982 proto přijala federální vláda usnesení č. 282, které ukládalo AZNP do roku 1985 vyvinout a připravit do výroby zcela nový typ kompaktního rodinného vozu s motorem vpředu a s pětidveřovou karosérií italského stylu. Automobilka pod vedením nového ředitele Jana Banýra nedokázala tomuto úkolu dostát, dokud nebyl v březnu 1983 ustaven nový Výzkumně-vývojový ústav AZNP a do jeho čela postaven Petr Hrdlička (syn prvorepublikového ředitele ASAP). VVÚ AZNP pod vedením nového ředitele nasadil obrovské tempo při vývoji typu 781, designem pro základní karosérii pověřil firmu Stile Italia Nuccio Bertone a při vývoji všech částí spolupracoval s předními vývojovými a výrobními podniky v západní Evropě i v Japonsku. Vývoj typu pod obchodním označením Škoda Favorit se podařilo v šibeničním termínu do 1. 7. 1985 skutečně dokončit, v roce 1987 byl automobil představen veřejnosti na veletrhu v Brně a poté byla ve Vrchlabí zahájena výroba první série v základním provedení 136 L (teprve v průběhu roku 1988 byla dokončena i karosárna v hlavním závodě v Mladé Boleslavi) a do poloviny roku 1988 byly vozy dodávány výhradně organizacím, aby se v jejich náročném provozu stihla odhalit slabá konstrukční místa. Některá technická řešení, zejména výrazně modernizovaný motor, pak byla uplatněna i u modelů s motorem vzadu (Škoda 135/136).
Vývoj Favorita, spolu s pořízením nových technologií, však přišel AZNP na cca 2,5 miliardy korun, což spolu s poklesem prodejů typu 105/120/130 přineslo automobilce vážné ekonomické, organizační a kvalitářské problémy. Ty vedly roku 1988 k odvolání ředitele Banýra, přičemž podle nového zákona o státním podniku byly uspořádány volby nového ředitele AZNP. Zvítězil v nich Petr Dědek, dosavadní podnikový ředitel n.p. LIAZ, který svým nekompromisním stylem řízení zvedl kvalitu řízení i výroby během několika měsíců na žádoucí úroveň. Hospodářské problémy se však stupňovaly, nebylo možné připravit výrobu verzí kombi a pick-up, v květnu 1989 musela federální vláda řešit ekonomickou krizi AZNP a schválila jim konsolidační program, který však byl plněn jen mizivě: počátkem listopadu 1989 měly AZNP splaceno pouze 50 milionů z miliardového úvěru a jejich platební neschopnost činila 320 milionů korun. S tím se mnozí dodavatelé (zejména z řad transformovaných státních podniků, kde v letech 1988 a 1989 zvolili zaměstnanci nový průbojný management) odmítli v uvolňujících se ekonomických podmínkách „přestavby“ smířit, začali vyžadovat úhradu dodávek akreditivem namísto faktur a dokonce odmítali plnit objednávky, dokud nebudou uhrazeny předchozí dodávky. Přesto bylo ještě v roce 1989 vyrobeno přes 100 tisíc Favoritů a přes 82 tisíc vozů řady 125/135/136.
„Sametová revoluce“, politické změny a prezidentská amnestie znamenaly pro AZNP otřes, v lednu 1990 musely na několik dní zastavit výrobu a až po převelení lidí z jiných pracovišť a po přidělení 230 vojáků ČSLA se produkce opět pomalu rozběhla, projektované kapacity 800 vozů denně však v této době nikdy nedosáhla (navíc se začaly rozebírat linky pro vozy s motorem vzadu, aby mohly vzniknout nové linky na Favority). Obrovské provozní a hospodářské problémy AZNP, spolu s privatizační prioritou nové federální i české vlády, vedly k jednoznačnému závěru: najít pro automobilku vhodného zahraničního partnera schopného přinést investice a zajistit prodejnost vozů, neboť samostatná automobilka s malou výrobní kapacitou by jinak neměla šanci přežít. Mezi 24 zájemci byly např. firmy BMW, Fiat či General Motors, od srpna 1990 byly finalisty již jen francouzská automobilka Renault a německý koncern Volkswagen. Zatímco však Renault českým vývojem poněkud pohrdal, zamýšlel ukončení výroby Favoritů a zavedení modelu na bázi starého typu R18 nebo budoucího Twinga), pak koncern Volkswagen přišel s naprosto odlišnou a velkorysou nabídkou: na oddlužení AZNP, na průběžnou modernizaci Favorita a vývoj nových modelů, na rozšíření výrobní kapacity automobilky až ke 400 tisícům vozů ročně a na celkovou stavební a technologickou obnovu všech tří závodů přislíbil investovat 9 miliard německých marek v průběhu deseti let – a s tím, že Škoda bude plnohodnotnou čtvrtou značkou koncernu VW (spolu s Audi a SEATem). Není tedy divu, že ho také vláda Petra Pitharta dne 9. prosince 1990 vybrala jako nejlepšího uchazeče. Souběžně s tím došlo k přejmenování automobilky a na přelomu března a dubna 1991 vznikla Škoda, automobilová akciová společnost.

### Součást koncernu Volkswagen Group
Spojení Škody – přetvořené na akciovou společnost – s německým celosvětově působícím koncernem Volkswagen Group (VW) se sídlem ve Wolfsburgu se uskutečnilo 16. dubna 1991, kdy Volkswagenu připadl podíl 30 % akcií společnosti. Škoda se poté stala čtvrtou značkou koncernu (vedle značek VW, Audi a Seat), když Volkswagen zvýšil svůj akciový podíl, nejprve 19. prosince 1994 na 60,3 %, a poté 11. prosince 1995 na 70 %. 30. května 2000 už Volkswagen vlastnil 100 % akcií Škody Auto.
Nutno podotknout, že první roky pod VW nebyly pro Škodu nijak příznivé, docházelo k propouštění zaměstnanců a hned v roce 1991 byly problémy s odbytem vozů. Způsobily to do značné míry soukromé dovozy automobilů ze západní Evropy do Československa. Bez jakékoliv celní či technické kontroly se dovážely denně stovky ojetých automobilů, často v technickém stavu blízkému definici vraku, ale právě proto výrazně levnějších než nová škodovka. V roce 1991 se tak vyrobilo pouze 170 tisíc automobilů značky Škoda, a z toho se v Československu prodalo pouze 27 tisíc vozů. Se slíbenými investicemi nastal problém v září 1993, když sesterský podnik SEAT ve Španělsku oznámil ztrátu 1,5 miliardy DM a vedení koncernu vzápětí odřeklo plánovanou půjčku 1,4 miliard DM pro Škodu s tím, že česká automobilka se bude muset začít při investicích víc spoléhat na sebe. Proto sešlo například ze stavby plánované nové výrobny motorů a do budoucích nových modelů se namísto připraveného lehkého moderního motoru Škoda 790.16 OHC musely montovat obstarožní litinové motory Volkswagen. Přitom Škoda byla jediná značka koncernu, vykazující od té doby stabilní růst prodejů i při zvyšující se prodejní ceně. Objem investic k 31. prosinci 1995 přesto činil 1,4 miliardy DM, což představovalo 1/5 všech přímých zahraničních investic do ČR.
V červnu 1994 oslavila Škoda miliontý vyrobený automobil typové řady Favorit a v srpnu 1994 jej nahradila typem Felicia, díky které už v roce 1995 prodala více než 200 tisíc vozů, z nichž 2/3 šly na export (což představovalo 4,2 % celkového exportu z ČR), a definitivně tak byla překonána krize z počátku 90. let.

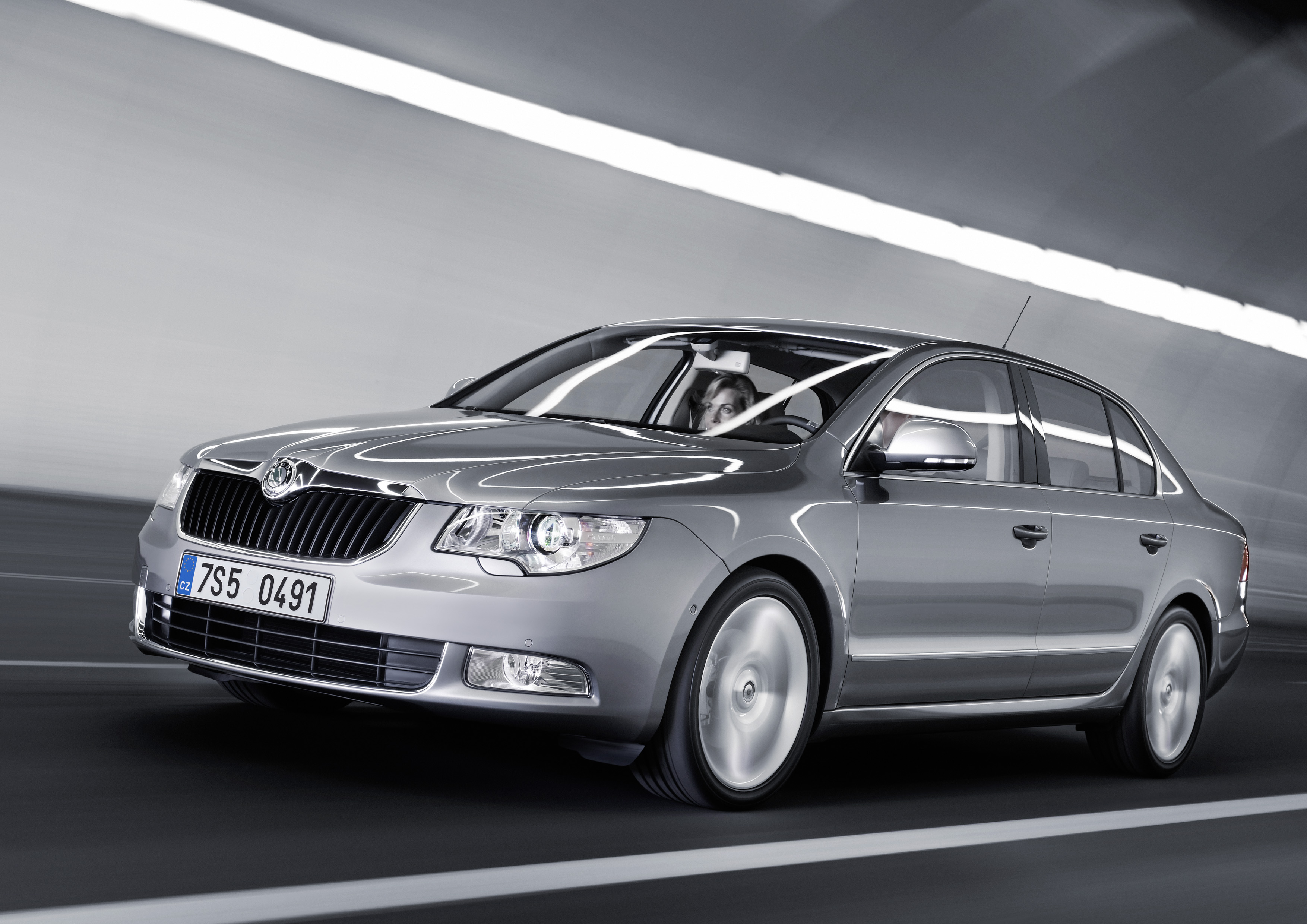
Škoda Superb (2008)

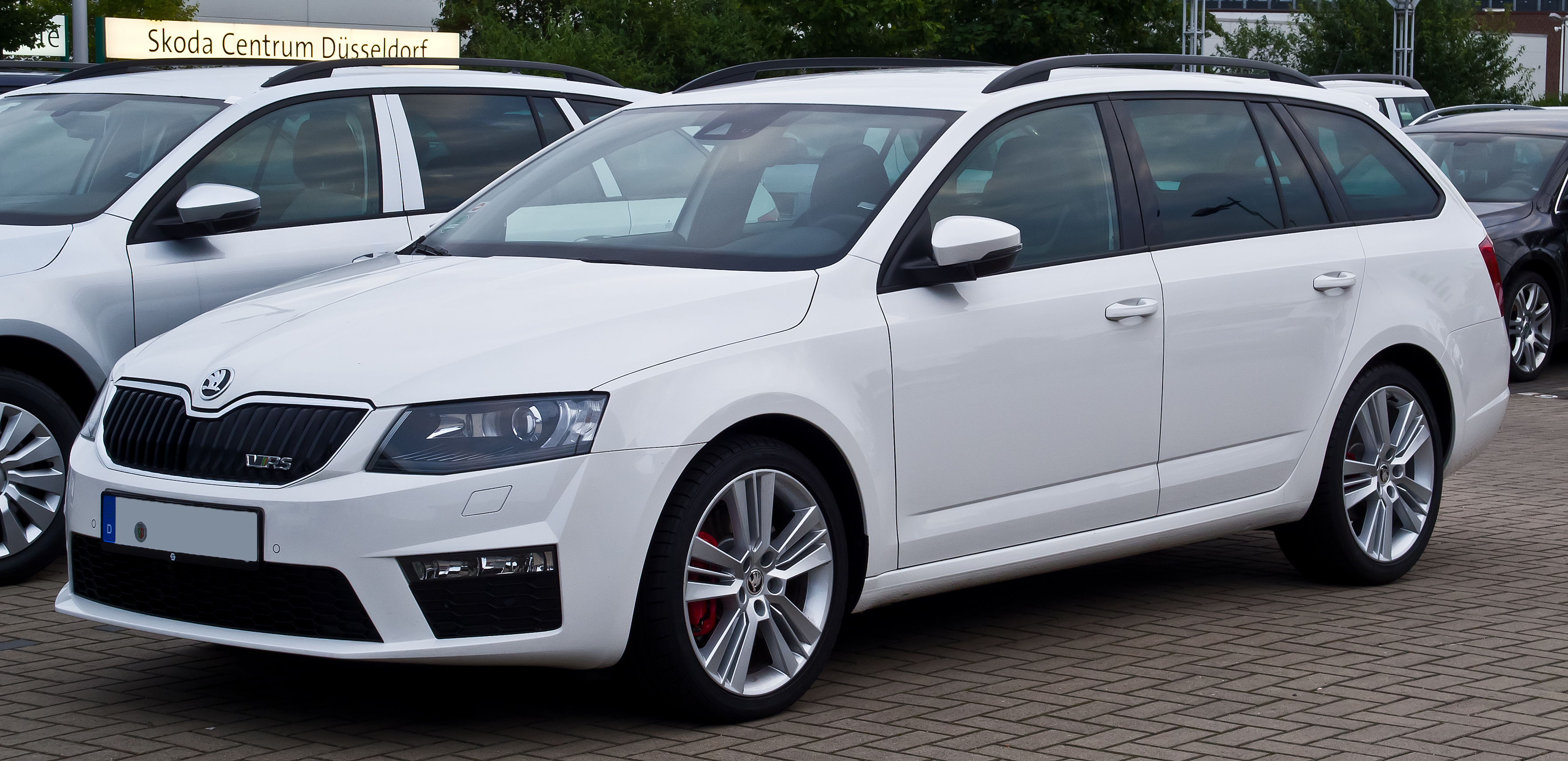
Škoda Octavia (2014)

14. února 1995 byl položen základní kámen nového montážního závodu v Mladé Boleslavi, kde se v roce 1996 začal montovat nový osobní automobil Škoda Octavia. Automobily Škoda se od této doby úspěšně prodávají na trzích celého světa. Automobilka provozuje vlastní vysokou školu (ŠAVŠ) a odborná učiliště. Dne 13. července 2006 vyrobila Škoda Auto desetimiliontý vůz v historii značky.
V roce 2014 vzrostly prodeje Škody o 12,7% a prodala tak rekordních 1 037 200 vozů. Tržby vzrostly o 14 %. Škoda Auto na konci roku 2016 představila velké SUV Škoda Kodiaq.

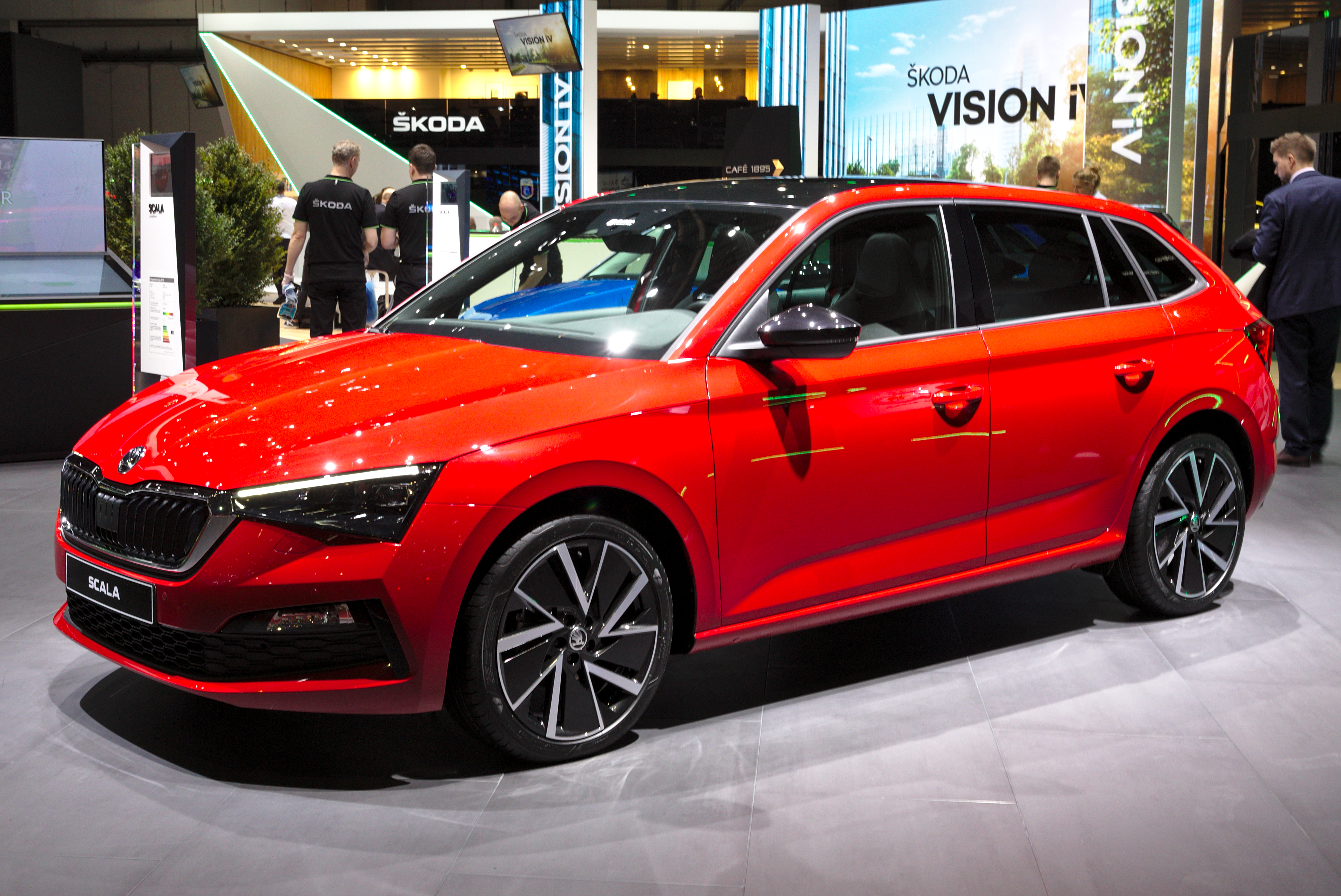
Škoda Scala (2019)

Automobilka plánuje 6. prosince 2018 představit nový model Škoda Scala vycházející z konceptu Vision RS, studie se prezentuje jako sportovní a označení RS odkazuje na závodní nebo sportovní modely Škoda.

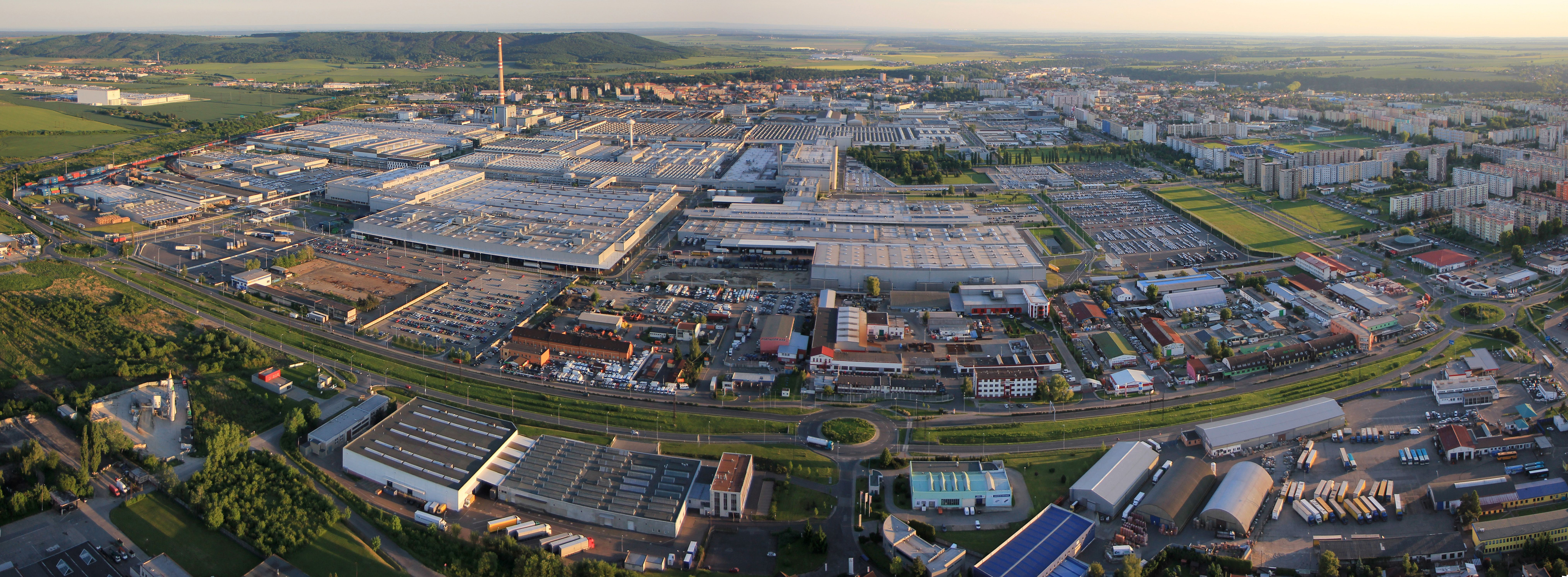
Letecký pohled na závod Škoda Auto v Mladé Boleslavi

#### Vedení společnosti
Předsedové představenstva:
- Ludvík Kalma (1991–1996)
- Vratislav Kulhánek (1997–2004)
- Detlef Wittig (2004–2007)
- Reinhard Jung (2007–2010)
- Winfried Vahland (2010–2015)
- Bernhard Maier (2015–2020)
- Thomas Schäfer (2020–2022)
- Klaus Zellmer (od 2022)

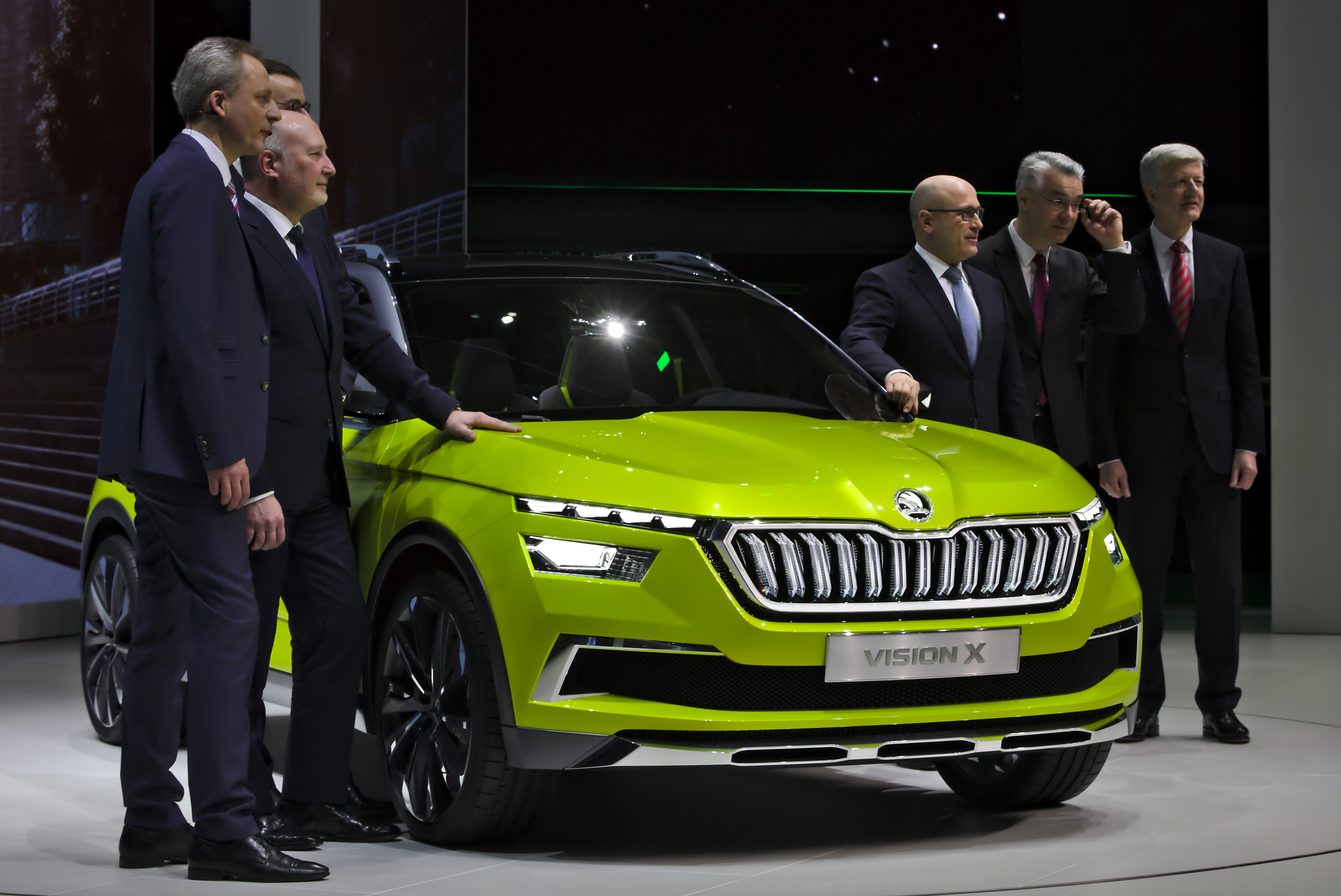
Část představenstva Škody v Ženevě při odhalení konceptu Vision X (2018): zleva Christian Strube, Klaus-Dieter Schürmann, Alain Favey, Bernhard Maier, Michael Oeljeklaus a Dieter Seemann.

Po prvních dvou českých šéfech společnosti Škoda Auto a.s. (jeho výkonných ředitelích) Kalmovi a Kulhánkovi nastoupil do této funkce v roce 2004 německý manažer Detlef Wittig, který z ní po třech letech odešel. Jeho nástupcem byl Reinhard Jung, který vedl Škodu Auto do roku 2010. Po něm se novým předsedou představenstva a jejím výkonným ředitelem pro období od 1. září 2010 do listopadu 2015 stal Winfried Vahland.
Jedním z následků tzv. výfukového skandálu (Dieselgate) ve Volkswagen Group bylo rozhodnutí nového vedení koncernu Volkswagen v čele s tehdejším předsedou představenstva Matthiasem Müllerem, že Winfried Vahland se měl stát generálním ředitelem velké pobočky koncernu ve Spojených státech amerických. Zde by zastupoval koncern v celém severoamerickém regionu, do kterého by patřily USA, Mexiko a Kanada se všemi tam působícími výrobními podniky Volkswagenu. Vahland však již v říjnu 2015 oznámil, že nejen na toto místo nenastoupí, nýbrž zcela odchází od Volkswagen Group.
Novým předsedou představenstva Škody Auto a.s. se na období od listopadu 2015 stal jiný německý manažer, Bernhard Maier, který však musel svůj post opustit dnem 31. července 2020.
Maierovým nástupcem byl 3. srpna 2020 jmenován Thomas Schäfer, dosavadní vedoucí zastoupení koncernu Volkswagen v Jižní Africe. Při příležitosti výměny na nejvyšším manažerském postu u Škody Auto prohlásil předseda představenstva společnosti Volkswagen Herbert Diess, že Škoda „nebyla doposud dostatečně agresivní na kvantitativním trhu v soutěži s Korejci nebo Francouzi. Není nám nic platné, kdyby se Škoda vyvinula ve třetí prémiovou značku v koncernu. Škoda musí posílit v segmentu cenově výhodných aut.“
V červenci 2022 pak Schäfera ve funkci předsedy představenstva nahradil Klaus Zellmer.

## Zaměstnanci
V roce 2018 měla skupina Škoda Auto přes 30 tisíc zaměstnanců. Průměrná hrubá dělnická mzda činila 40557 Kč.

### Návrh na osmnáctisměnný provoz
V roce 2018 navrhlo vedení Škody Auto zavedení 18směnného provozu zavedením práce o sobotách v závodě v Mladé Boleslavi, který už tou dobou byl zaveden v závodě v Kvasinách. Tím by ve Škodě Autě mohlo podle Bernharda Maiera vzniknout 3000 pracovních míst. Díky zavedení práce o sobotách by ročně mohlo z mladoboleslavského závodu vyjet až o 75 tisíc vozů více. Tuto změnu ovšem odmítly odbory a nesouhlasili s ní ani zaměstnanci. Důvodem je narušení soukromého života, pokud oba partneři pracují ve Škoda Auto v různých směnách, mohlo by výsledkem 18směnného provozu být to, že by spolu strávili celý volný víkend pouze 6× do roka.
Osmnáctisměnný provoz by se týkal především výrobních dělníků a technicko-hospodářských pracovníků, netýkal by se pracovníků v administrativě.
Podle analytika Karla Kotouna dává požadavek na práci v sobotu dobrou vyjednávací pozici pro odbory pro navýšení platů o více než o míru inflace. Pokud by Škoda Auto nabrala více zahraničních dělníků, mohli by tlačit mzdové požadavky odborů dolů.

## Výrobní závody

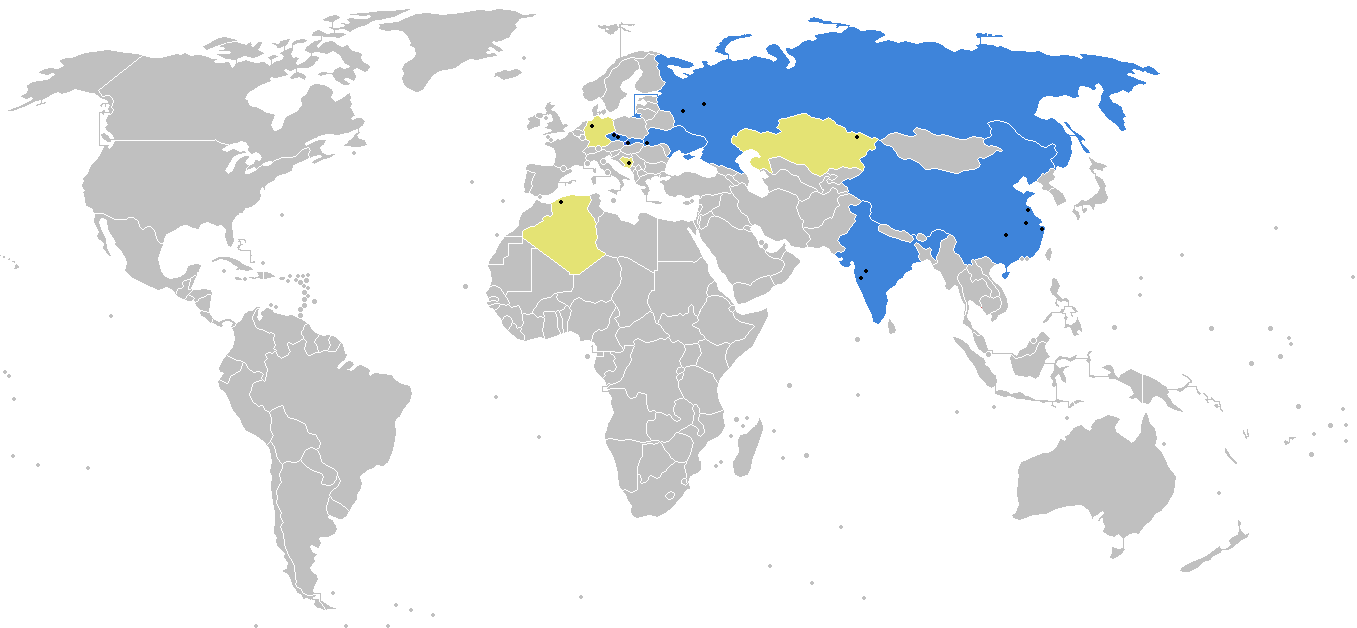
Výrobní závody Škody Auto

Škoda Auto má tři hlavní výrobní závody v Česku. Kromě závodů v Česku vznikají vozy Škoda i na Slovensku, v Indii a Číně v různých továrnách koncernu VW. Menší množství automobilů se montuje u smluvních partnerů na Ukrajině (firma ZAT Evrocar, obec Solomonovo, Zakarpatská oblast) a do roku 2020 také v Kazachstánu (JSC Azia Avto, město Öskemen). V Rusku byla v souvislosti s válkou na Ukrajině výroba a exportní prodej na začátku března 2022 pozastaveny. Jelikož bylo Rusko pro Škodu druhým nejsilnějším trhem, očekává se pro firmu negativní ekonomický dopad.
V Bosně a Hercegovině v Sarajevu se mezi lety 1998–2009 vyráběly vozy Felicia, Octavia a Fabia. V roce 2017–2019 se v Alžírsku, ve společné továrně koncernu VW a lokální firmy SOVAC v městě Relízán, montovaly vozy Škoda Fabia, Rapid a Octavia. V německém Osnabrücku se mezi lety 2017–2019 montovaly vozy Škoda Karoq.
Následující tabulka uvádí výrobní závody a v nich vznikající modely:
| výrobní závod          | vyráběné modely                               | poloha                            | prozovatel                                  |
| ---------------------- | --------------------------------------------- | --------------------------------- | ------------------------------------------- |
| Mladá Boleslav (Česko) | Fabia, Octavia, Scala, Karoq, Kamiq, Enyaq iV | 50°25′16″ s. š., 14°55′50″ v. d.  | Škoda Auto a.s.                             |
| Kvasiny (Česko)        | Kodiaq, Karoq, Octavia                        | 50°12′17″ s. š., 16°15′28″ v. d.  | Škoda Auto a.s.                             |
| Vrchlabí (Česko)       | převodovky                                    | 50°36′39″ s. š., 15°37′28″ v. d.  | Škoda Auto a.s.                             |
| Bratislava (Slovensko) | Superb, Karoq                                 | 48°14′3″ s. š., 16°59′16″ v. d.   | Volkswagen Slovakia, a.s.                   |
| Puné (Indie)           | Kushaq, Slavia                                | 18°44′32″ s. š., 73°49′7″ v. d.   | ŠKODA AUTO Volkswagen India Private Limited |
| Aurangabád (Indie)     | Octavia, Superb, Kodiaq                       | 19°52′23″ s. š., 75°29′18″ v. d.  | ŠKODA AUTO Volkswagen India Private Limited |
| I-čeng (Čína)          | Rapid                                         | 32°17′45″ s. š., 119°12′43″ v. d. | SAIC Volkswagen Automotive Co.              |
| Ning-po (Čína)         | Octavia, Karoq                                | 30°20′43″ s. š., 121°18′59″ v. d. | SAIC Volkswagen Automotive Co.              |
| Nan-ťing (Čína)        | Superb, Kamiq, Kamiq GT                       | 31°57′0″ s. š., 118°47′24″ v. d.  | SAIC Volkswagen Automotive Co.              |
| Čchang-ša (Čína)       | Kodiaq, Kodiaq GT                             | 28°10′37″ s. š., 113°10′17″ v. d. | SAIC Volkswagen Automotive Co.              |

## Vzdělávání
Společnost provozuje v Mladé Boleslavi střední odborné učiliště ŠKODA AUTO a.s. Střední odborné učiliště strojírenské, odštěpný závod a vysokou školu Škoda Auto Vysoká škola.

## Společné designérské prvky
Zhruba od doby vzniku ASAP v roce 1930 se datují snahy o sjednocení vzhledu různých výrobků tak, aby byla na první pohled jasná příslušnost k jedné značce.
Jedním z prvních společných designérských prvků u osobních i nákladních automobilů Škoda byl „žemlový“ tvar téměř svislé masky chladiče, opticky svisle půlené, se svislými žebry. Navazující křídlové kapoty měly svisle orientované výdechy, vzniklé pouhým prolisováním. Reflektory byly umístěny na příčné obloukovité konzole před chladičem. Typickými představiteli jsou vozy Škoda 633, Škoda 420 či Škoda 418 z let 1931 a 1932, je ale k vidění i u autobusu Škoda 206 z roku 1935.
S postupným zaváděním zcela nové konstrukce automobilů s páteřovým rámem se design upravoval a uhlazoval. Maska chladiče se lehce zešikmila a dostala výrazně mandlovitý tvar, výdechové prolisy na křídlové kapotě už také nebyly svislé, ale zešikmené rovnoběžně s maskou chladiče. Reflektory, umístěné přibližně uprostřed osy předních blatníků, dostaly elegantně protáhlý kapkovitý tvar nosné paraboly. S těmito prvky se setkáme například u vozů Škoda Sagitta, Škoda Popular či Škoda Rapid zhruba v letech 1934–36. Poté byl lehce přepracován, maska chladiče byla více vyklenuta (u některých typů doplněna širokou středovou ozdobnou lištou) a zejména došlo k úpravě výdechů, které byly teď prolisovány dovnitř a zvenčí přepásány ozdobnou lištou. Některé typy dostaly i částečně zapuštěné reflektory do elegantně prodloužených blatníků. Tento design najdeme u všech sériových osobních vozů z let 1936–38, ale i u užitkových vozů Škoda 254, Škoda 406 a Škoda 706 z pozdější doby.
Od roku 1938 se pro osobní automobily použil nový prvek: zvedací, jednodílná, vzadu ukotvená kapota motoru. V této souvislosti došlo k podstatné designérské změně, maska chladiče dostala tvar svislého válce s vodorovnými žebry, na které svým olištováním přímo navazovaly i boční výdechy. Reflektory byly již téměř zapuštěny do blatníků. Tento „podmračený“ design je společný všem osobním automobilům Škoda do roku 1945, částečně je uplatněn i na vojenských a malých užitkových automobilech.
Roku 1945 byl sice koncern Škoda rozdělen, ale vazby nešlo snadno přetrhat. Nová doba a nový design přinesly svislou, vysokou čelní stěnu v „americkém“ stylu, se zcela zapuštěnými reflektory v protažené horní hraně blatníků, a s několika různě dlouhými vodorovnými ozdobnými lištami v masce chladiče pod zašpičatělou kapotou. Tento prvek je uplatněn jak na vozech Škoda 1101 (1945–52) či Škoda Superb (1946–49), ale částečně i u vozu Škoda VOS (1949–52) a jeho obdobu nalezneme i na autobusu Škoda 706 RO z Avie Letňany či u trolejbusu Škoda 6Tr (1949) z Plzně.
Později, když AZNP výrazně omezily počet vyráběných typů, nebyl společný designový prvek nutný. Přesto najdeme drobnou paralelu mezi chladiči vozů Škoda Octavia z AZNP a Škoda 706 RT z LIAZu: svisle orientované štěrbiny masky chladiče přepásané oválnou lištou se znakem Škoda uprostřed. Stejné to bylo i u jabloneckého prototypu autobusu Škoda 706 RTO, kde ale nakonec zvítězil návrh z vysokomýtské Karosy. Trolejbus Škoda 9Tr, který chladič nemá, si ponechal alespoň tu lištu se znakem.
Až v roce 1996 se automobilka vrátila k výrobě více typových řad, a to díky vozu Škoda Octavia. Ta na předku nesla dominantní masku chladiče – ležatý obdélník se svisle orientovanými jemnými žebry a s výrazně chromovaným rámečkem (lidově zvaný „gril“), do kterého byl v horní části integrován znak Škoda. Roku 1998 dostala obdobnou masku i faceliftovaná Škoda Felicia a později i všechny další nové modely automobilů Škoda, přičemž tvar se přizpůsoboval tvaru vozu. Společným prvkem byl i dvojitý vystupující prolis kapoty, navazující na masku a znak. Zhruba od roku 2000 mají škodovky společný znak i vzadu: velkoplošné zadní svítilny mají obvodová koncová světla a proto svítí ve tvaru písmene C (vlevo), resp. obráceného C (vpravo). S nástupem vozů Škoda Yeti a modernizací ostatních typů dostaly škodovky třetí společný rys, tentokrát zboku: okna u B-sloupků mají nahoře ostré a dole oblé hrany, čímž ještě opticky zmohutnily.
Počínaje novým vozem Škoda Rapid zahájil návrhář Jozef Kabaň odklon designu Škody od robustnosti k čistým liniím, zjednodušení tvaru reflektorů pouze do jedné roviny a přemístění znaku automobilky z masky chladiče do výběžku přední kapoty. Ostatní typové řady budou přizpůsobeny při postupných faceliftech.

#### Emisní skandál
Také společnosti Škoda Auto se týkal skandál koncernu Volkswagen známý též jako Dieselgate. Škoda Auto namontovala dieselové motory EA 189 se sporným softwarem do zhruba 1,1 milionů vozů značky Škoda. V roce 2015 vytvořila rezervu ve výši 3,2 miliardy korun na budoucí servisní prohlídky spojené aktualizací softwaru a další náklady. V září 2017 oznámila Škoda Auto záměr nabízet chystané modernizované verze vozů Fabia a Rapid pouze se zážehovými motory. Spotřebitelé v Česku podali hromadnou žalobu prostřednictví společnosti Safe Diesel.

#### Elektrifikační strategie

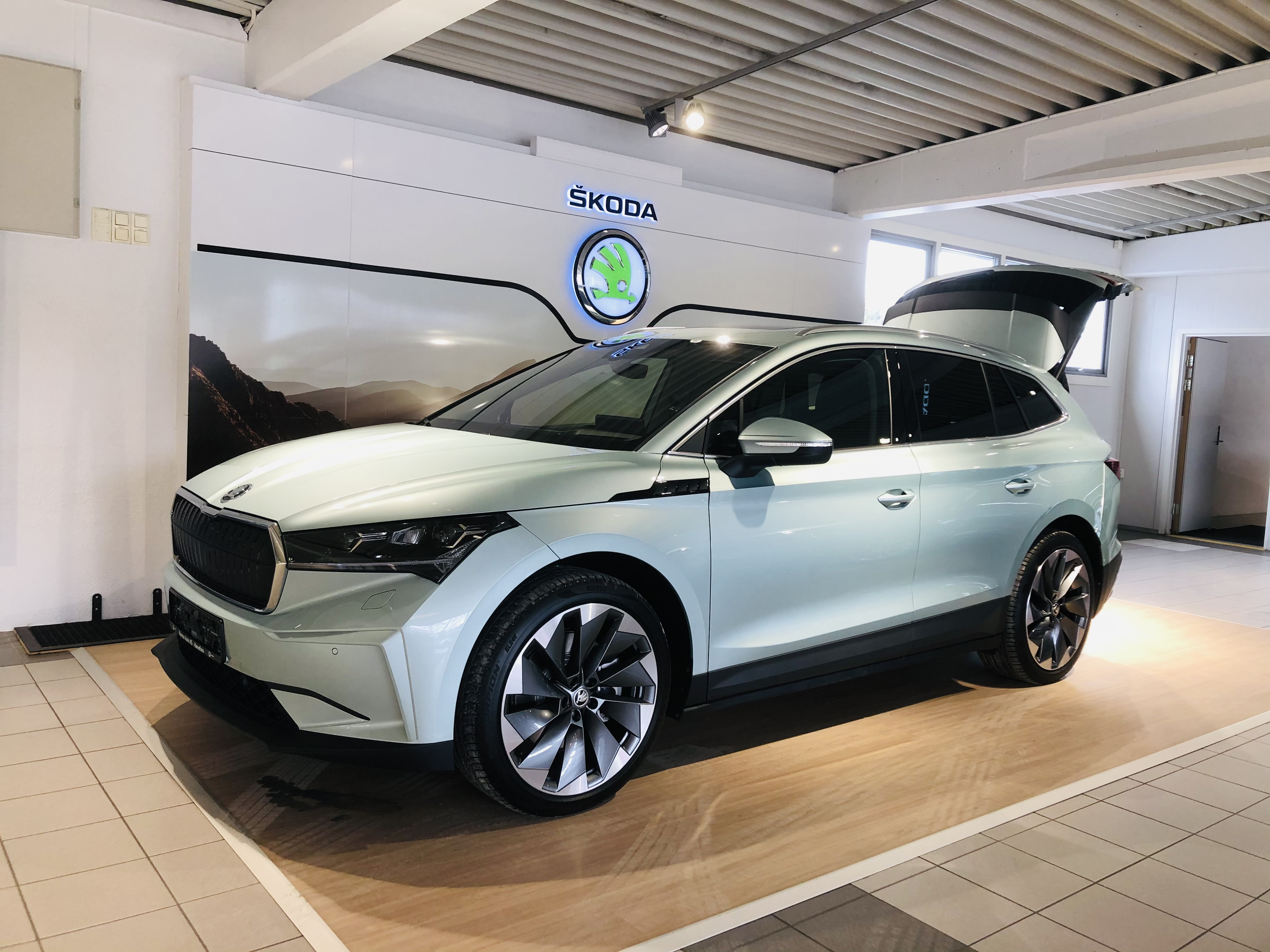
Elektromobil Škoda Enyaq iV, první vozy se v Česku dodaly v květnu 2021

V roce 2015 nový předseda představenstva Škody Auto Bernhard Maier uvedl, že Volkswagen Group pracuje na vývoji modulární platformy pro elektromobily a Škoda se ho také účastní a že neexistuje alternativa k elektrifikaci automobilového průmyslu. Škoda bude také vyrábět baterie pro elektromobily v továrnách v Česku.
Čistě elektrický vůz Škoda Enyaq iV je na prodej od září 2020. V roce 2017 Škoda prezentovala původní elektrický prototyp Vision E, je vyvíjen tak aby 80% baterie bylo nabito za 30 minut a byl schopen autonomní jízdy třetího stupně. Druhý vývojový stupeň, Škoda Vision iV, byl představen v březnu 2019, elektrický dojezd má 500 km, výkon 225 kW.
Původní plán vyrábět pět elektrifikovaných modelů v roce 2025 byl rozšířen v roce 2018 na deset modelů: šest elektromobilů a čtyři plug-in hybridy. V březnu 2018 byl odhalen největší investiční plán v historii podniku, jenž přidělí 2 miliardy eur na elektromobilitu a elektrifikaci Škody Auto během následujících pěti let.
První plně elektrický vůz značky bylo městské miniauto Škoda Citigo-e iV s dojezdem 265 km, prodej začal společně s novým plug-in hybridem Škoda Superb iV koncem roku 2019. Do roku 2022 plánuje Škoda uvést na trh dokonce 10 vozů s různým stupněm elektrifikace.

## Motorsport

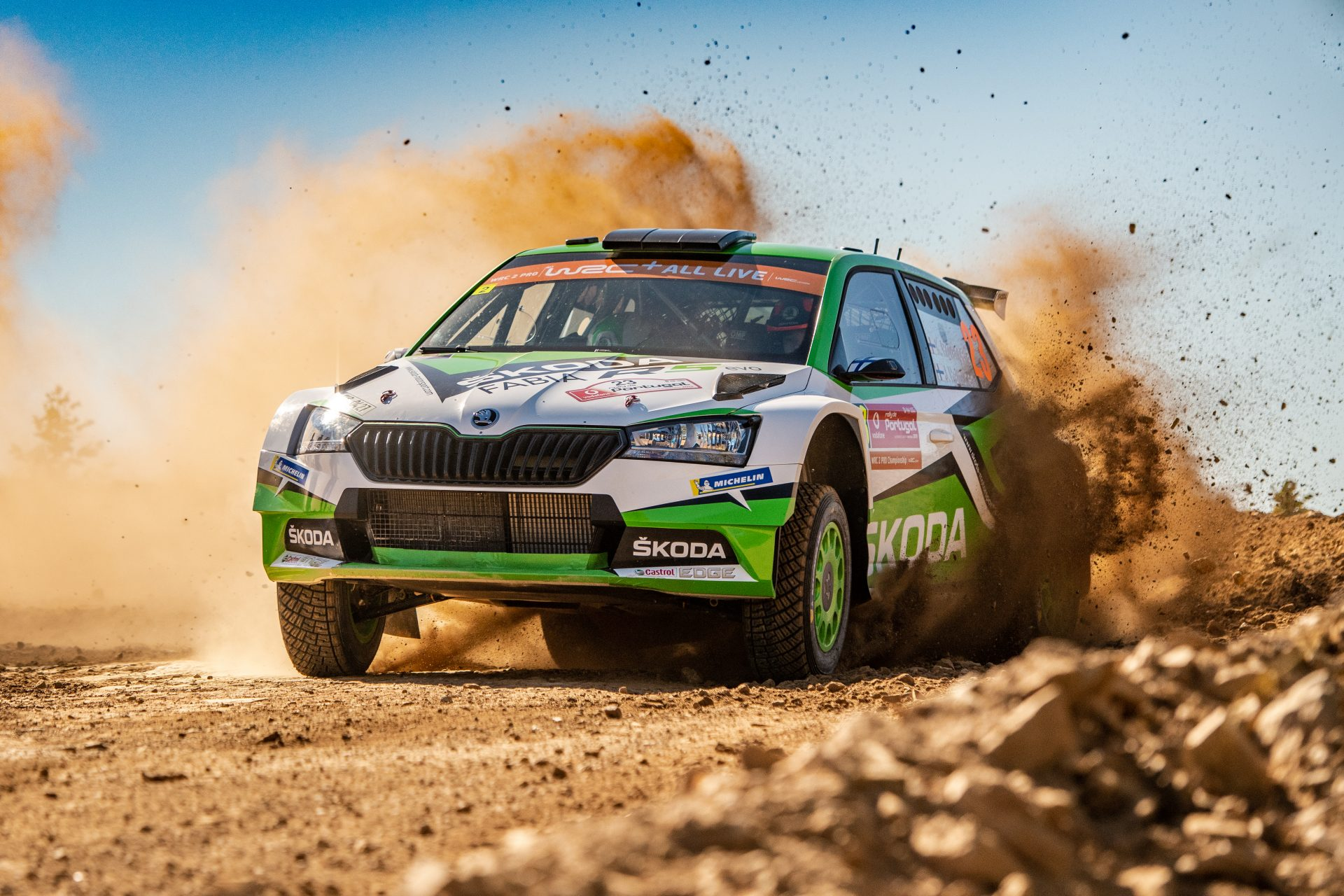
Škoda Fabia Rally2 na Rally de Portugal (2015)

ŠKODA se v motoristickém sportu angažuje od roku 1901 a soustředí se jak na vývoj tak stavbu závodních speciálů. Sídlo ŠKODA Motorsport se od roku 2018 nachází v Plazech u Mladé Boleslavi. Za svoji historii ŠKODA Motorsport dosáhla mnohých úspěchů a to jak na domácí tak zahraniční půdě. Mnohé z vozů a jezdců ŠKODA Motorsport se stalo legendami ve své třídě.
Od roku 2009 se ŠKODA Motorsport soustředí taktéž na prodej zákaznických vozů. Prodej vozů byl spuštěn s projektem ŠKODA FABIA S2000 na který v roce 2015 navázala ŠKODA FABIA Rally2. Nejnovější verzí jak pak v dubnu 2019 homologovaná ŠKODA FABIA Rally2 evo. Název vozu je odvozen od skupiny R5, která byla v roce 2020 přejmenována na Rally2, tím pádem došlo i ke změně názvu vozu. Současným továrním jezdcem je Jan Kopecký, který spolupracuje se ŠKODA Motorsport od roku 2009.

## Ocenění
V roce 2009 byl vůz Škoda Superb vyhlášen prestižním Top Gear Magazinem titulem Luxury Car of the Year (Luxusní auto roku) a Škoda Yeti titulem Family Car of the Year (Rodinné auto roku). Škoda získala v roce 2011 ocenění (již po 11.) ve švýcarském Auto Illustrierte pro nejlepší auta v kategorii cena/kvalita a v německém časopise Auto Motor und Sport získal Superb první místo v anketě nejlepších aut 2012 s více než 22 % hlasů v kategorii dovezených automobilů. V roce 2015 byla Škoda zvolena nejspolehlivější značkou Velké Británie. Společnost byla celkem čtrnáctkrát vyhlášena českou firmou roku v soutěži Českých 100 nejlepších.

### Společnost Škoda Auto v soutěži Car of the Year
Následující tabulka uvádí umístění vozů značky Škoda v anketě Evropské auto roku (COTY) od roku 1997. Historicky prvním vozem značky Škoda v anketě COTY byl model Felicia v roce 1996.
| Ročník | Model                | Umístění | Počet bodů | Reference |
| ------ | -------------------- | -------- | ---------- | --------- |
| 1997   | Škoda Octavia        | 4. místo | 230 bodů   | [ 49 ]    |
| 1998   | bez účasti           |          |            | [ 50 ]    |
| 1999   | bez účasti           |          |            | [ 51 ]    |
| 2000   | Škoda Fabia          | 4. místo | 245 bodů   | [ 52 ]    |
| 2001   | bez účasti           |          |            | [ 53 ]    |
| 2002   | bez účasti ve finále |          |            | [ 54 ]    |
| 2003   | bez účasti ve finále |          |            | [ 55 ]    |
| 2004   | bez účasti ve finále |          |            | [ 56 ]    |
| 2005   | bez účasti ve finále |          |            | [ 57 ]    |
| 2006   | bez účasti ve finále |          |            | [ 58 ]    |
| 2007   | Škoda Roomster       | 4. místo | 189 bodů   | [ 59 ]    |
| 2008   | bez účasti ve finále |          |            | [ 60 ]    |
| 2009   | Škoda Superb         | 6. místo | 144 bodů   | [ 61 ]    |
| 2010   | Škoda Yeti           | 4. místo | 158 bodů   | [ 62 ]    |
| 2011   | bez účasti ve finále |          |            | [ 63 ]    |
| 2012   | bez účasti ve finále |          |            | [ 64 ]    |
| 2013   | bez účasti ve finále |          |            | [ 65 ]    |
| 2014   | Škoda Octavia        | 6. místo | 172 bodů   | [ 66 ]    |
| 2015   | bez účasti ve finále |          |            | [ 67 ]    |
| 2016   | Škoda Superb         | 6. místo | 147 bodů   | [ 68 ]    |
| 2017   | bez účasti ve finále |          |            | [ 69 ]    |
| 2018   | bez účasti ve finále |          |            | [ 70 ]    |
| 2019   | bez účasti ve finále |          |            | [ 71 ]    |
| 2020   | bez účasti           |          |            | [ 72 ]    |
| 2021   | Škoda Octavia        | 5. místo | 199 bodů   | [ 73 ]    |
| 2022   | Škoda Enyaq iV       | 5. místo | 185 bodů   | [ 74 ]    |
| 2023   | bez účasti           |          |            | [ 75 ]    |

## Modely

### Modely vyráběné v současnosti
V současnosti Škoda Auto a.s. vyrábí tyto modelové řady:
- Fabia – malý automobil, od roku 1999 (současná IV. řada od 2021)
- Scala – nižší střední třída, od roku 2019 (koncem roku 2023 přišel facelift)
- Octavia – nižší střední třída, od roku 1996 (současná IV. řada od roku 2019 v roce 2024 přišel facelift); dlouhodobě nejprodávanější model značky
- Superb – střední třída, od roku 2001 (současná IV. řada od roku 2024)
- Kamiq – crossover, od roku 2019 (koncem roku 2023 přišel facelift)
- Karoq – kompaktní SUV, od roku 2017
- Kodiaq – SUV, od roku 2016 (roku 2023 facelift a roku 2024 zcela nová generace)
- Enyaq iV – elektrické SUV, od roku 2020
- Kushaq – crossover, od roku 2021, pro indický trh
- Slavia – malý automobil, od roku 2022, pro indický trh
- Elroq – elektrické SUV, od roku 2025

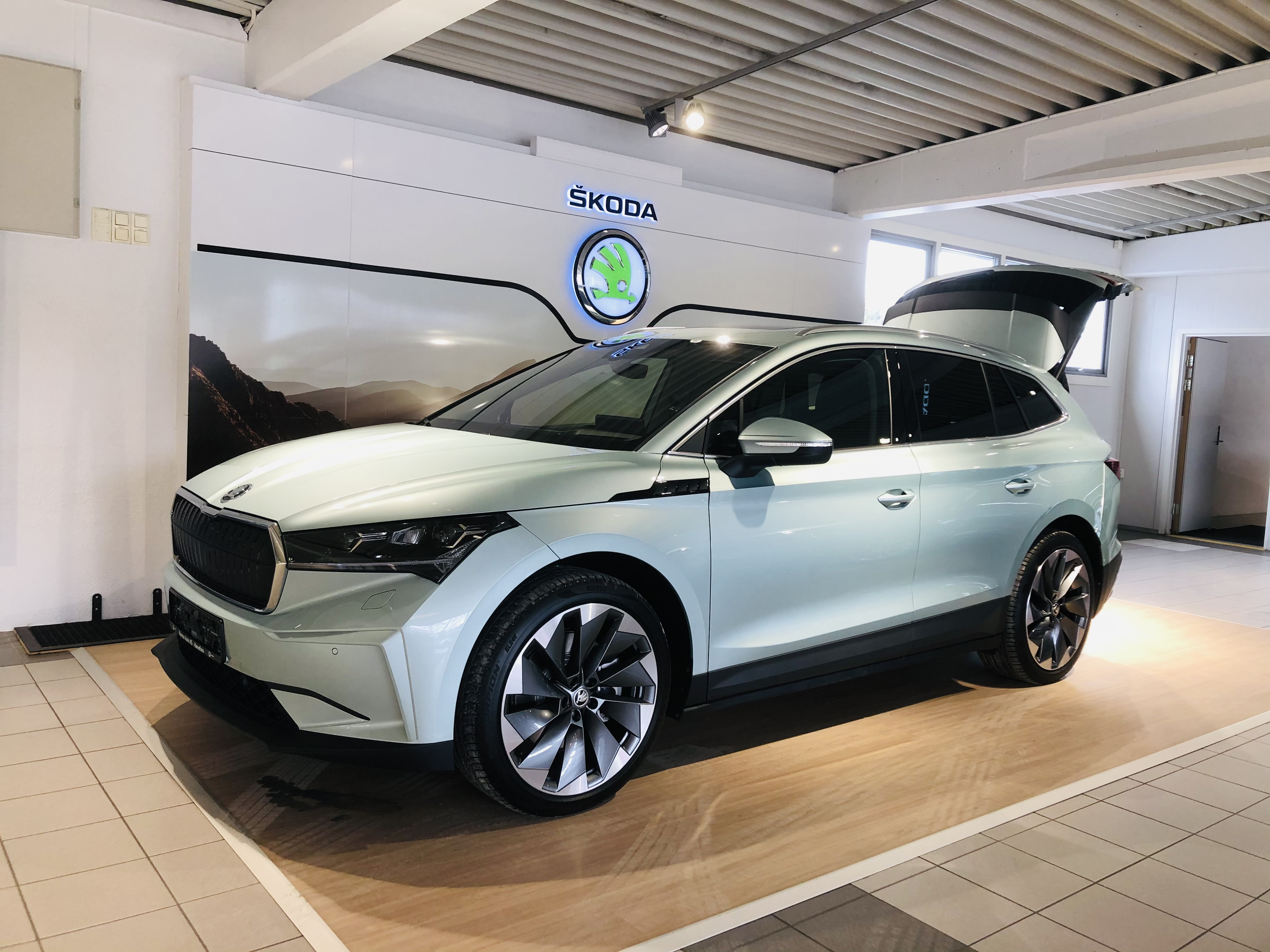
Škoda Enyaq iV, 2020
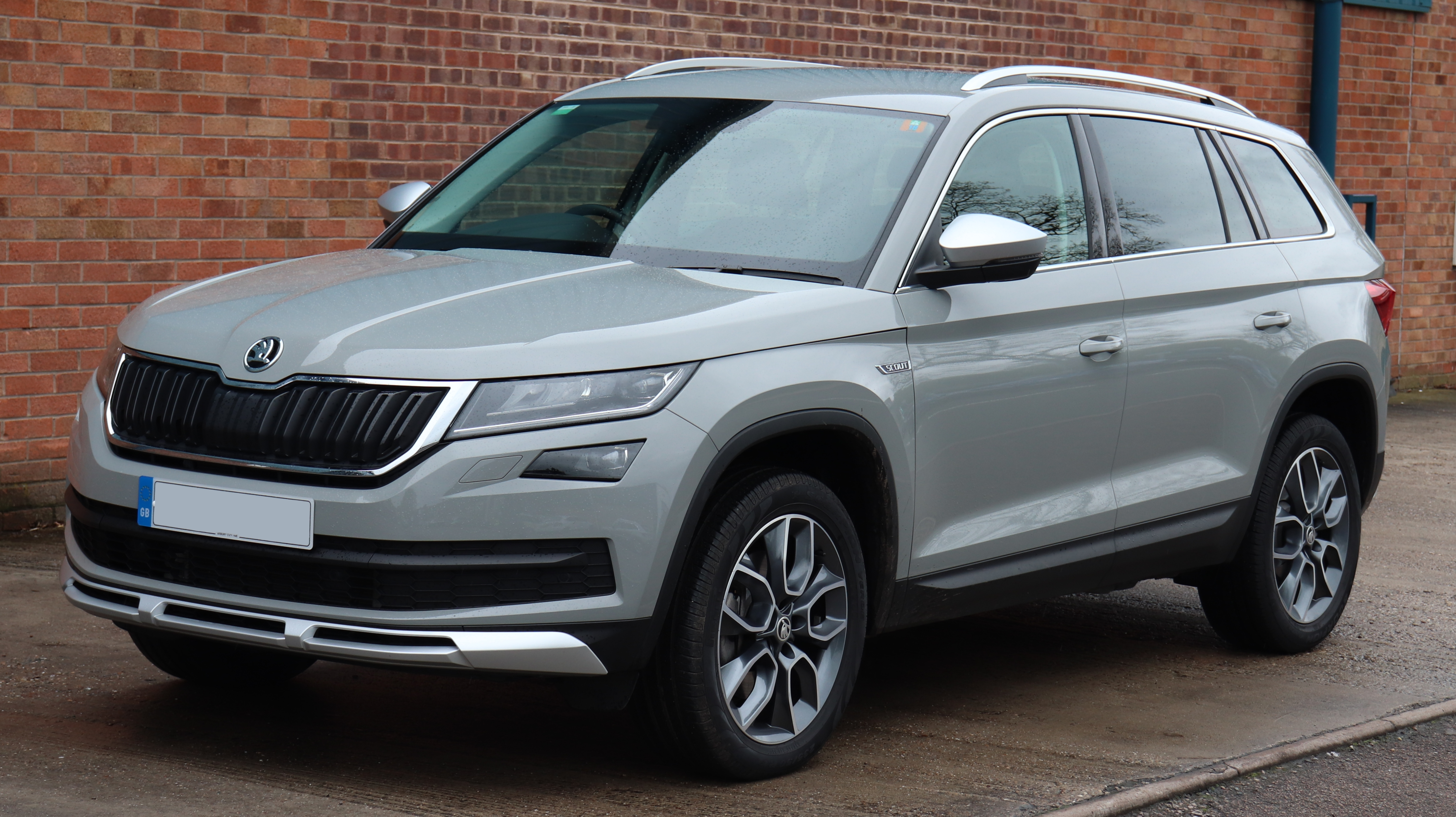
Škoda Kodiaq, 2016
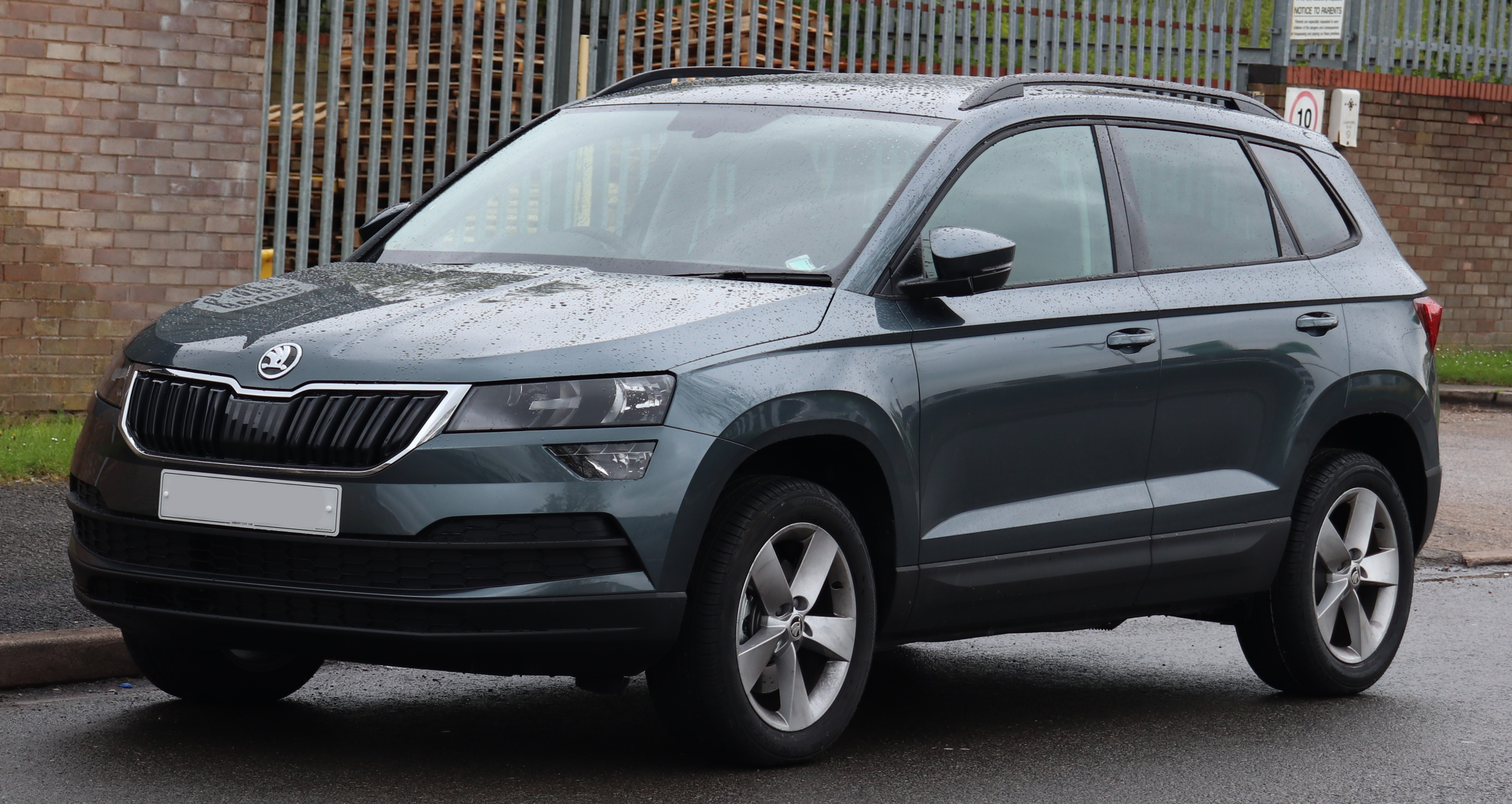
Škoda Karoq, 2017
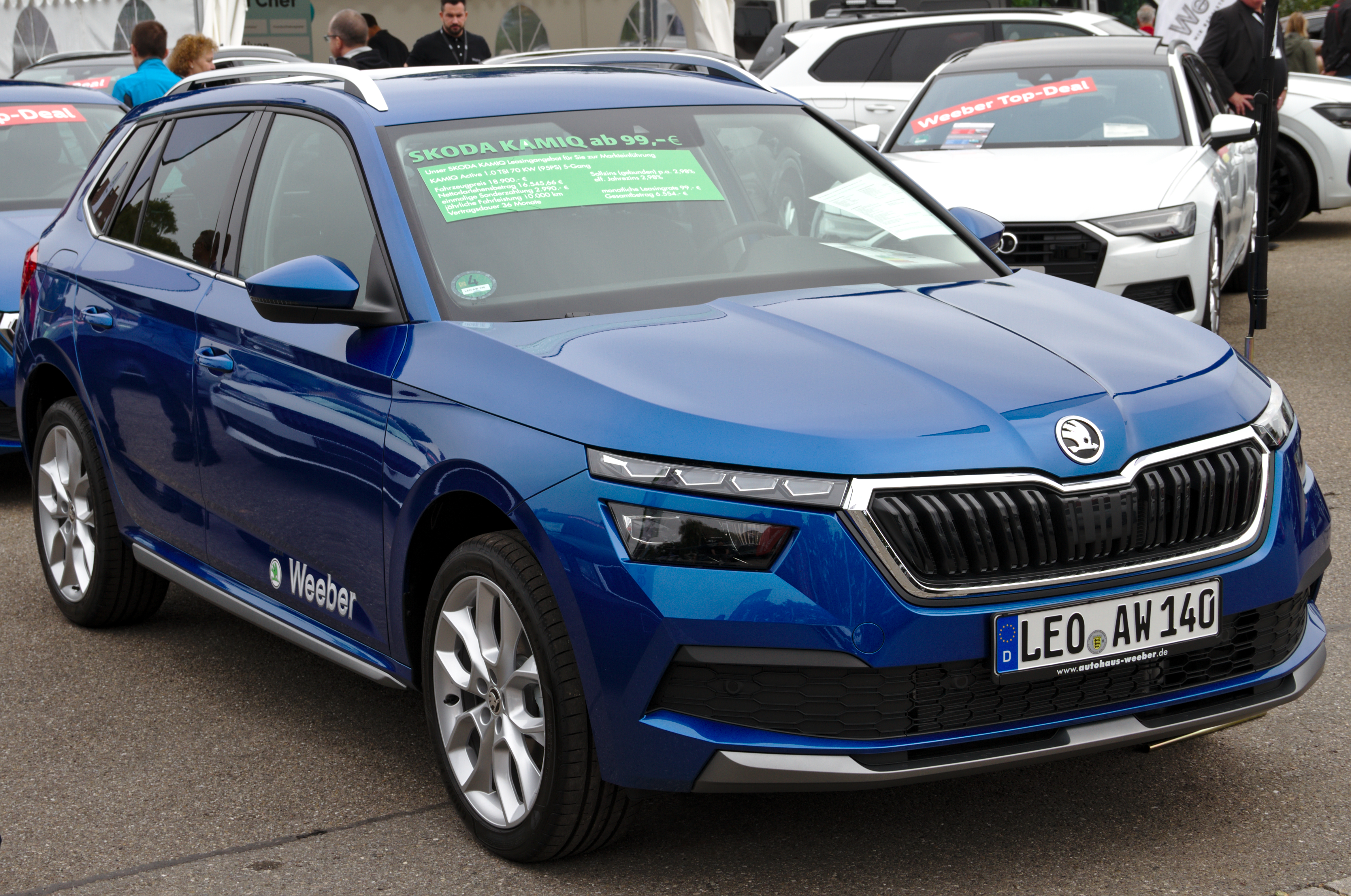
Škoda Kamiq, 2019
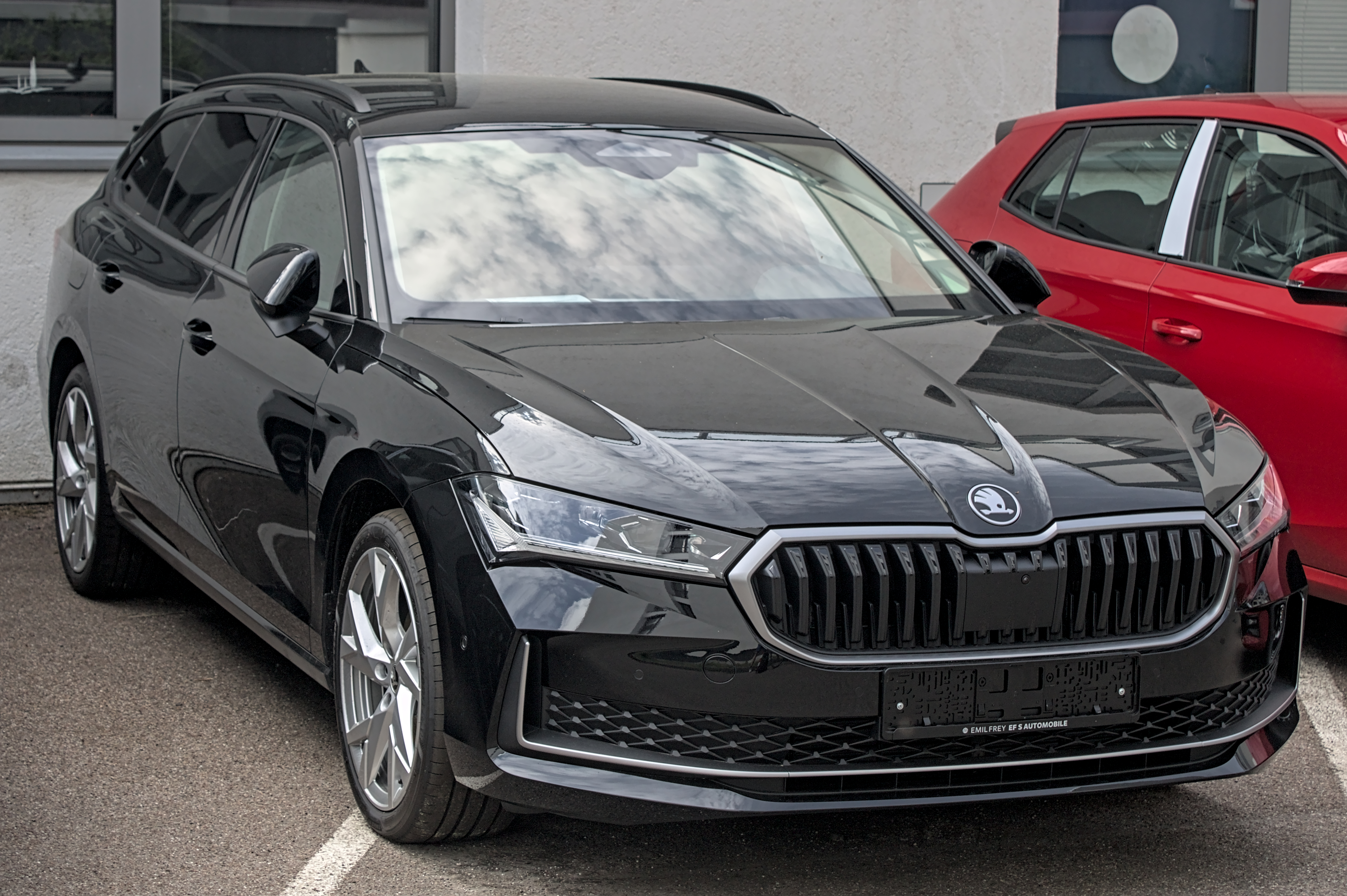
Škoda Superb IV, 2023
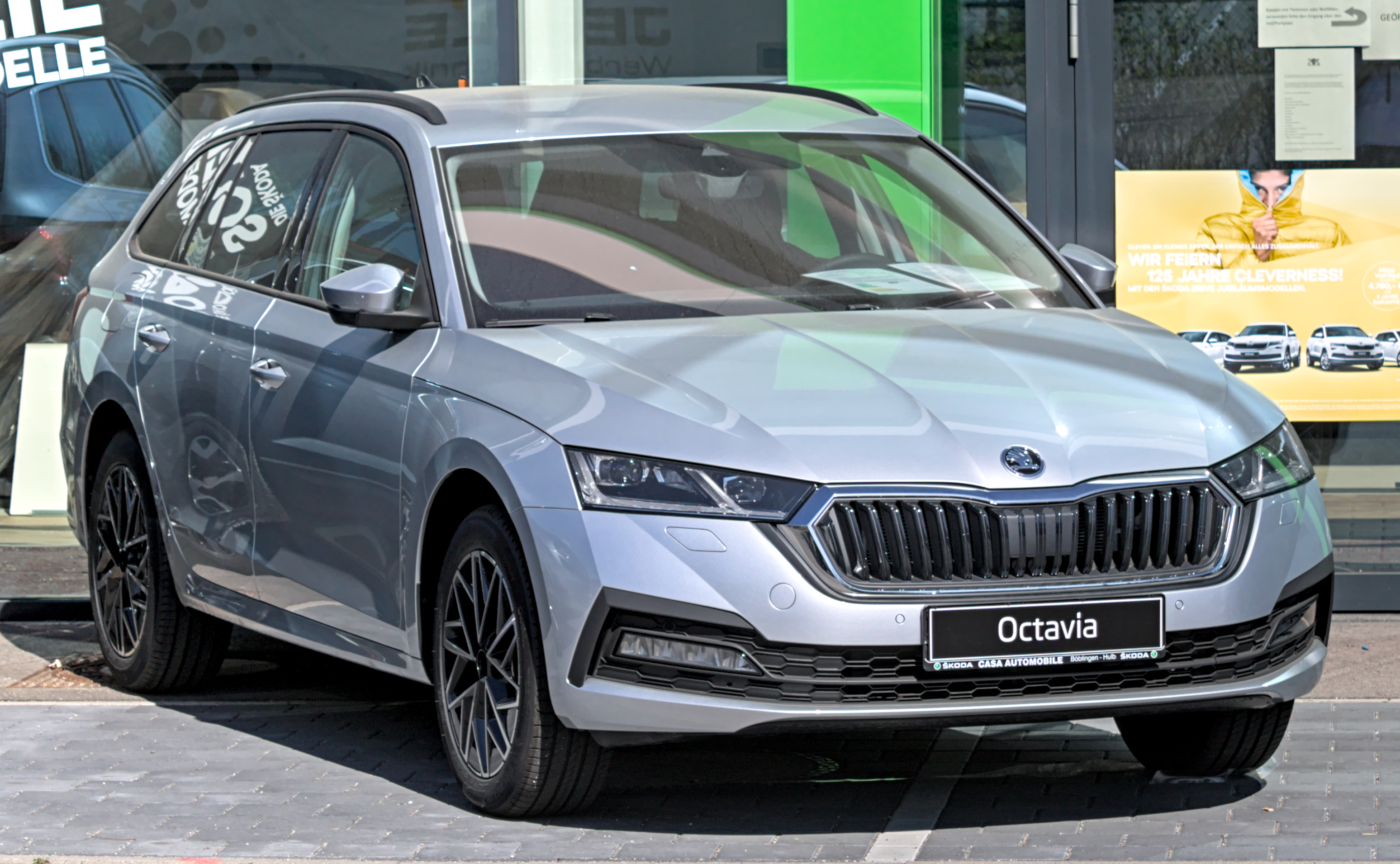
Škoda Octavia IV, 2019
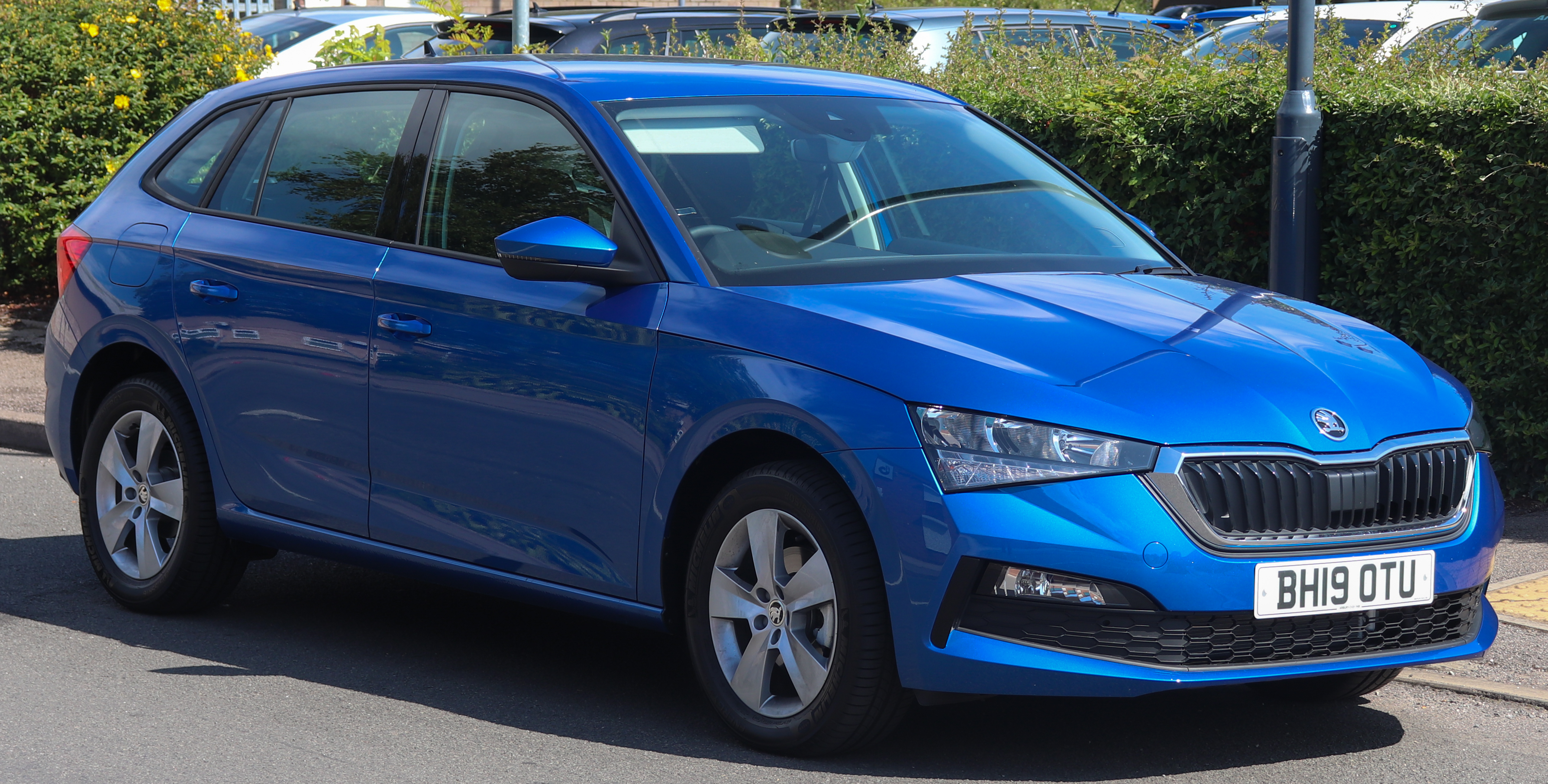
Scala, 2019
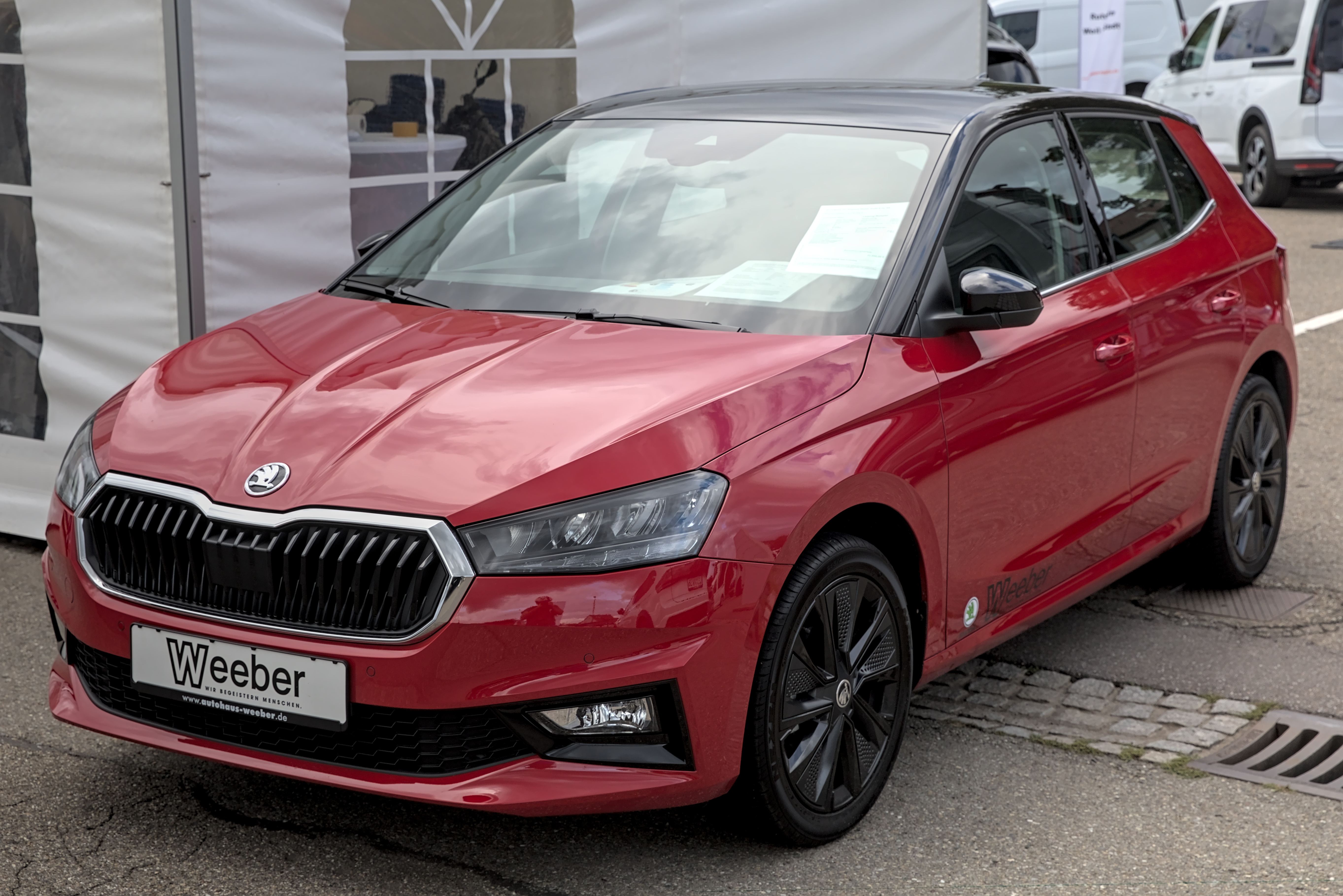
Škoda Fabia IV, 2021

### Historie vyráběných modelů
- (1895 – Slavia – bicykl)

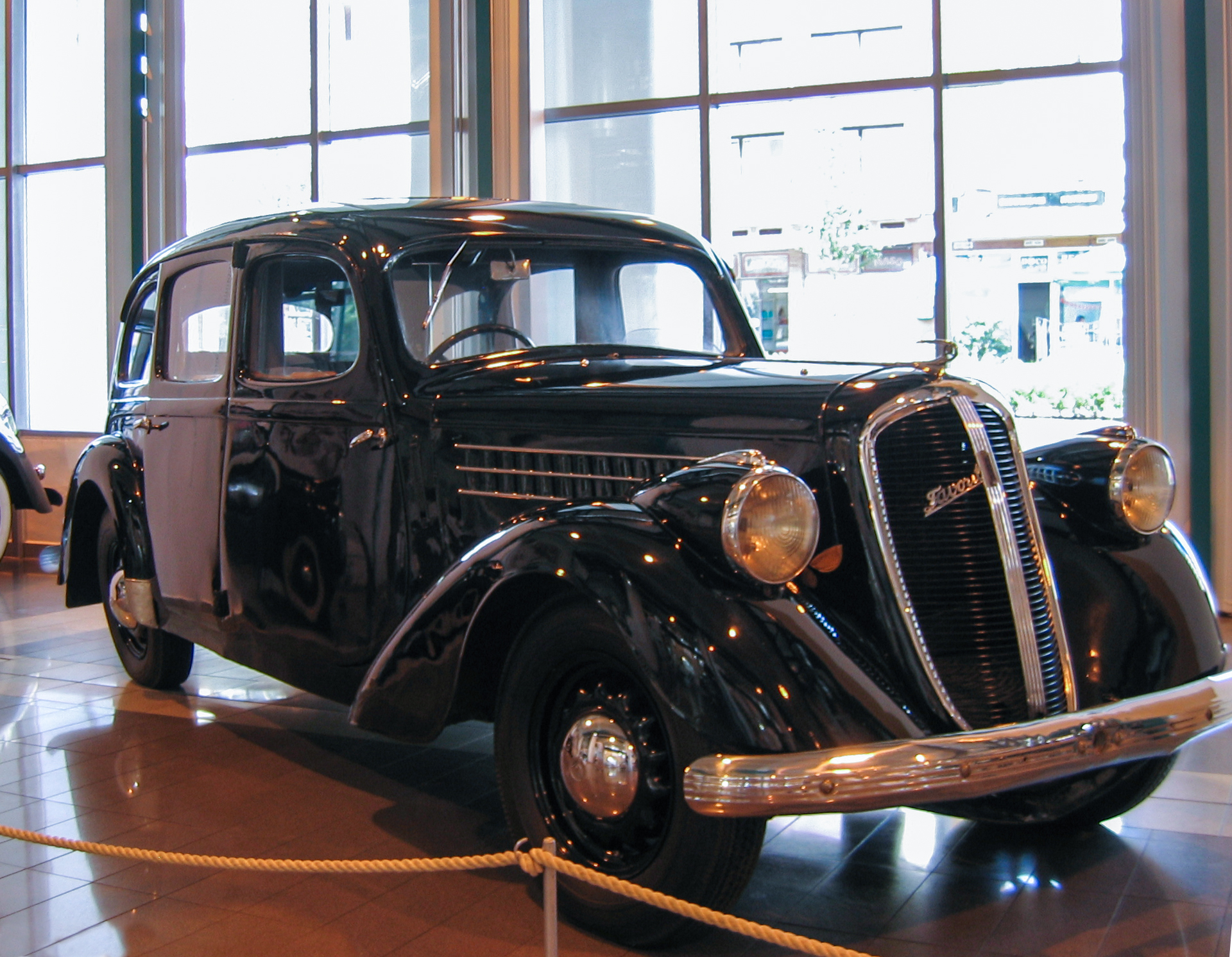
Škoda Favorit (1936)

- 1905 – Laurin & Klement A („Voiturette“)
- 1906 – Laurin & Klement B, C, D, E
- 1907 – Laurin & Klement B2, C2, F, FF, FC, HO, HL
- 1908 – Laurin & Klement BS, FCS, G
- 1909 – Laurin & Klement EN, DL, DO, FDL, FDO, FN, GDV, RC, FCR, L, LO
- 1910 – Laurin & Klement ENS
- 1911 – Laurin & Klement K, Kb, LOKb, LK, S, Sa
- 1912 – L&K DN, RK, Sb, Sc
- 1913 – Laurin & Klement M, Mb, MO, MK, 400, O, OK, Sd, Se, Sg, Sk
- 1914 – Laurin & Klement T / Ta Ms, Sh, Sk
- 1916 – L&K Si, Sl, Sm, So, 200, 205
- 1917 – L&K Md, Me, Mf, Mg, Mh, Mi, Ml, 300, 305
- 1920 – L&K MS, 540, 545, L&K – Škoda 545
- 1921 – Laurin & Klement MK6 / 445 / 450
- 1922 – Laurin & Klement A / 100
- 1923 – Laurin & Klement 105 500, 505, Sp, 210, 150, L&K – Škoda 500, 505, 505 N, 150
- 1925 – Laurin & Klement 350 – Škoda 120, 110, 115, 350
- 1926 – Laurin & Klement 360 L&K – Škoda 550, 550 N, Škoda – Hispano Suiza
- 1927 – L&K – Škoda 125
- 1928 – Škoda 4 R
- 1929 – Škoda 6 R, 430, 430 D, 645, 860, 154, 104, 104/II, 304, 304 N, 304 ND, 306, 306 N, 306 ND, 306 K, 306 NK, 504, 506, 506 N, 506 ND
- 1930 – Škoda 422, 206, 206 D, 206 DN, 404 D, 404 DN, 404 DND, 404, 404 N, 404 Nd, 606 D, 606 DN, 606 DND
- 1931 – Škoda 633
- 1932 – Škoda 637, 637 D, 637 K, 650, 932
- 1933 – Škoda 420 – Standard
- 1934 – Škoda 420 – Rapid, 418 – Popular, 420 – Popular, 640 – Superb, 406 D, 406 DN, 406 DND, 406, 406 N, 406 Nd, 656 D
- 1935 – Škoda 935, Popular Sport – Monte Carlo (typ 909), Rapid Six (910), Rapid (901, 914), 254 D, 254 G, 806 D
- 1936 – Škoda Favorit (904), Favorit 2000 OHV (923), Superb (902, 913), 903
- 1937 – Škoda Sagitta (911), Popular OHV (912)
- 1938 – Škoda Popular 1100 OHV (927), Rapid OHV (922, 939R), Superb OHV (924), 532
- 1939 – Škoda Popular 995 (937), Superb 4000 (919), 100 (942), 150 (943), 256 B, 256 G, 536, 706, 706 N, 706 ND
- 1940 – Škoda Popular 1101 (938), 903
- 1941 – Škoda Rapid 2200 (953), Superb 3000 – KFZ 15 (952)
- 1942 – Škoda RSO – Radschlepper OST (Porsche 175)
- 1946 – Škoda 706 R, 706 RO, Tudor 1101 (938)
- 1948 – Škoda VOS, Škoda VOS-L
- 1949 – Škoda Sport (966)
- 1950 – Škoda Supersport (966), Tudor 1102
- 1951 – Škoda MOŽ-2 (972), Tatra 600 (Tatraplan)
- 1952 – Tatra 805, Škoda 973, 1200 (955), 1201 (980)
- 1955 – Škoda 440 (970), 445 (983)
- 1957 – Škoda 450 (984), 1101 OHC (968)
- 1959 – Škoda Octavia (985, 702), Octavia Super (993, 703), Felicia (994)
- 1960 – Škoda Octavia TS (995)
- 1961 – Škoda Octavia 1200 TS (999), Škoda Octavia Combi (993 C, 703 C, 704), Škoda 1202 (981)
- 1963 – Škoda Felicia Super (996),
- 1964 – Škoda F3, Škoda 1000 MB (990, 721), 1000 MB de Luxe (990, 721)
- 1966 – Škoda 1000 MBG de Luxe (710), 1000 MBX de Luxe (990 T)
- 1967 – Škoda 720, Škoda 1100 MB de Luxe (715), 1100 MBX de Luxe (723 T)
- 1968 – Škoda 1203 (997, 776)
- 1969 – Škoda 100, 100 L (722), 110 L (717), 110 LS (719)
- 1970 – Škoda 110 R (718-K), Škoda 1100 GT
- 1971 – Škoda 120 S, 120 S Rallye (728), Škoda 110 Super Sport
- 1973 – Škoda 180/200 RS (734)
- 1975 – Škoda 130 RS (735)
- 1976 – Škoda 742 105 S, 105 L, 105 GL, 120, 120 L, 120 LE, 120 LS, 120 GLS,
- 1981 – Škoda Garde (743), Rapid (743), Rapid 130 (747), 135 Rapid (747), 136 Rapid (747),135i Rapid RiC
- 1984 – Škoda (742 M) 105S, 105L, 105SP, 105GL, 120L, 120GL, 120LS, 120GLS, 120LX, 125L, 130 LR, 130 L, 130 GL, 135 L, 136 L, 135 GL,135 GLi, 136 GL (745), 120, 130 L, 130 GL, 135 L, 136 L, 135 GL, 135GLi, 136 GL
- 1988 – Škoda Favorit (781)(136 L, 136 LS, 135 L, 135 LS)
- 1991 – Škoda Favorit (781), Škoda Forman (785) (136 L, 136 LS, 135 L, 135 LS), Pick-up, Praktik(781), Van Plus
- 1992 – Škoda Favorit (781), Škoda Forman (785) (135 L, LS, Le, LSe)
- 1993 – Škoda Favorit (781), Škoda Forman (785) (LX, GLX, LXi, GLXi)
- 1994 – Škoda Felicia (LX, LXI, GLX, GLXI)
- 1995 – Škoda Felicia Combi (LX,LXI, GLX,GLXI,Laurin a Klement)
- 1996 – Škoda Octavia (LX/Classic, GLX/Ambiente, SLX/Elegance, RS, 4×4, Laurin a Klement, Tour)
- 1997 – Škoda Felicia Fun 1.3, 1.6
- 1997 – Škoda Felicia (GLX 1.6)
- 1998 – Škoda Octavia Combi (LX/Classic, GLX/Ambiente, SLX/Elegance, RS, 4×4, Laurin a Klement)
- 1999 – Škoda Felicia Pick-up Laureta
- 1999 – Škoda Fabia (Classic, Comfort/Ambiente, Elegance, RS)
- 2000 – Škoda Fabia Combi (Classic, Comfort/Ambiente, Elegance)
- 2001 – Škoda Fabia Sedan (Classic, Comfort/Ambiente, Elegance)
- 2001 – Škoda Superb (Classic, Comfort, Elegance, Laurin&Klement)
- 2004 – Škoda Octavia II (Classic, Ambiente, Elegance, Laurin&Klement, RS, Tour)
- 2005 – Škoda Octavia II Combi (Classic, Ambiente, Elegance, Laurin&Klement, 4×4, Scout, RS, Tour)
- 2006 – Škoda Roomster (Roomster, Style, Sport, Comfort)
- 2007 – Škoda Fabia II, Praktik
- 2008 – Škoda Fabia II Combi (Fabia, Classic, Ambiente, Sport, Elegance)
- 2008 – Škoda Superb II
- 2009 – Škoda Yeti, Škoda Superb II Combi
- 2011 – Škoda Citigo
- 2011 – Škoda Rapid – Indie
- 2012 – Škoda Rapid – Evropa
- 2013 – Škoda Octavia III
- 2014 – Škoda Fabia III
- 2015 – Škoda Fabia III Combi
- 2015 – Škoda Superb III
- 2015 – Škoda Superb III Combi
- 2016 – Škoda Kodiaq
- 2017 – Škoda Karoq
- 2018 – Škoda Scala
- 2019 – Škoda Kamiq
- 2019 – Škoda Octavia IV
- 2020 – Škoda Enyaq iV
- 2021 – Škoda Fabia IV
- 2023 – Škoda Kodiaq II
- 2023 – Škoda Superb IV

### Koncepty

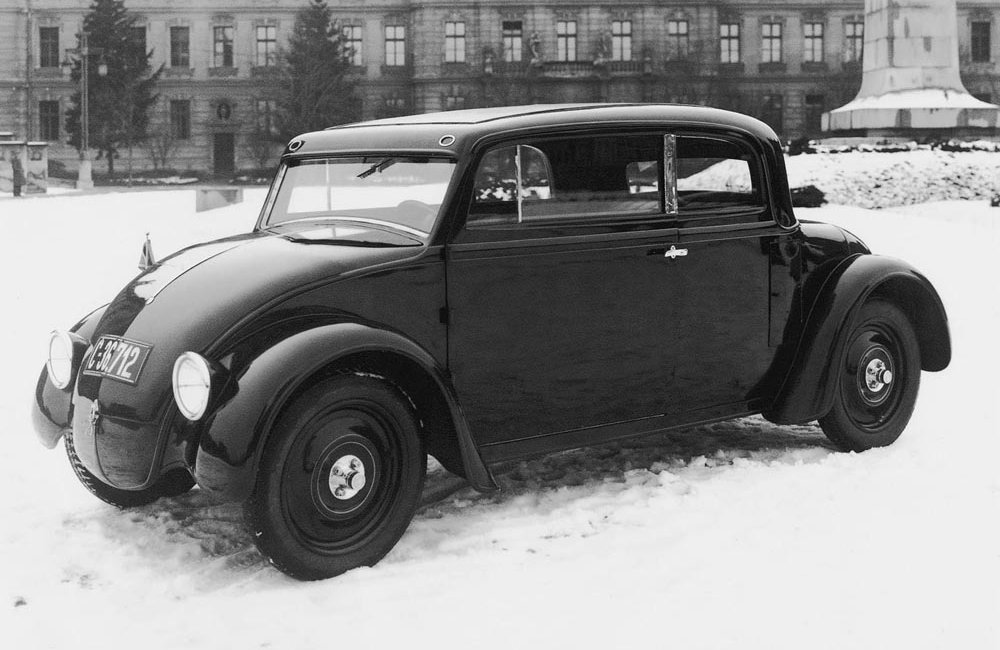
Škoda 932 prototyp (1932)

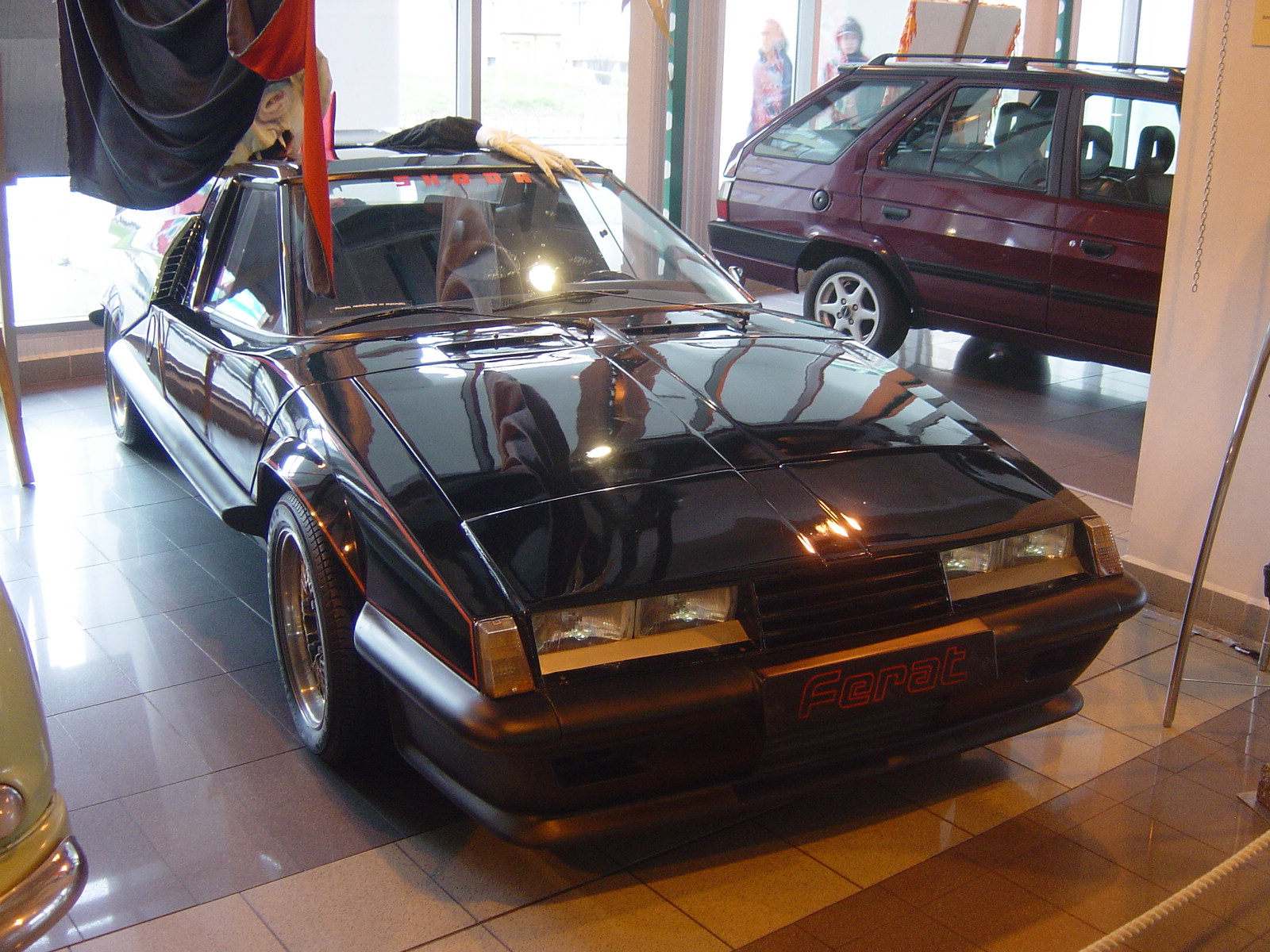
Škoda 110 Super Sport Ferat v muzeu Škoda

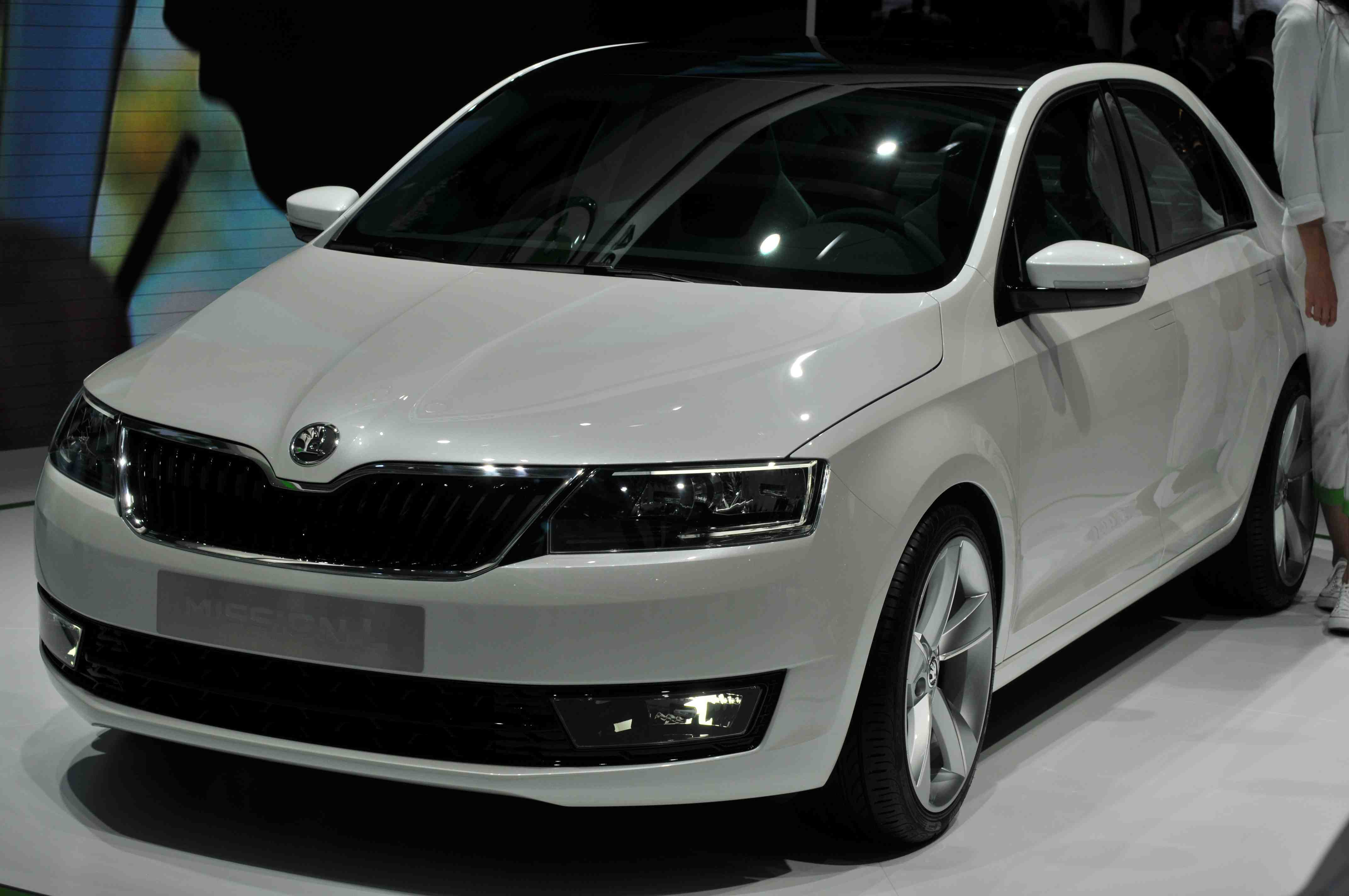
Koncept Škoda MissionL

(Poznámka: v tomto přehledu jsou uvedeny pouze prototypy a koncepty z vlastního vývoje automobilky, nikoliv např. BAZ, ÚVMV, Metalexu a podobně.)
- Škoda 1000 MB (1962 – 1964): rozšíření řady sedanů (MB) a tudorů (MBX) o kabriolet (+ hardtop) a kombi
- Škoda 720 (1967 – 1972): nový sedan a kombi střední třídy
- Škoda Winnetou (1968): prototyp sportovního automobilu
- Škoda 740 (1969 – 1971): nový sedan a kombi nižší třídy
- Škoda 110 Super Sport (1969–1971): prototyp sportovního automobilu
- Škoda 760 (1972 – 1979): ucelená typová řada vozů nižší střední třídy, vyvíjená ve spolupráci s východoněmeckými automobilkami
- Škoda 180/200 RS (1973): závodní kupé na bázi typu Škoda 110 R[76]
- Škoda Felicia (1986): tříprostorová verze typu Škoda Favorit, interní typové označení Škoda 782[77]
- Škoda Favorit Coupé (1987): čtyřmístná dvoudveřová verze typu Škoda Favorit, interní typové označení Škoda 783[78]
- Škoda Savana (1987): pětimístný třídveřový prosklený furgon, odvozený od verze typu Škoda Pick-up, interní typové označení Škoda 784
- Škoda Favorit sanita (1987): zdravotnická verze typu Škoda Forman, interní typové označení Škoda 788
- Škoda Favorit Tremp (1989)[79]
- Škoda Favorit Varia, Forman Varia (1990): prodloužení základních typů pomocí laminátové nástavby namísto pátých dveří
- Škoda Felicia Golden Prague (1998): speciální provedení sériového vozu[80]
- Škoda Ahoj! (2002)
- Škoda Tudor (2002): dvoudveřové provedení limuzíny Škoda Superb

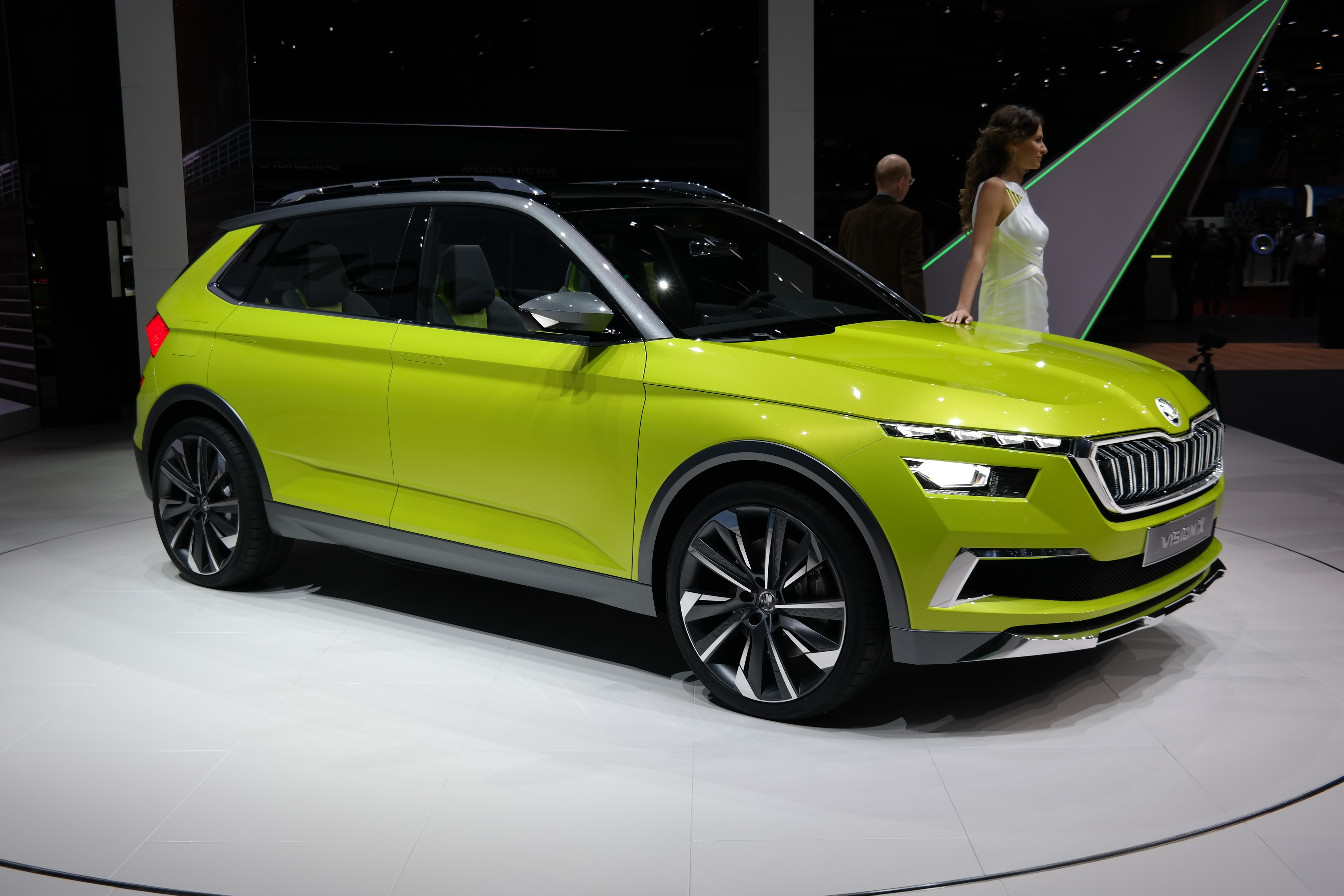
Vision X (2018)

- Škoda Fabia Paris (2002): speciální provedení sériového vozuVision X (2018)Škoda Yeti (2004): sportovně – užitkový vůz
- Škoda Joyster (2006): vůz pro volný čas
- Škoda Vision D (2011): koncept budoucího designérského směřování všech typů
- Škoda MissionL (2011): limuzína, koncept budoucího designérského směřování všech typů
- Škoda Rapid Sport (2013): přepracovaná Škoda Rapid pro sportovní setkání Volkswagenu
- Škoda Vision E (2017): Elektromobil, který má být ve výrobě od roku 2020
- Škoda Vision X (2018): malé SUV s hybridním pohonem
- Škoda Vision RS – (2018) koncept představený jako předchůdce Škoda Scala
- Škoda Vision iV – (2019)
- Škoda Klement – (2019)
- Škoda Vision IN – (2020) koncept pro Indický trh
- Škoda Vision 7S – (2022)

### Žákovské koncepty (Azubi Car)
- Škoda CITIJET (2014): 2místný kabriolet, vytvořený z modelu CITIGO
- Škoda FUNSTAR (2015): 2místný pick-up, vytvořený z modelu FABIA III. generace
- Škoda ATERO (2016): 5místné kupé, vytvořené z modelu RAPID
- Škoda ELEMENT (2017): 2místná buggy s elektromotorem, vytvořená z modelů Škoda CITIGO a VW e-UP!
- Škoda SUNROQ (2018): 5místný kabriolet, vytvořený z modelu KAROQ
- Škoda MOUNTIAQ (2019): 2místný pick-up, vytvořený z modelu KODIAQ

### Nejprodávanější modely
| Model                     | Počet vozů     |
| ------------------------- | -------------- |
| Škoda 105, 120, 130       | 2 008 740      |
| Škoda Octavia (1996–2007) | asi 3 980 000* |
| Škoda Fabia               | 3 200 000*     |
| Škoda Felicia             | 1 420 441      |
| Škoda Favorit             | 1 077 136      |
| * Údaj k 31. 12. 2012     |                |

## Prodeje

### Prodejní síť

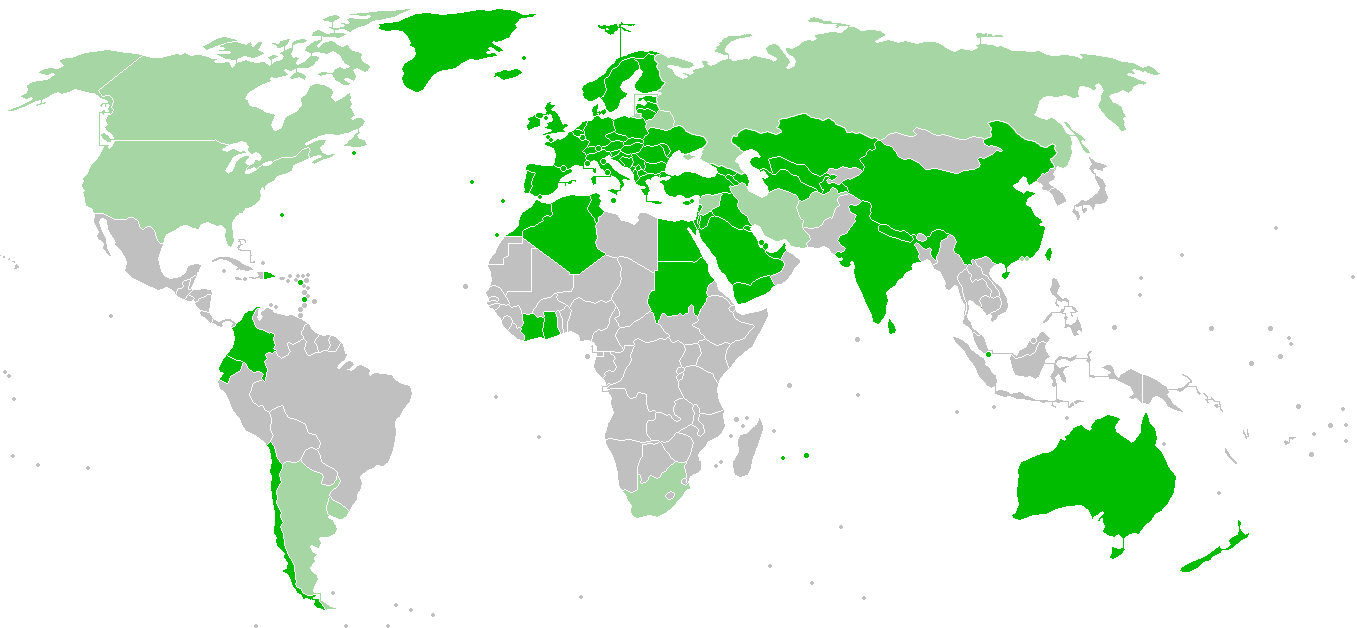
Prodej vozů Škoda ve světě.

V roce 2013 čítala dealerská síť společnosti Škoda Auto a.s. v Česku celkem 273 autorizovaných prodejců a servisních partnerů. Pro srovnání, druhá největší automobilka v počtu prodaných vozů v ČR, společnost Hyundai Motor Czech s.r.o. disponovala v tomtéž roce sítí 159 prodejen a servisních míst. Mezi dealery s největším počtem prodaných vozů patří společnosti Auto Jarov, Autosalon Klokočka, NH Car, Porsche Praha a Auto Heller.
Vozy Škoda jsou k dostání v Evropě, Asii, Africe, Jižní Americe a od roku 2007 se vrátily na trh v Austrálii. Do Severní Ameriky se dovážely Škodovky v 50. a 60 letech, do USA modely Škoda 440, Octavia a Felicia a do Kanady navíc Škoda 120.

### Prodané vozy

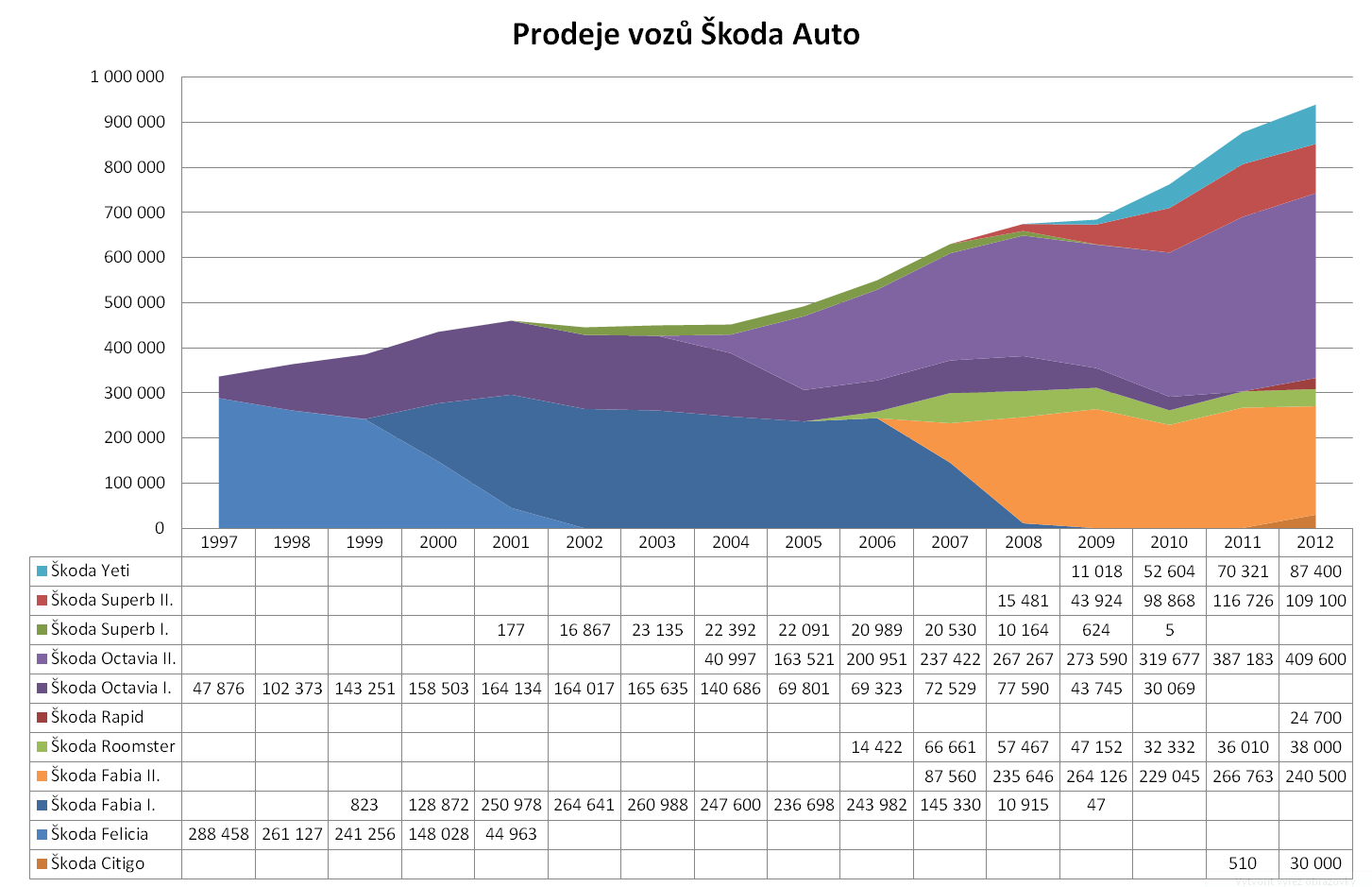
Graf prodeje vozů Škoda Auto

Nejvíce prodaných vozů měla Škoda Auto od roku 2010 v Číně, druhé bývalo Rusko. Okolo roku 2019–2020 však došlo k ochlazení politických vztahů, což přispělo k tomu, že celkové prodeje v Číně klesly za Německo. V Rusku byl prodej nových vozů pozastaven v roce 2022, kvůli invazi na Ukrajinu. Nejvíce vozů Škoda prodala v roce 2018 (1,25 milionu), poté prodeje každým rokem klesají, roku 2022 to bylo 731 300 vozů, což je nejméně od roku 2009.
| Model                    | 1997    | 1998    | 1999    | 2000    | 2001    | 2002    | 2003    | 2004    | 2005    | 2006    | 2007        | 2008        | 2009    | 2010    | 2011    | 2012    | 2013    | 2014      |
| ------------------------ | ------- | ------- | ------- | ------- | ------- | ------- | ------- | ------- | ------- | ------- | ----------- | ----------- | ------- | ------- | ------- | ------- | ------- | --------- |
| Škoda Felicia celkem     | 288 458 | 261 127 | 241 256 | 148 028 | 44 963  | —       | —       | —       | —       | —       | —           | —           | —       | —       | —       | —       | —       | —         |
| Škoda Felicia            | 181 642 | 166 822 | 163 547 | 91 439  | 29 920  | —       | —       | —       | —       | —       | —           | —           | —       | —       | —       | —       | —       | —         |
| Škoda Felicia Combi      | 77 634  | 64 595  | 51 880  | 35 155  | 8 472   | —       | —       | —       | —       | —       | —           | —           | —       | —       | —       | —       | —       | —         |
| Škoda Felicia Pickup     | 28 341  | 26 789  | 22 132  | 19 863  | 6 501   | —       | —       | —       | —       | —       | —           | —           | —       | —       | —       | —       | —       | —         |
| Škoda Felicia Vanplus    | 714     | 1 716   | 1 994   | 707     | 10      | —       | —       | —       | —       | —       | —           | —           | —       | —       | —       | —       | —       | —         |
| Škoda Felicia Fun        | 127     | 1 205   | 1 703   | 864     | 60      | —       | —       | —       | —       | —       | —           | —           | —       | —       | —       | —       | —       | —         |
| Škoda Octavia celkem     | 47 876  | 102 373 | 143 251 | 158 503 | 164 134 | 164 017 | 165 635 | 181 683 | 233 322 | 270 274 | 309 951     | 344 857     | 314 335 | 349 746 | 387 183 | 409 632 | 359 578 | 389 257   |
| Škoda Octavia I. celkem  | 47 876  | 102 373 | 143 251 | 158 503 | 164 134 | 164 017 | 165 635 | 140 686 | 69 801  | 69 323  | 72 529      | 77 590      | 43 745  | 30 069  | —       | —       | —       | —         |
| Škoda Octavia I.         | 47 876  | 87 127  | 90 733  | 96 253  | 97 679  | 98 766  | 97 198  | 82 259  | 48 999  | 53 783  | 58 287      | 65 544      | 32 825  | 20 955  | —       | —       | —       | —         |
| Škoda Octavia Combi I.   | —       | 15 246  | 52 518  | 62 250  | 66 455  | 65 251  | 68 437  | 58 427  | 20 802  | 15 540  | 14 242      | 12 049      | 10 920  | 9 114   | —       | —       | —       | —         |
| Škoda Octavia II. celkem | —       | —       | —       | —       | —       | —       | —       | 40 997  | 163 521 | 200 951 | 237 422     | 267 267     | 273 590 | 319 677 | 387 183 | 409 632 | 359 578 | 389 257   |
| Škoda Octavia II.        | —       | —       | —       | —       | —       | —       | —       | 39 734  | 90 042  | 100 584 | 131 934     | 164 543     | 176 499 | 214 780 | 261 572 | 285 169 | 244 812 | 235 486   |
| Škoda Octavia Combi II.  | —       | —       | —       | —       | —       | —       | —       | 1 263   | 73 479  | 100 367 | 105 488     | 102 724     | 97 091  | 104 897 | 125 611 | 124 463 | 114 766 | 153 771   |
| Škoda Fabia celkem       | —       | —       | 823     | 128 872 | 250 978 | 264 641 | 260 988 | 247 600 | 236 698 | 243 982 | 232 890     | 246 561     | 264 220 | 229 045 | 266 763 | 240 470 | 201 989 | 160 518   |
| Škoda Fabia I. celkem    | —       | —       | 823     | 128 872 | 250 978 | 264 641 | 260 988 | 247 600 | 236 698 | 243 982 | 145 330     | 10 915      | 47      | —       | —       | —       | —       | —         |
| Škoda Fabia I.           | —       | —       | 823     | 124 064 | 152 601 | 150 319 | 140 305 | 132 520 | 119 485 | 123 170 | 51 561      | 191         | —       | —       | —       | —       | —       | —         |
| Škoda Fabia Combi I.     | —       | —       | —       | 4 808   | 81 641  | 81 996  | 97 157  | 97 012  | 99 637  | 106 694 | 80 799      | 5 533       | —       | —       | —       | —       | —       | —         |
| Škoda Fabia Sedan I.     | —       | —       | —       | —       | 16 732  | 31 185  | 22 406  | 17 036  | 16 451  | 12 906  | 12 970      | 5 191       | 47      | —       | —       | —       | —       | —         |
| Škoda Fabia Praktik I.   | —       | —       | —       | —       | 4       | 1 141   | 1 120   | 1 032   | 1 125   | 1 212   | (viz Combi) | (viz Combi) | —       | —       | —       | —       | —       | —         |
| Škoda Fabia II. celkem   | —       | —       | —       | —       | —       | —       | —       | —       | —       | —       | 87 560      | 235 646     | 264 173 | 229 045 | 266 763 | 240 470 | 201 989 | 160 518   |
| Škoda Fabia II.          | —       | —       | —       | —       | —       | —       | —       | —       | —       | —       | 85 998      | 146 465     | 181 590 | 161 358 | 192 852 | 178 038 | 152 284 | 118 975   |
| Škoda Fabia Combi II.    | —       | —       | —       | —       | —       | —       | —       | —       | —       | —       | 1 562       | 89 181      | 82 536  | 67 687  | 73 911  | 62 432  | 49 741  | 41 543    |
| Škoda Superb celkem      | —       | —       | —       | —       | 177     | 16 867  | 23 135  | 22 392  | 22 091  | 20 989  | 20 530      | 25 645      | 44 548  | 98 873  | 116 726 | 109 087 | 94 433  | 91 084    |
| Škoda Superb I.          | —       | —       | —       | —       | 177     | 16 867  | 23 135  | 22 392  | 22 091  | 20 989  | 20 530      | 10 164      | 624     | 5       | —       | —       | —       | —         |
| Škoda Superb II. celkem  | —       | —       | —       | —       | —       | —       | —       | —       | —       | —       | —           | 15 481      | 43 924  | 98 868  | 116 726 | 109 087 | 94 433  | 91 084    |
| Škoda Superb II.         | —       | —       | —       | —       | —       | —       | —       | —       | —       | —       | —           | 15 481      | 43 189  | 63 146  | 73 125  | 68 558  | 59 315  | 53 282    |
| Škoda Superb II. Combi   | —       | —       | —       | —       | —       | —       | —       | —       | —       | —       | —           | —           | 735     | 35 722  | 43 601  | 40 529  | 35 118  | 37 802    |
| Škoda Roomster celkem    | —       | —       | —       | —       | —       | —       | —       | —       | —       | 14 422  | 66 661      | 57 467      | 47 152  | 32 332  | 36 010  | 37 694  | 33 295  | 29 643    |
| Škoda Roomster           | —       | —       | —       | —       | —       | —       | —       | —       | —       | 14 422  | 62 527      | 57 467      | 43 701  | 20 955  | 33 005  | 35 314  | 31 149  | 27 454    |
| Škoda Roomster Praktik   | —       | —       | —       | —       | —       | —       | —       | —       | —       | —       | 4 134       | 7 013       | 3 451   | 2 818   | 3 005   | 2 650   | 2 146   | 2 189     |
| Škoda Yeti               | —       | —       | —       | —       | —       | —       | —       | —       | —       | —       | —           | —           | 11 018  | 52 604  | 70 321  | 87 397  | 82 449  | 102 867   |
| Škoda Rapid celkem       | —       | —       | —       | —       | —       | —       | —       | —       | —       | —       | —           | —           | —       | —       | 1 671   | 24 692  | 103 781 | 221 363   |
| Škoda Rapid              | —       | —       | —       | —       | —       | —       | —       | —       | —       | —       | —           | —           | —       | —       | 1 671   | 24 692  | 95 787  | 148 991   |
| Škoda Rapid Spaceback    | —       | —       | —       | —       | —       | —       | —       | —       | —       | —       | —           | —           | —       | —       | —       | —       | 7 994   | 72 372    |
| Škoda Citigo             | —       | —       | —       | —       | —       | —       | —       | —       | —       | —       | —           | —           | —       | —       | 510     | 29 960  | 42 225  | 42 494    |
| Celkem                   | 336 334 | 363 500 | 385 330 | 435 403 | 460 252 | 445 525 | 449 758 | 451 675 | 492 111 | 549 667 | 630 032     | 674 530     | 684 226 | 762 600 | 879 184 | 939 202 | 920 750 | 1 037 226 |
| Vozy dodané zákazníkům.  |         |         |         |         |         |         |         |         |         |         |             |             |         |         |         |         |         |           |

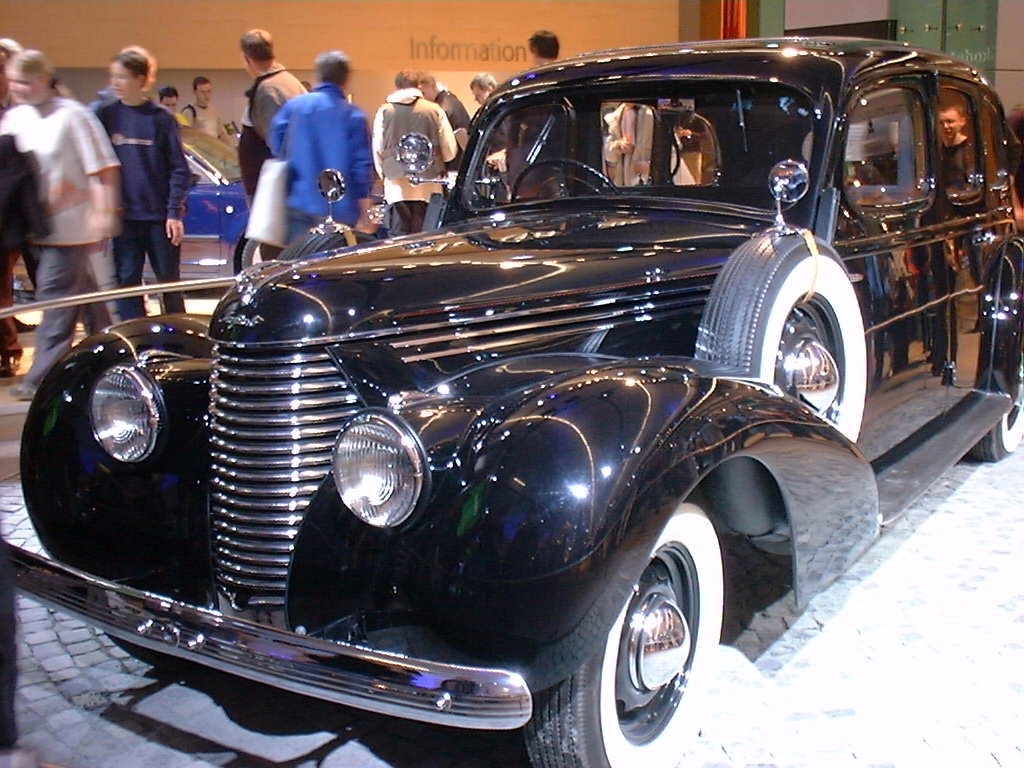
Škoda Superb OHV, 1939
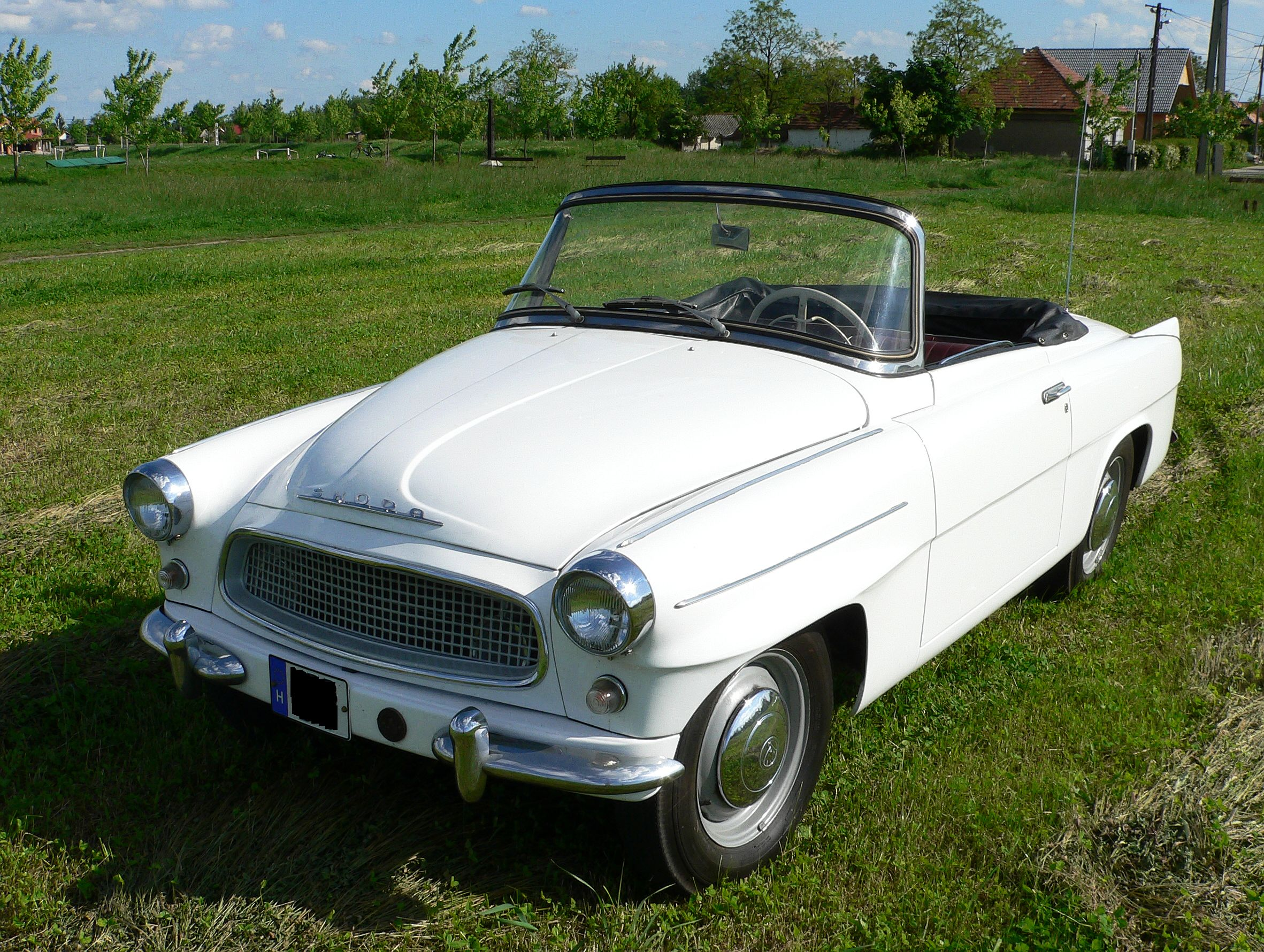
Škoda Felicia, 1962
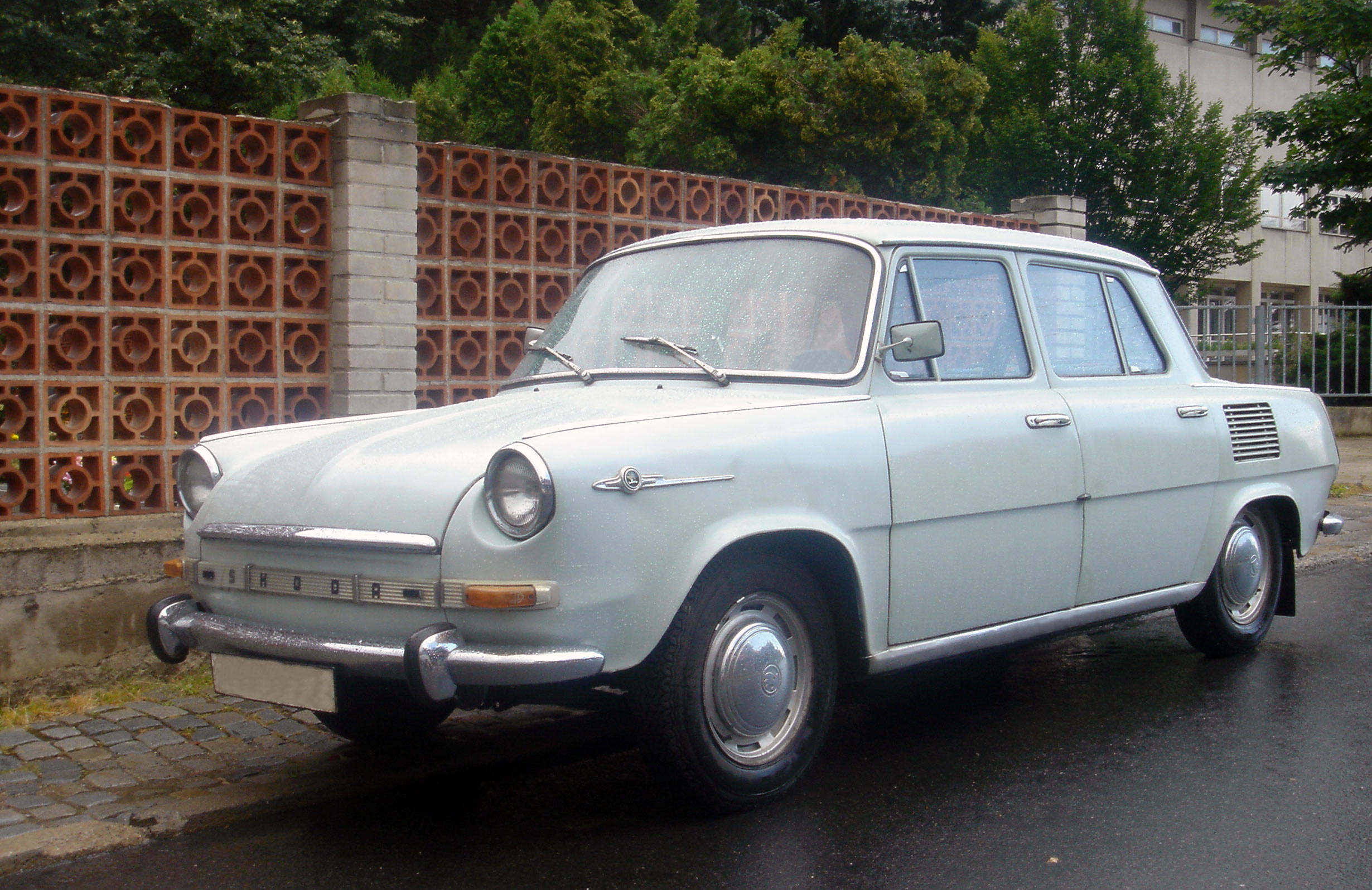
Škoda 1000 MB, 1964–1969
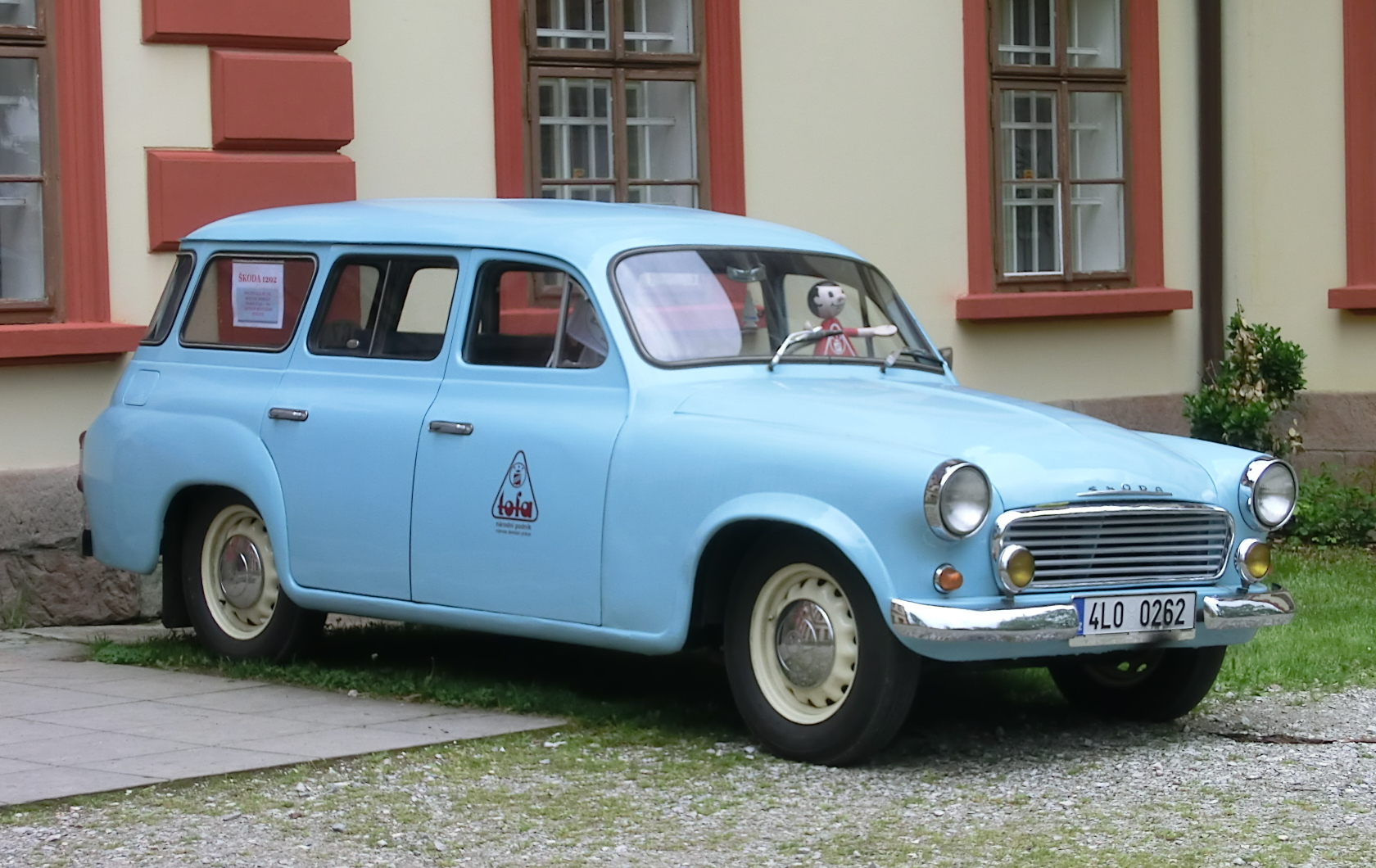
Škoda 1202, 1961–1973
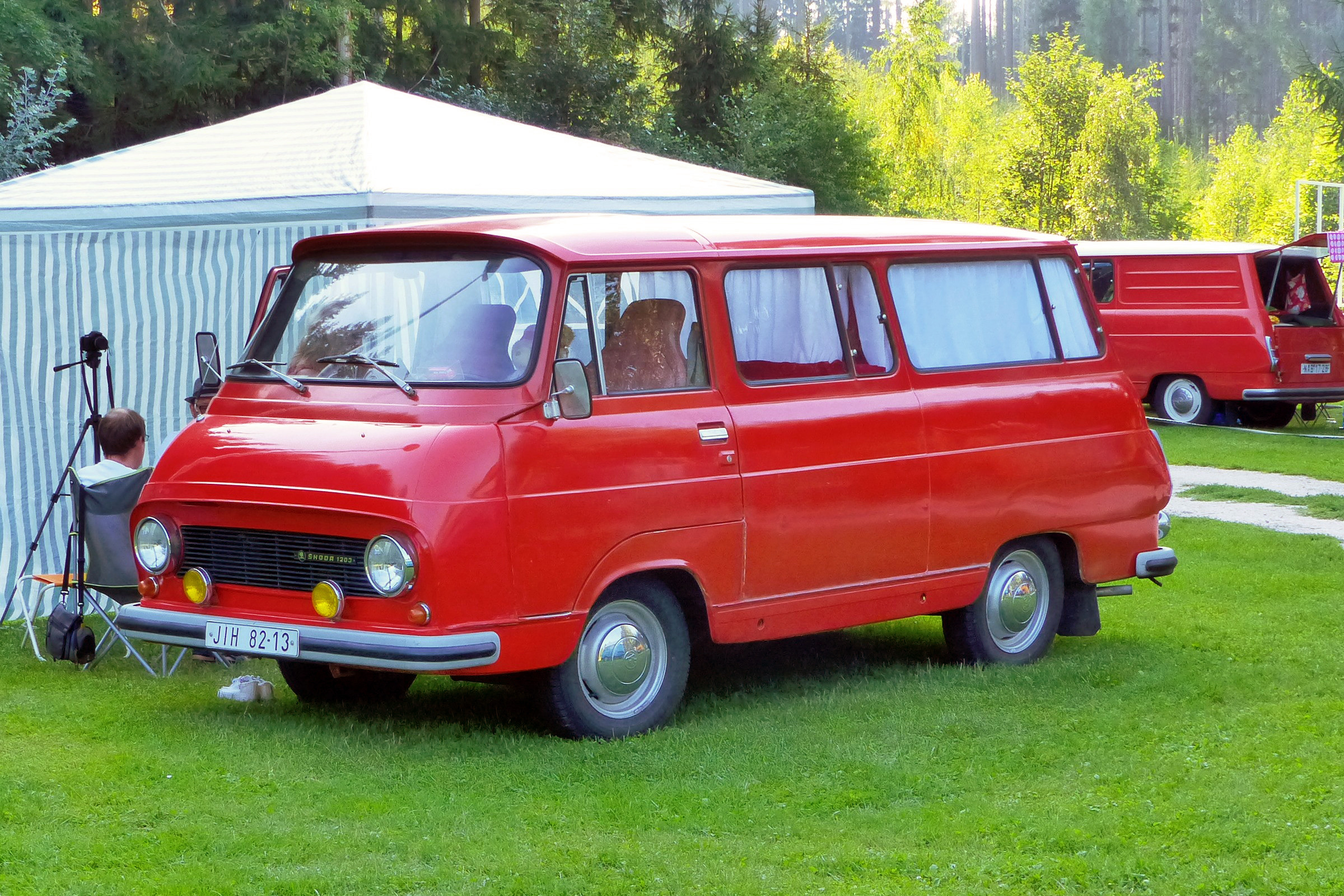
Škoda 1203, 1968–1982
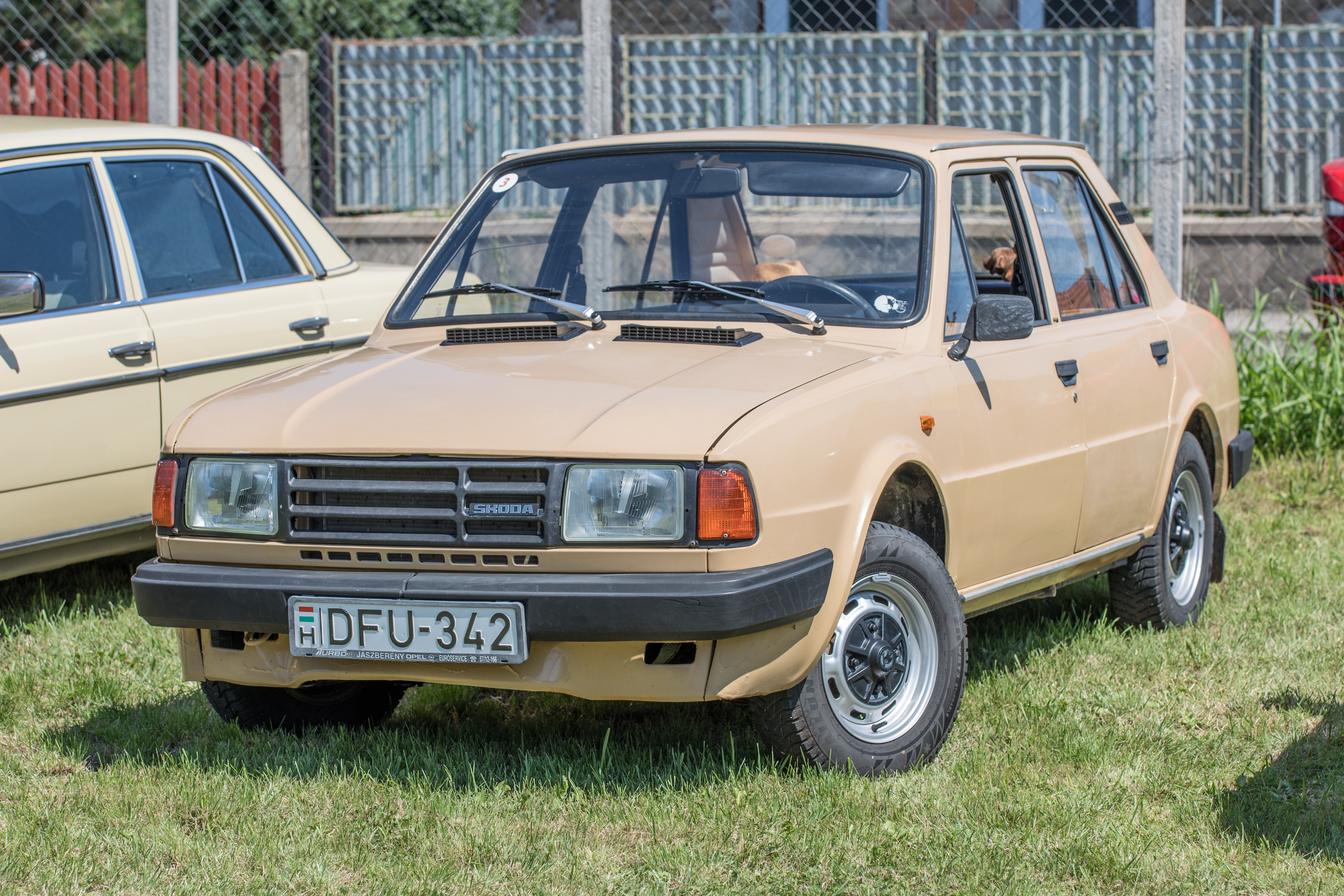
Škoda 120 L, 1983–1990
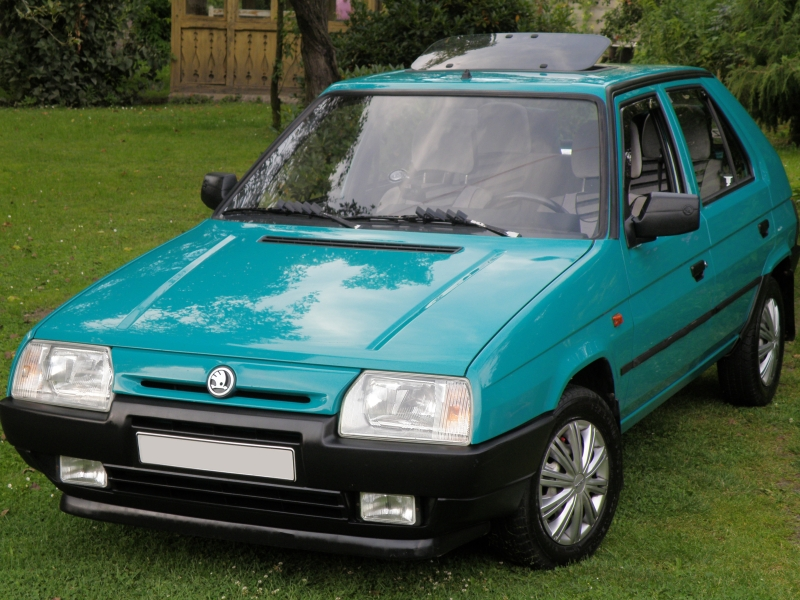
Škoda Favorit LXi, 1993
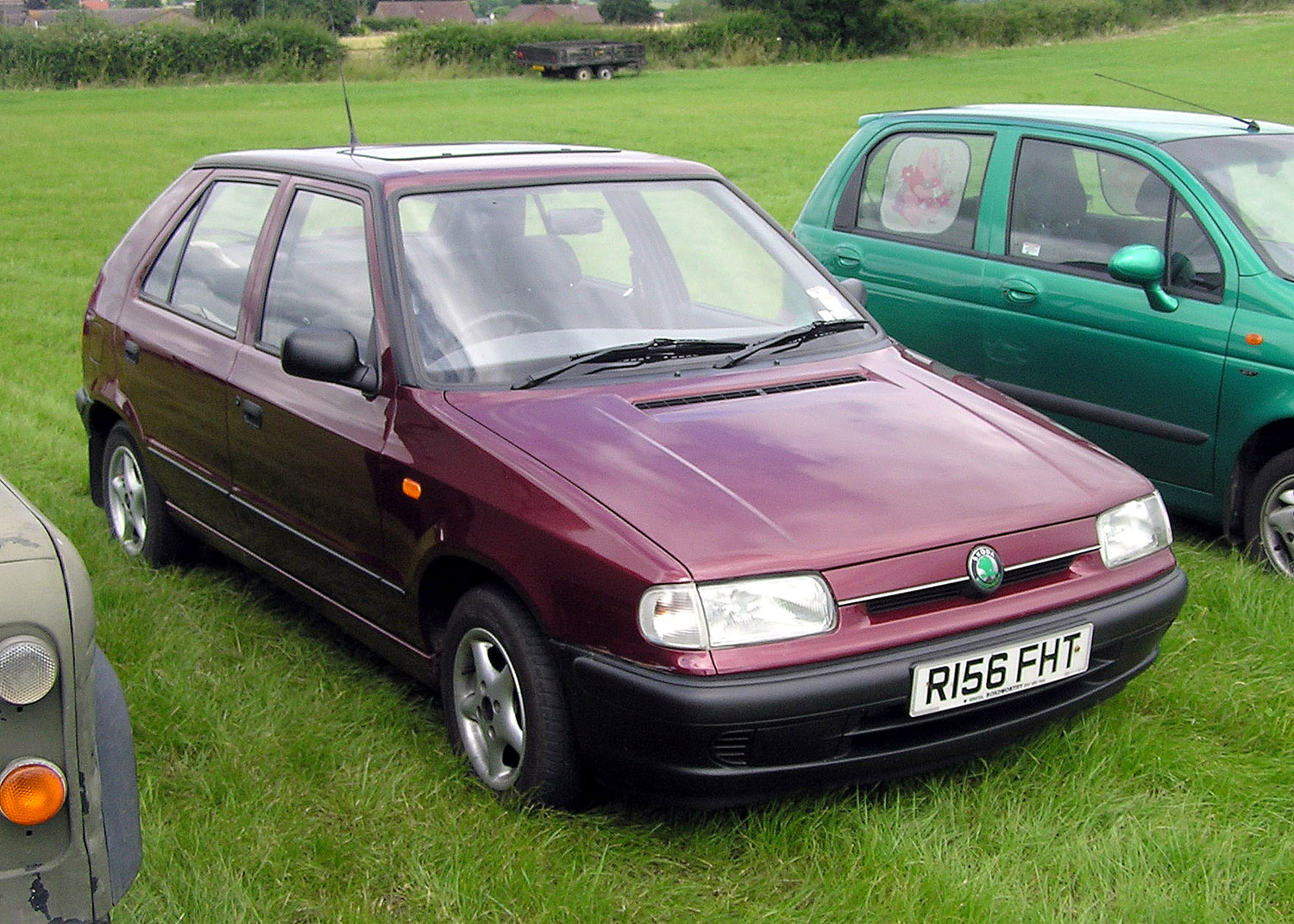
Škoda Felicia GLI, 1997
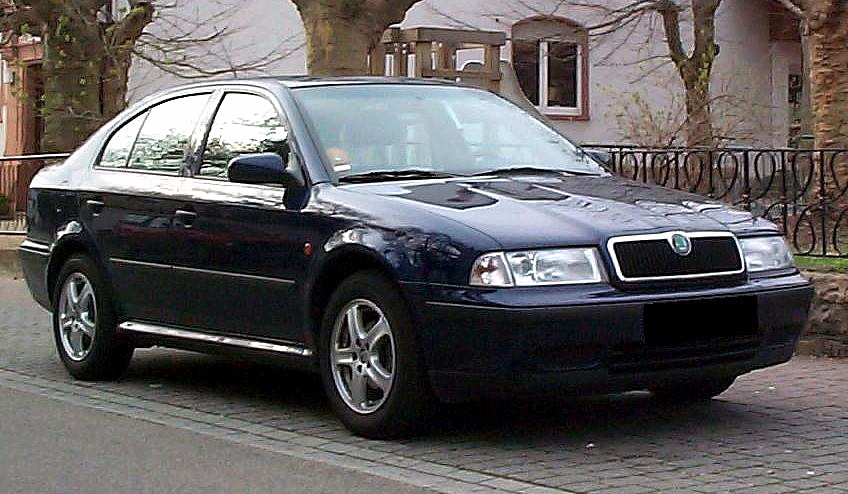
Škoda Octavia, 1999
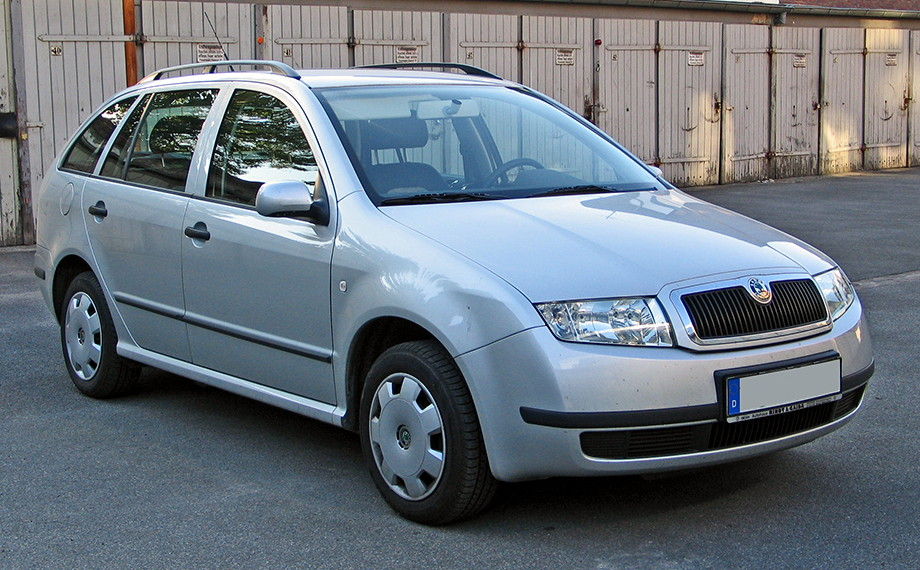
Škoda Fabia Combi, 2000
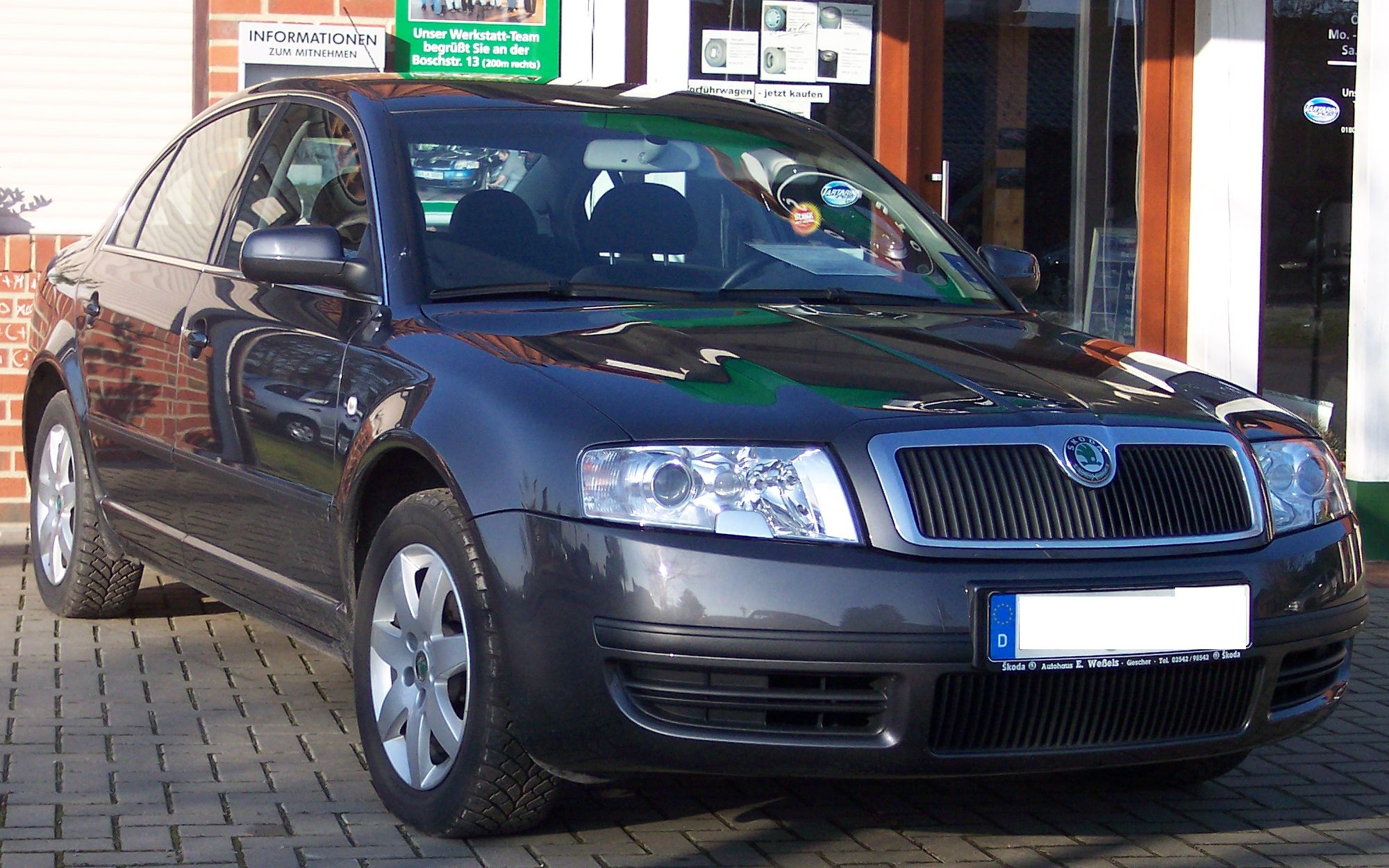
Škoda Superb, 2001
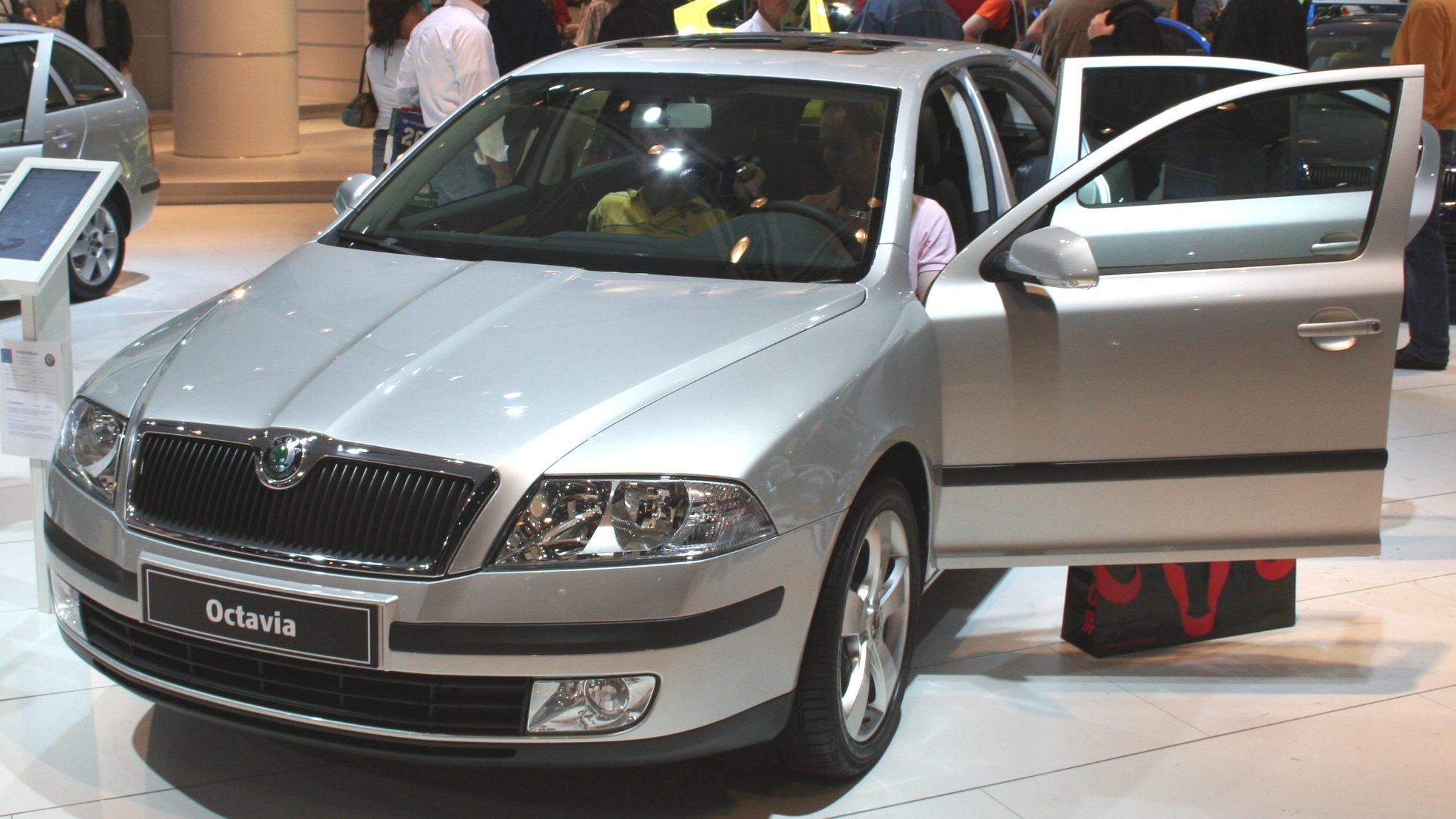
Škoda Octavia II, 2004
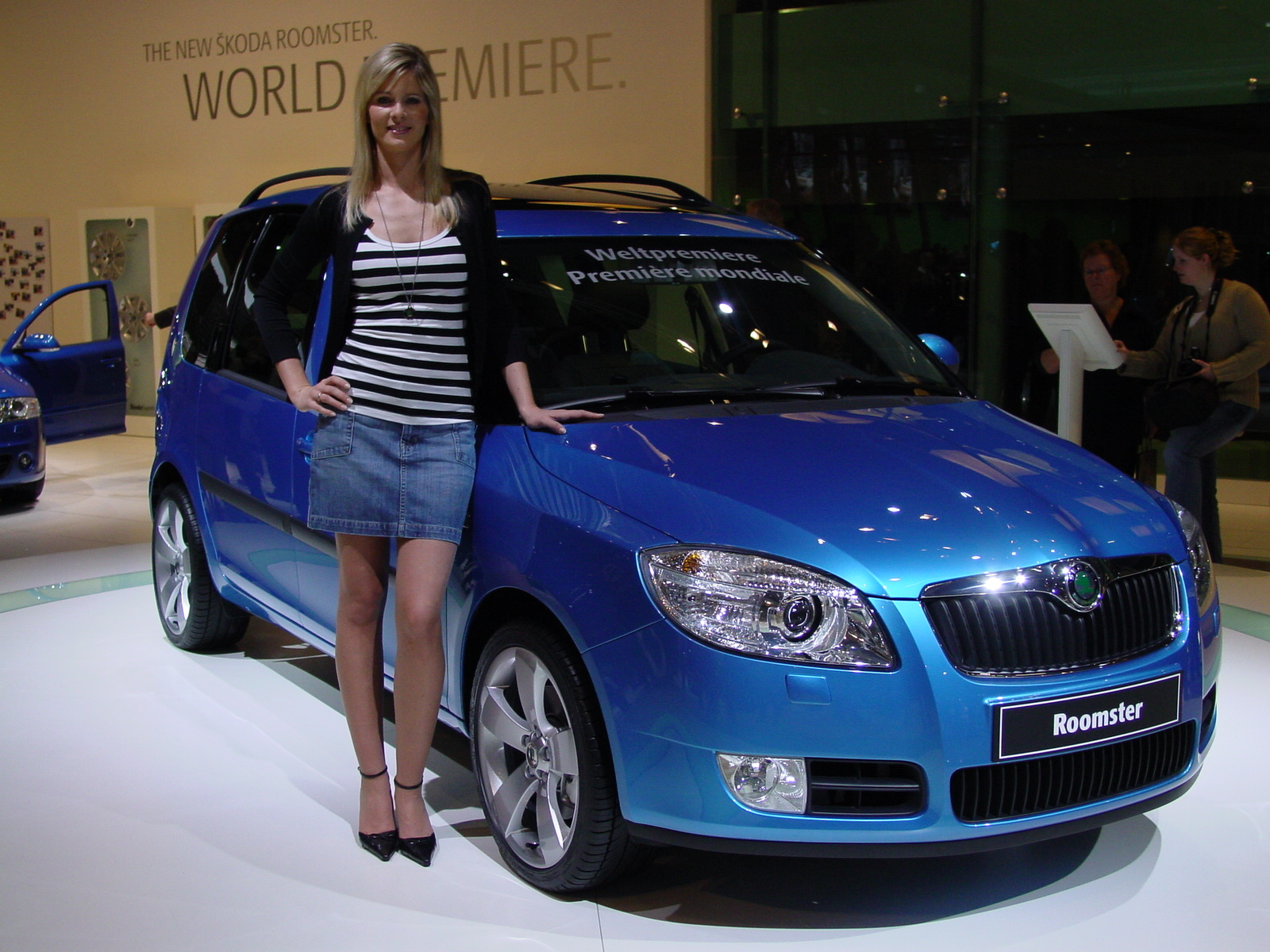
Škoda Roomster, 2006
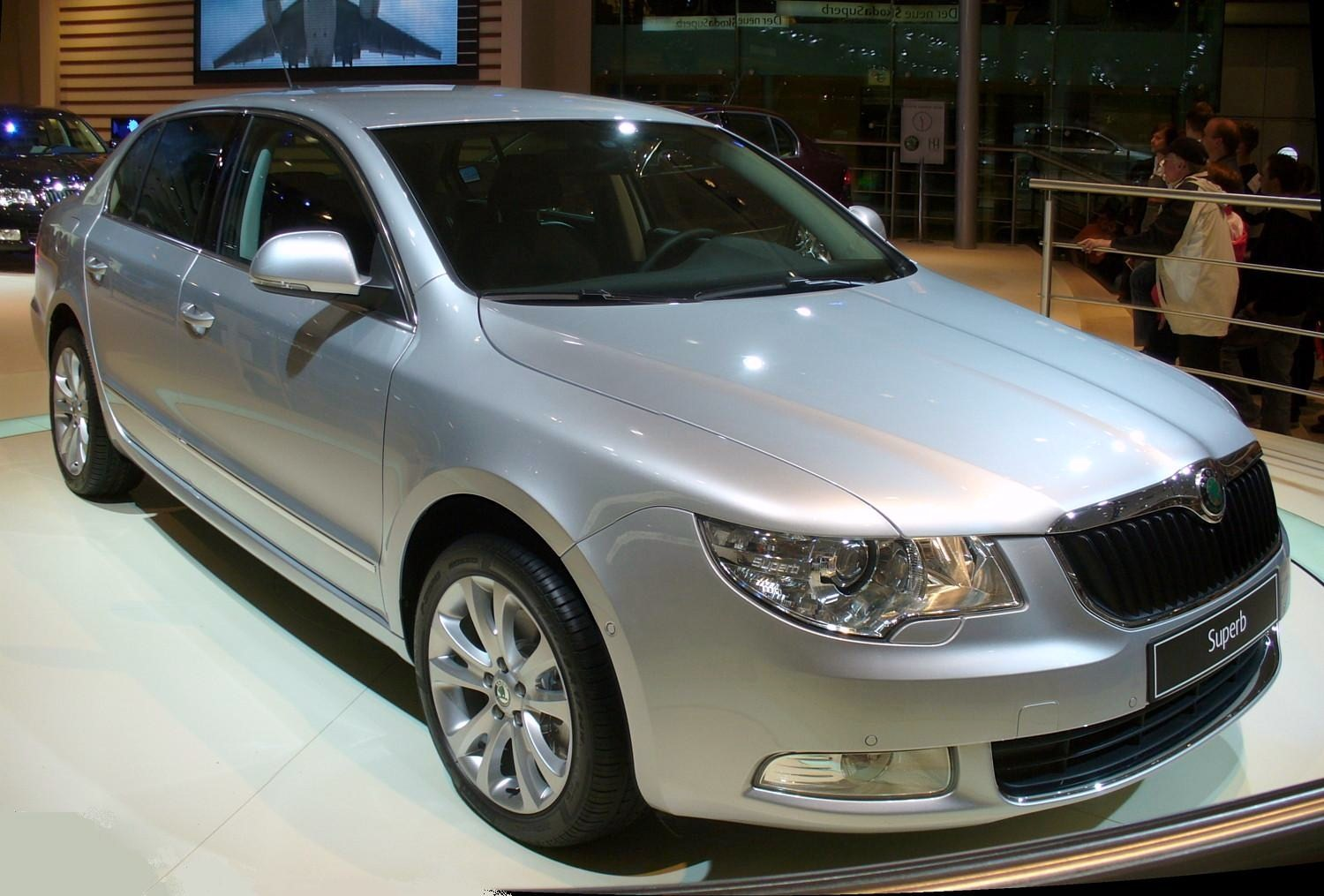
Škoda Superb II, 2008
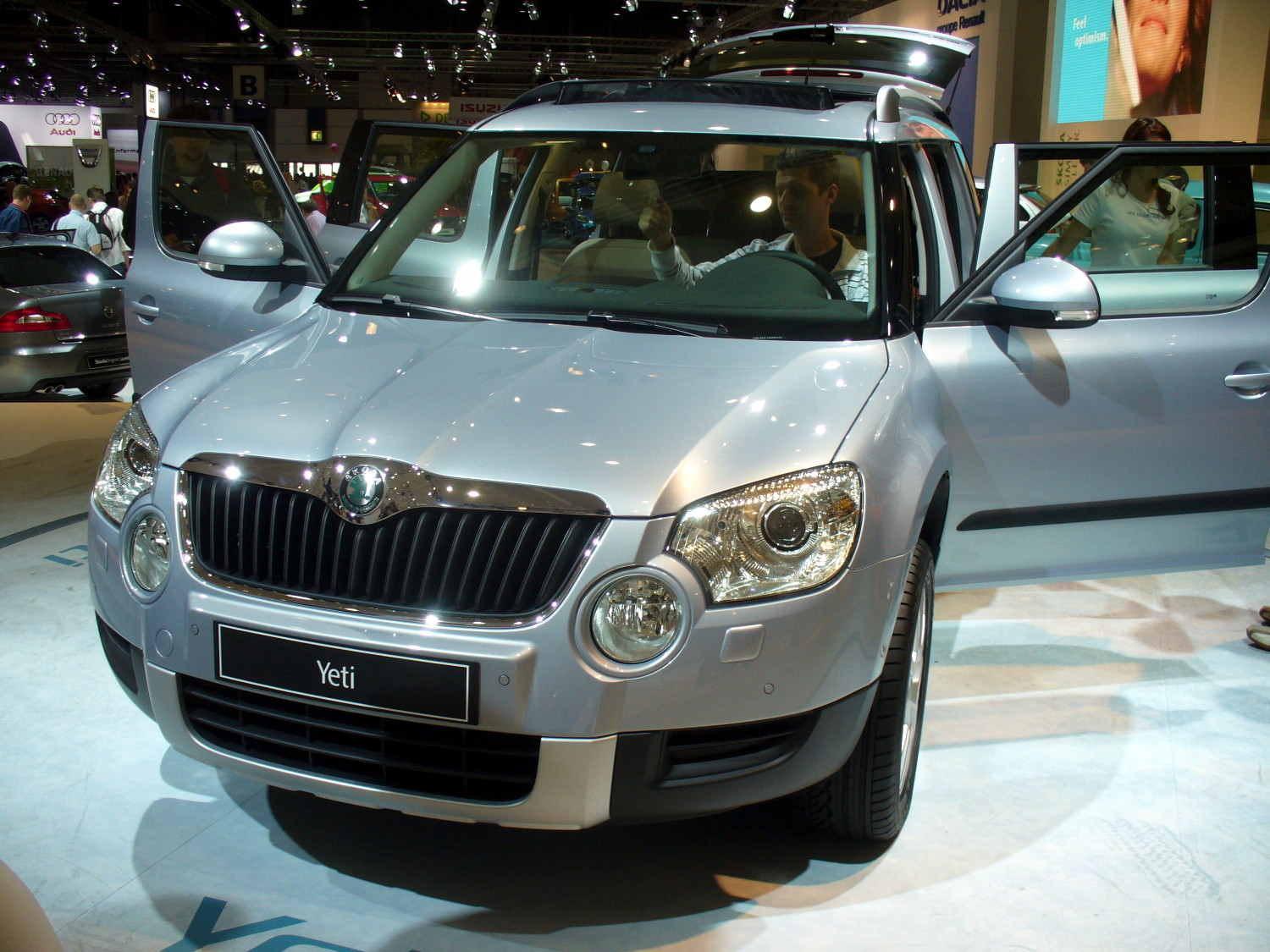
Škoda Yeti, 2009